# Iquitos
Iquitos (pronunciado [iˈkitos] (escucharⓘ); en iquito: «Multitud separada por las aguas»), (en sus inicios conocido como San Pablo de Nuevo Napeanos) es la capital del distrito de Iquitos, la provincia de Maynas y el departamento de Loreto en la Amazonía peruana. Es la metrópoli más grande de la región y la novena más poblada del Perú, con un área metropolitana que incluye los distritos de Punchana, Belén, y San Juan Bautista, y varios pueblos satélites con diversidad cultural.Está considerada oficialmente por el INEI como una metrópoli regional en el Microsistema Norte del Perú.Se encuentra rodeada por los ríos Amazonas, Nanay e Itaya, y el lago Moronacocha.
Se sabe de la reducción jesuita «San Pablo de Nuevo Napeanos» al menos desde 1757, y ha evolucionado en un centro económico y cultural destacado. Su economía se basa en industrias como la maderera, pesquera, petrolera y turística, además de actividades artesanales y gastronómicas. Durante la Fiebre del Caucho (1880-1914), Iquitos experimentó un auge económico y social, dejando un legado arquitectónico europeizado que atrae a turistas.
La ciudad alberga una Zona Monumental, con sitios históricos como la Catedral de Iquitos, la Casa de Fierro y el Ex Hotel Palace y más de cincuenta casas históricas, además de la Biblioteca Amazónica, una de las más importantes de América Latina. Otros puntos destacados son la Plaza de Armas, el Jirón Próspero y el Barrio de Belén, apodado la «Venecia Amazónica».
Iquitos es conocida por ser la ciudad más grande del mundo sin conexión terrestre directa al mar. Su acceso se da por vía aérea o fluvial, siendo un puerto estratégico que conecta los océanos Atlántico y Pacífico. En 2011, fue reconocida como una de las "10 ciudades destacadas" por Lonely Planet y sigue siendo un importante destino de ecoturismo en la región amazónica.
|  |

## Toponimia

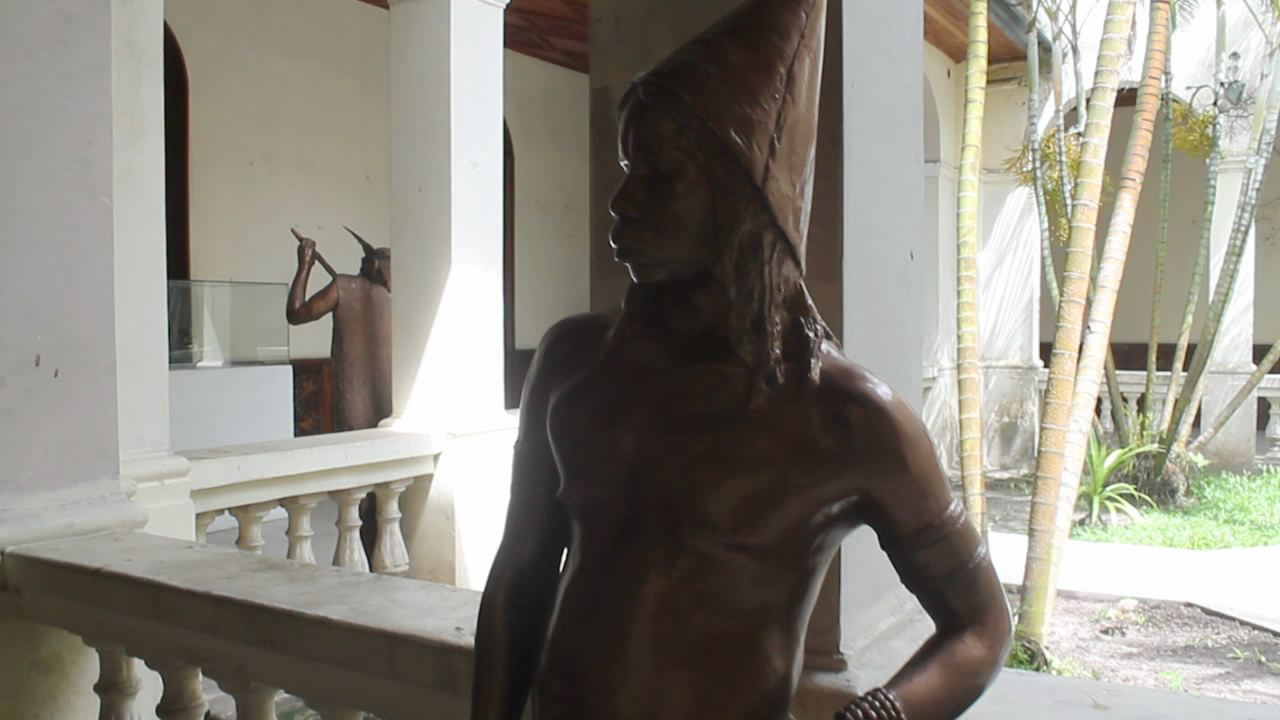
Estatua de un individuo iquito en el Museo Amazónico de la ciudad.

Usando el estudio de la lingüística, se puede aproximar al origen del nombre. «Iquitos» es una construcción plural castellanizada de «ikito», debido a que originalmente se llamó «Caserío de Iquitos». La palabra iquito contiene el prefijo ik-, que significa río, laguna, pozo, aunque también significa separación, lejanía. Etimológicamente, al combinar las dos acepciones, se obtiene: «Multitud separada por las aguas». Por otro lado, de acuerdo al libro Sachachorro del escritor César Augusto Lequerica Delgado, el nombre en idioma iquito se traduce a «ardillas», y proviene de la familia lingüística záparo.
Según Marcelo Inuma, jefe de la comunidad ikitu San Antonio del río Pintiyacu, distrito de Alto Nanay, aclara que «ikitu» significa «tigre». Esta toponimia es mencionada en una leyenda iquito donde se cuenta que un grupo de pobladores iquitu huyeron de las cabeceras del Alto Nanay debido al ataque de un "tigre endemoniado". Luego de varios años de asentarse en nuevas tierras, los patrones mestizos llegaron y preguntaron cómo llegaron ahí, al cual respondieron: Canaja tei ikitu nuti (Venimos huyendo del tigre), donde ikitu significaria "tigre".
La población iquito ocupaban originalmente las orillas del río Nanay y los tributarios, el río Blanco y Chambira. Posteriormente migraron desde el río Tigre hasta el río Napo. Estaban divididos en tres sub-tribus: Los Iquitos propiamente dichos, los Maracanos y los Auves. Más tarde, fueron concentrados en la temprana reducción española «San Pablo de Nuevo Napeanos» junto a los napeanos (yameos). Con el tiempo, los napeanos abandonaron la reducción, y quedó habitada principalmente por Los Iquitos. Para finales del siglo XVIII, el asentamiento ya era conocido como «el caserío de Iquitos».
En el presente, los iquitos viven asentados en pequeñas comunidades a lo largo de los ríos: Nanay en las comunidades de San Juan de Hungurahual y Puca Urco y su afluente el río Pintuyacu en las cominudades de San Antonio de Pintuyacu, Atalaya en el río Chambira , en el Perú y Ecuador. Según el Censo Nacional de 1993, la población de esta etnia ascendía a 234 habitantes.

## Fundación

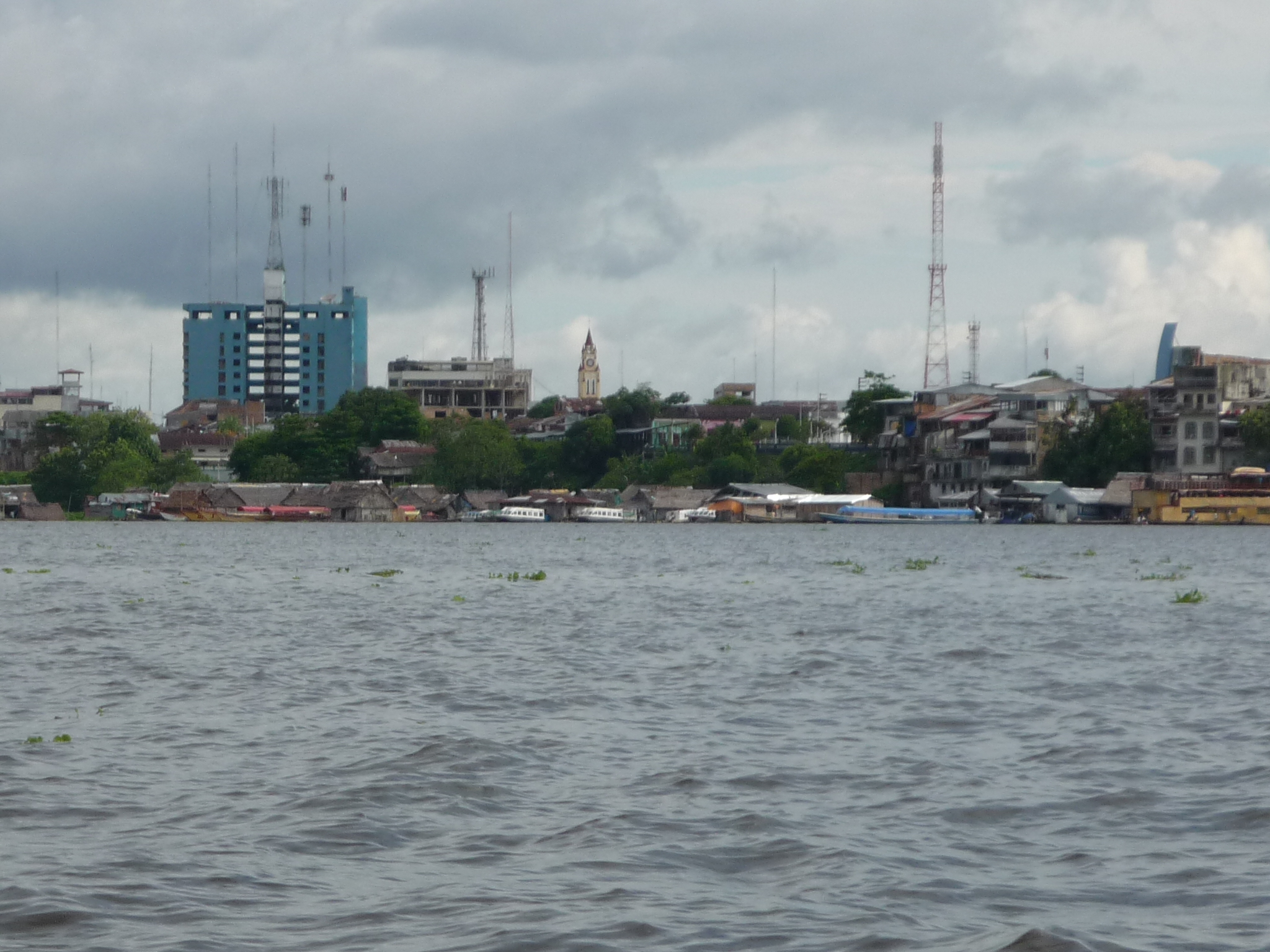
Vista de la ciudad de Iquitos a orillas del Río Itaya.

La fecha de fundación de la ciudad aún permanece en discusión. Existe un año crucial en los archivos que se aproximaría a su origen: se sabe que para 1757 ya existía una población conocida como San Pablo de Nuevo Napeanos, y que posteriormente alcanzó un estatus como pueblo, gobernación y municipio en 1808 como Iquitos.
En lo oficialmente establecido, el «5 de enero de 1864» es la celebración de la Fundación del Puerto Fluvial de Iquitos como indica la Ley N.º 14702 que se oficializó durante el gobierno de Fernando Belaúnde Terry. Está justificada por la llegada del vapor Pastaza y su gemelo Morona, el bergantín Próspero y los vapores exploradores Napo y Putumayo. No obstante, el arribo histórico del Vapor de Guerra "Pastaza" remolcando al Bergantín "Próspero" (alquilado como transporte), fue el viernes 26 de febrero de 1864, a las 05:45 p. m. El Libro de Bitácora original del "Pastaza" que describe tal hecho se encuentra actualmente conservado y custodiado en el Archivo Histórico y Biblioteca Central de la Marina de Guerra del Perú. El arribo de los marinos desencadenó en un incipiente crecimiento urbano cuando se construyó la factoría y un apostadero.

## Historia

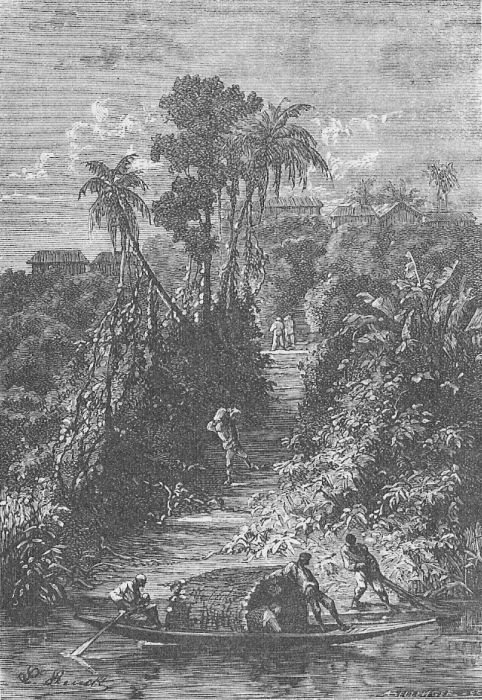
Iquitos como una pequeña villa en una ilustración de 800 leguas por el Amazonas de Julio Verne publicada en 1881.

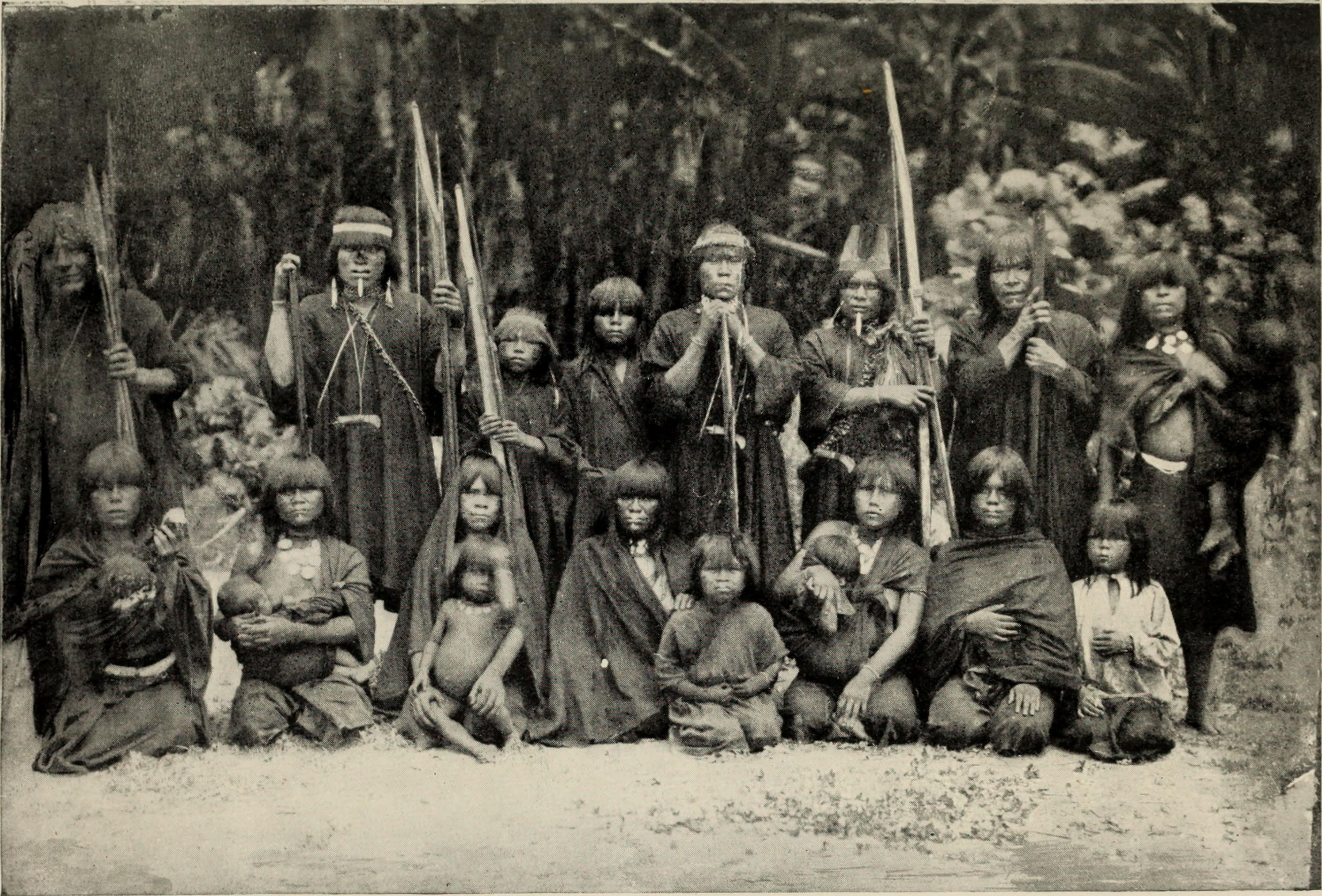
La Fiebre del Caucho también tuvo un lado infame por la venta de esclavos indígenas en Iquitos de £20 a £40 cada uno.

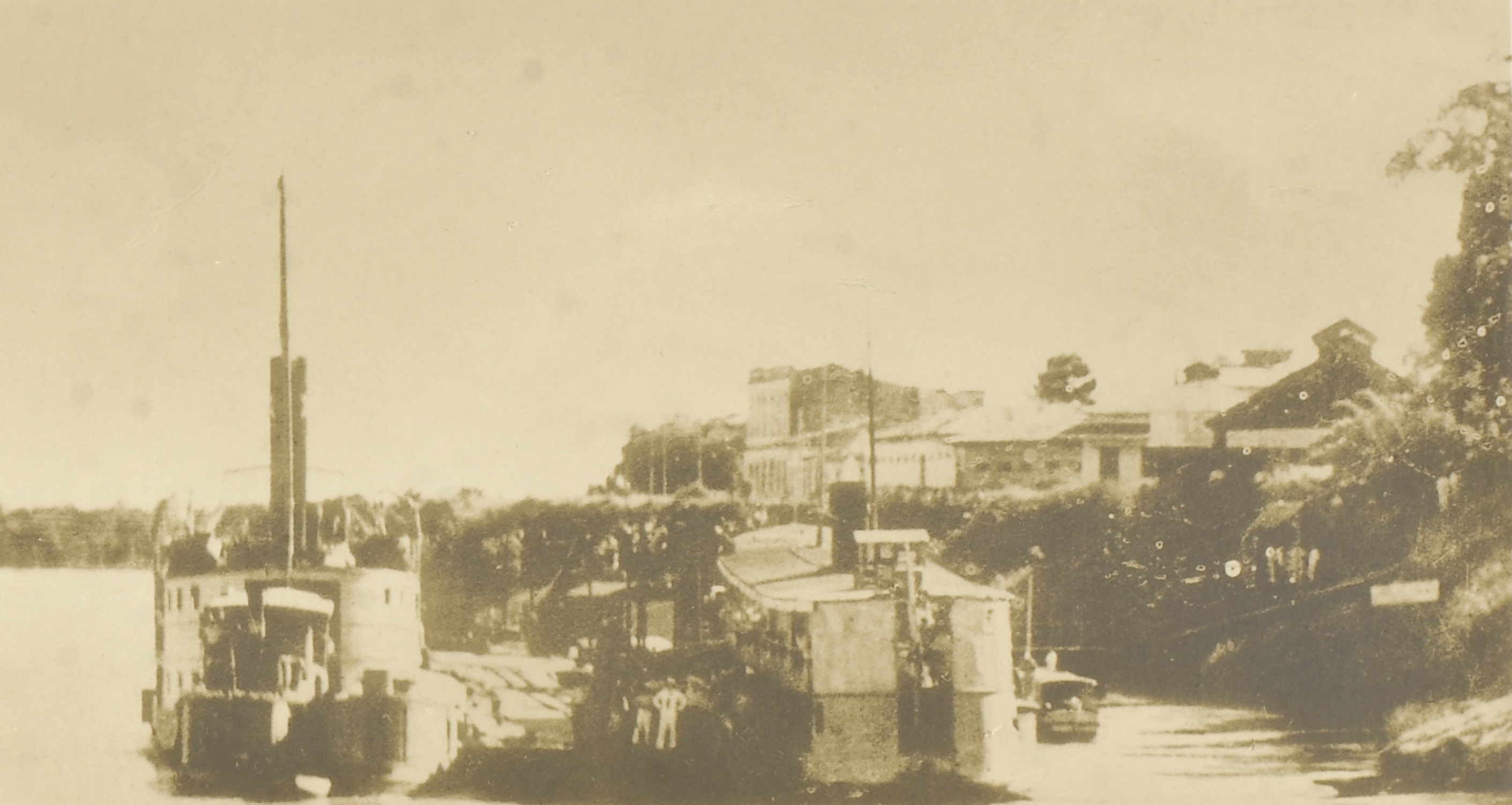
Puerto de Iquitos, 1930.

Antes del comienzo preliminar de Iquitos, existió un conjunto de «reducciones» entre 1638 a 1769, donde varias tribus indígenas, entre ellas los iquitos, fueron albergadas y administrada por misioneros jesuitas, perteneciente a la orden religiosa de la Compañía de Jesús. Las reducciones a menudo eran reubicadas a kilómetros de su localización original, pero solían conservar su nombre. Otras etnias eran trasladadas y se asentaban en algún otro pueblo. En ese entonces, se fundaron varias reducciones como Juan Nepomuceno de Iquitos y Santa Bárbara de Iquitos en 1740, San Sebastián de Iquitos en 1742 y Sagrado Corazón de Jesús de Maracanos en 1748, todos fundados por el sacerdote José Bahamonde perteneciente a la congregación de la Compañía de Jesús con su misión en Quito; Santa María de Iquitos fue fundada por el padre Uriarte en 1754; San Javier de Iquitos por el padre Palme en 1763 y San José de Iquitos fundada por el padre Uriarte en 1767, año en que los jesuitas son obligados a retirarse de las colonias hispánicas.
Iquitos ya estaba establecida como misión jesuita en 1757 con el nombre de San Pablo de los Napeanos. La misión consistió de nativos napeanos e Iquitos y estaba situada a orillas del río Nanay hasta mediados del XVIII. El sacerdote llevó aves de corral, vacas, cabras, cerdos, instaló un trapiche para procesar miel y aguardiente, una carpintería y una escuela para los niños.  Luego de un traslado definitivo en 1764 a su ubicación actual con el nombre de «San Pablo de Nuevo Napeanos», los nativos napeanos progresivamente fueron abandonando el caserío hasta quedar solo nativos Iquitos. Debido a eso, a fines del siglo XVIII, la población fue conocida como el «caserío de Iquitos».

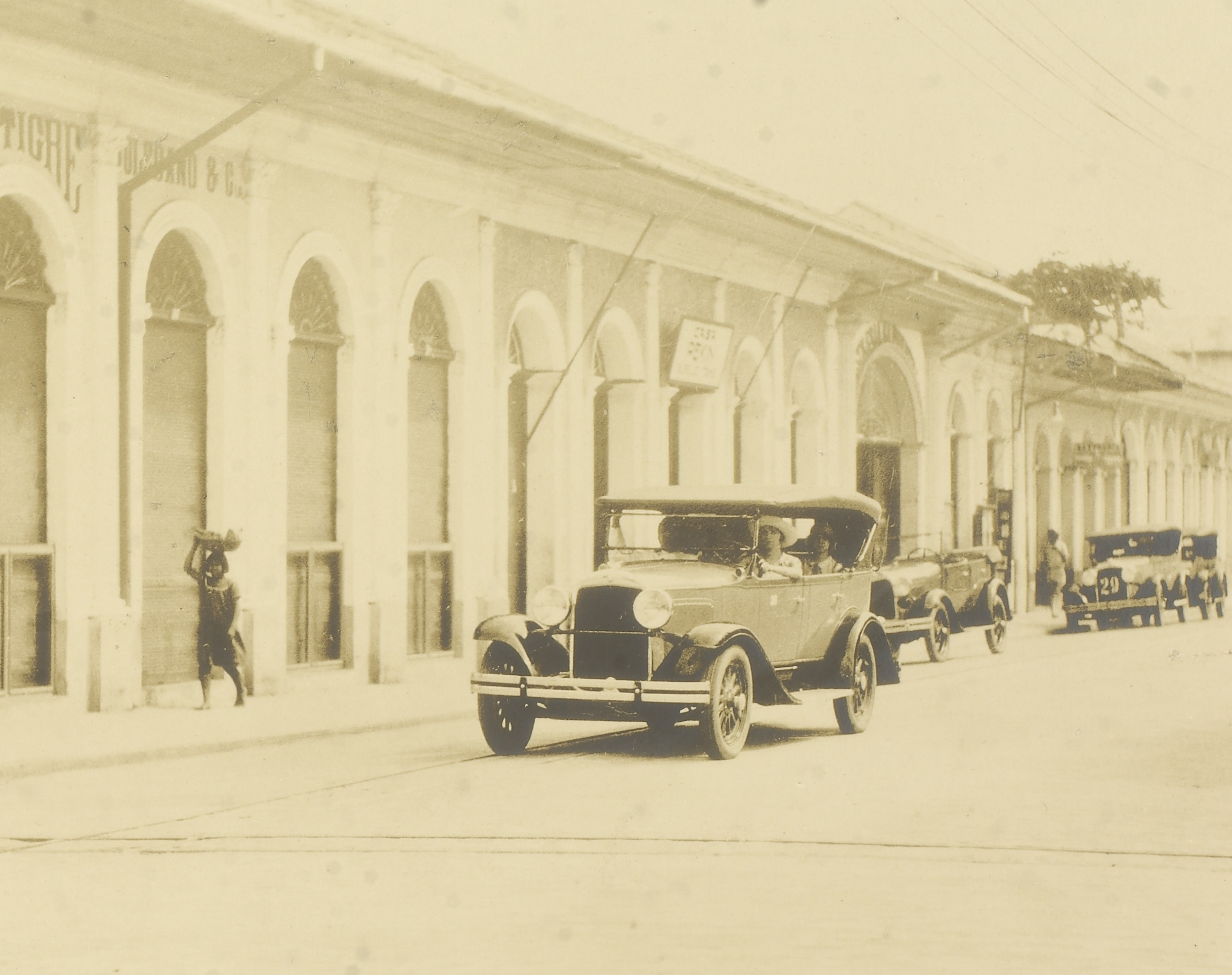
Iquitos, 1930.

Fue parte de la Intendencia de Trujillo que llegó a tener nueve partidos que fueron Trujillo, Lambayeque, Piura, Cajamarca, Huamachuco, Chota, Moyobamba, Chachapoyas, Jaén y Maynas, este último partido anteriormente conformaba los departamentos de lo que hoy se conoce como Departamento de San Martín, Ucayali, Loreto, siendo la Intendencia de Trujillo la más grande del Virreinato del Perú, es decir casi todo el norte del Perú actual; su primer intendente fue Fernando Saavedra de 1784 a 1791. Después de este le seguirían Vicente Gil de Taboada (1791-1805 y 1810-1820), Felice del Risco y Torres (provisional) (1805-1810) y el marquéz de Torre Tagle (1820), quien dirigió la independencia de la Intendencia. Fue parte del Gobierno de la Comandancia General de Maynas que fue una división territorial del Imperio español en el Virreinato del Perú, creada mediante una real cédula del 15 de julio de 1802. Abarcaba los actuales departamentos peruanos de Amazonas, San Martín, La Libertad y Loreto.
Entre 1863 y 1864, Iquitos era una pequeña villa hasta la llegada de los marinos y buques peruanos Pastaza, Próspero y Morona, mandados por el presidente Ramón Castilla y Marquesado, que traían las piezas para instalar la Factoría Naval (ubicada en el actual Malecón Tarapacá), debido a que la ciudad se encuentra favorablemente situada entre el río Nanay y la margen izquierda del río Amazonas, convirtiéndose en un puerto fluvial hacia otras regiones. El arribo histórico del Vapor de Guerra "Pastaza" remolcando al Bergantín "Próspero" (alquilado como transporte), fue el viernes 26 de febrero de 1864, a las 05:45 p. m. El Libro de Bitácora original del "Pastaza" que describe tal hecho se encuentra actualmente conservado y custodiado en el Archivo Histórico y Biblioteca Central de la Marina de Guerra del Perú. El arribo de los marinos desencadenó en un incipiente crecimiento urbano cuando se construyó la factoría y un apostadero. Posteriormente, el 7 de febrero de 1866, la ciudad fue declarada como capital provincial de Maynas, y se nombró José Jesús Jiménez como primer alcalde. Después de la insurrección loretana de 1896, el 9 de noviembre de 1897, Nicolás de Piérola nombra a la ciudad como capital del departamento de Loreto.
La fiebre del caucho (Hevea brasiliensis) trajo una intensa atención comercial en la ciudad. Iniciada aproximadamente en 1880, el acontecimiento convirtió a Iquitos en el centro de explotación del caucho en la Amazonía peruana, y junto a Manaos, en las dos principales centros caucheros, así como una de las ciudades más ricas del continente. Varios peruanos de otros puntos del país y extranjeros, especialmente europeos, llegaron a la ciudad para conseguir una fortuna más rápida y fácil a costa de la explotación y abuso de los nativos amazónicos. Durante este período se construyó la arquitectura de Iquitos, y dotó a la ciudad de los servicios básicos y públicos. El 9 de noviembre de 1897, Iquitos es declarada como capital de Loreto, en reemplazo de Moyobamba. En 1905, se instaló el alumbrado eléctrico y funcionó el ferrocarril urbano, servicios que llegaron a Iquitos antes que a varias ciudades peruanas y europeas. La Corte Superior fue colocada en 1907 y la iglesia matriz en 1919, entre otros. Alrededor del año 1914, el monopolio cauchero amazónico terminó cuando las plantaciones inglesas en Singapur y Malasia comenzaron a ser productivas para la cosecha del caucho. Las semillas del Hevea brasiliensis habían sido llevadas subrepticiamente. Esto dejó nuevamente a Iquitos en la pobreza y aislamiento de las ciudades selváticas, así como el abandono de fastuosos edificios de estilo europeo.
En 1822 el Gobierno de Colombia envió al Perú a Joaquín Mosquera a solicitar la restitución de Maynas. El 25 de julio de 1824 el Congreso de la Gran Colombia dictó una ley de división territorial pretendiendo incluir en la provincia de Pichincha del Departamento de Quito al Cantón de Quijos, según los límites que tenía al tiempo de creación del Virreinato de Nueva Granada. Pretendía incorporar también al Departamento del Azuay la provincia de Jaén de Bracamoros y Maynas. La negativa peruana a ceder los territorios desencadenó una guerra entre ambos países: La Guerra grancolombo-peruana. A partir de la ley del 21 de noviembre de 1832 Maynas fue integrada al territorio del nuevo departamento peruano de Amazonas, del cual se separó en 1853, cuando se crea un gobierno político en Loreto.
En 1938, comienza la explotación petrolera que devolvió en parte la actividad económica a la ciudad. Asimismo, hubo varios pequeños booms económicos con el barbasco, pieles, industria forestal y explotación de otros recursos de la Amazonía.
En la era contemporánea, Iquitos se consolidó como la ciudad de mayor importancia en la Amazonía peruana y la sexta ciudad del Perú. Cuenta con universidades públicas y privadas, varios institutos técnicos, un moderno aeropuerto internacional, puertos fluviales y una carretera que une Iquitos con la ciudad de Nauta. Es sede del Vicariato Apostólico de Iquitos. En octubre de 2005, la perlita de Iquitos (Polioptila clementsi) fue declarada ave emblemática de la ciudad por la Municipalidad Provincial de Maynas. El ave fue considerada nueva para la ciencia, y es una especie endémica de la Reserva Nacional Allpahuayo Mishana, donde su hábitat se restringe a solo unos pocos kilómetros cuadrados.
Iquitos empezó a desarrollarse más en 2012, a pesar de algunos incidentes notables. Las inundaciones de Loreto afectaron a la ciudad y su área metropolitana, principalmente la zona baja del barrio de Belén y Bellavista-Nanay. El nivel de agua en esas zonas sobrepasó los medidores de luz eléctrica obligando a un apagón, y la población ribereña tuvo que ocupar tiendas en callejones y colegios hasta esperar la merma. La alerta hidrológica casi se convirtió en roja, antes de que el nivel de agua descendiera. El 13 de agosto de 2012, una placa fue colocada en la plaza 28 de Julio de la ciudad en una ceremonia para conmemorar al río Amazonas como una de las siete maravillas naturales del mundo. La placa con estilo moderno fue forjada junta a la de las Cataratas de Iguazú, en Múnich, Alemania.
Desde 2012, experimentó un notorio impacto desfavorable en su urbanización. El 4 de abril de 2013, ocurrieron enfrentamientos y disturbios en la plaza 28 de Julio que iniciaron ante una declaración de radio La Karibeña en contra del Gobierno Regional de Loreto basada en un informe periodístico de La República sobre «un irregular sistema de créditos agrarios» que causó grave daño a miles de agricultores. Otra prominente crítica fue la caótica demora del Alcantarillado Integral de Iquitos que dañó cuantiosas calles de la ciudad.
Fue seleccionada como sede de la Conferencia Internacional 2014 de la Asociación Internacional de Universidades que reunió a varios rectores de 651 universidades e instituciones en el mundo (incluida la Universidad Científica del Perú como anfitriona). Del evento, resultó la creación de la Declaración de Iquitos sobre la Educación Superior para el Desarrollo Sostenible como parte de la Agenda de Desarrollo Post-25 de la UNESCO. El primer Gabinete Binacional Perú-Colombia fue otro evento importante para el desarrollo de la ciudad. Se realizó el 30 de septiembre de 2014, donde los presidentes de Perú, Ollanta Humala Tasso, y de Colombia, Juan Manuel Santos se reunieron para suscribir convenios, destacando la lucha contra el narcotráfico y la minería ilegal. Además se acordó temas para el mejoramiento del sistema de agua y saneamiento básico, así como prevención contra desastres y la conservación de recursos naturales, la flora y la fauna. También se discutió temas sobre igualdad de género, promoción y protección de los derechos de la mujer y las poblaciones vulnerables.

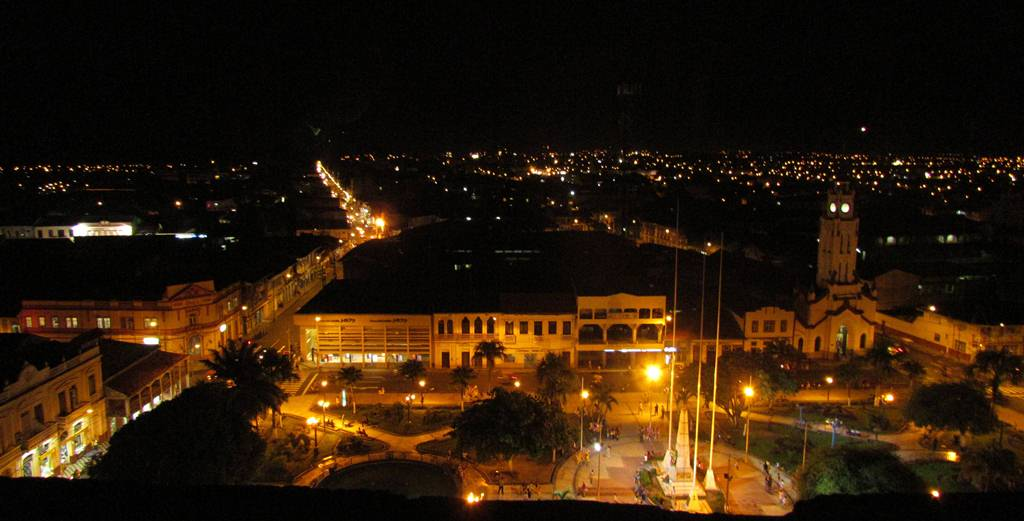
Iquitos en la actualidad.

El 2015 representó la aparición de notables eventos críticos en la ciudad que golpearon por diferentes lados. La muerte de 10 bebés recién nacidos en la unidad de cuidados intensivos (UCI) del Hospital Regional de Loreto acontecido el 11 de marzo de 2015 desestabilizó a la población y cuestionó la reforma de salud nacional. A pesar de que un solo recién nacido fue afectado por la bacteria Serratia marcescens y los otros niños fallecieron por débil salud, el suceso tuvo notoriedad nacional para iniciar un acalorado debate sobre el actual sistema de salud del país. Ocho días después, el 19 de marzo de 2015, Yurimaguas, Alto Amazonas acusó a la Universidad Nacional de la Amazonía Peruana de Iquitos de impedir el funcionamiento de Universidad Nacional Autónoma de Alto Amazonas (UNAAA) al no permitir la transferencia las instalaciones de la UNAP-Yurimaguas. Yurimaguas no vio respuestas inmediatas y entró en huelga indefinida, cerró el puerto Boca del Paranapura para impedir el flujo de transporte de productos y amenazó en cortar la fibra óptica que sirve a la Ciudad de Iquitos. UNAP rechazó la transferencia al ver que la creación de la UNAA se hacía sobre la existencia de otra ley. Al cumplirse el séptima día de huelga, el ministro de Economía y Finanzas, Alonso Segura, aprobó 3 millones y medio de soles para iniciar el funcionamiento de la Universidad Autónoma de Alto Amazonas, y la huelga se levantó.
Pasado un mes, la ciudad experimentó lluvias torrenciales durante el invierno de lluvias y que generó atención ante un evento similar a las inundaciones de Loreto de 2012. Mientras el clima nacional tuvo anomalías, las lluvias persistieron en Iquitos y el caudal de los ríos aumentó al punto que ocasionaron el colapso múltiple de ciertos tramos (exactamente los kilómetros 21,750, 22,500 y 22,600) de la Vía Interprovincial Iquitos-Nauta (LO-103 Sur) el 2 de abril de 2015. El desastre interrumpió el tráfico regular entre Nauta e Iquitos, y ocasionó una paralización del servicio de recojo de basuras, cuyo depósito de basura El Treinta está ubicado más allá de los tramos colapsados; esto ocasionó que la ciudad exceda de basura en las calles. El Ministerio de Salud del Perú escuchó las peticiones y declaró a la ciudad en estado de emergencia sanitaria por 15 días.
La ciudad ha empezado a sufrir una crisis social de rotativa nacional a partir de las protestas por el Lote 192, una extensión de 200 000 ha donde se realiza extracción de crudo. Dirigidos por el presidente de la Región Fernando Meléndez, grupos de la población iniciaron paralizaciones, movilizaciones y mítines para defender la adjudicación de Petroperú al lote. Sin embargo, el Congreso de la República del Perú rechazó la moción, con 58 votos en contra, y adjudicó la empresa canadiense Pacific Stratus Energy. Esto se sumó a que Petroperú se retiró voluntariamente del lote para comprometerse con la Refinería de Talara. A pesar del movimiento por el caso, Iquitos estuvo tranquila al día siguiente y el comercio local inició con normalidad.
Iquitos fue gravemente golpeado por una potente tormenta eléctrica el 9 de septiembre del 2016. Registró vientos que alcanzaron los 80 km/h. El evento natural arrasó con varios techados urbanos, algunos paneles publicitarios, derribó cuantiosos árboles, dañó lugares públicos concurridos por personas y causó reiterados apagones. En los últimos reportes, se registraron 1 persona fallecida, 31 heridos y 160 viviendas afectadas.
En medio de la pandemia de enfermedad por coronavirus, Iquitos ha sido la segunda ciudad con más casos de COVID-19 en el país. El primer paciente confirmado fue reportado el 17 de marzo, y hasta la fecha tiene más de 300 casos confirmados y 7 fallecidos por la enfermedad. Así como otras regiones del país, la ciudad fue puesta en cuarentena a través del Estado de Emergencia declarada el 16 de marzo, un día antes de confirmarse su primer caso.
En la actualidad tiene buenas relaciones con las regiones de Huánuco, Áncash y departamentos que fueron parte de la Intendencia de Trujillo como San Martín, Ucayali y La Libertad

## Población
La ciudad de Iquitos es una conurbación formada por cuatro distritos, Iquitos, Belén, Punchana y San Juan Bautista.
| Pos   | Distrito          | Población 2020 |
| ----- | ----------------- | -------------- |
| 1     | Iquitos           | 163 502        |
| 2     | Belén             | 71 005         |
| 3     | Punchana          | 88 908         |
| 4     | San Juan Bautista | 152 555        |
| Total | Total             | 475 970        |

Al año 2020, la ciudad de Iquitos tiene una población de 475 970 habitantes, Según el INEI.
Según el censo de 2017, en Iquitos residen 446 709 personas.

### Demografía

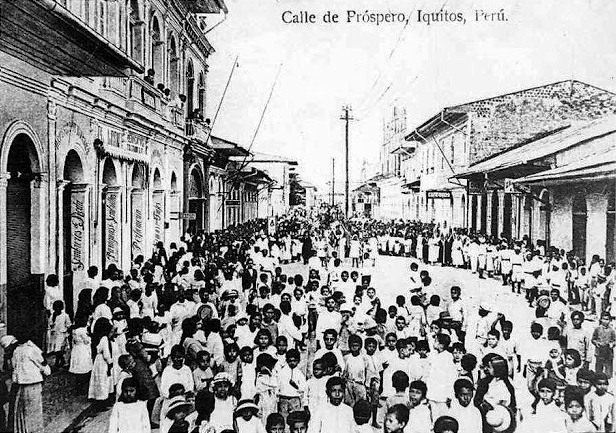
Jirón Próspero, Iquitos (1910)

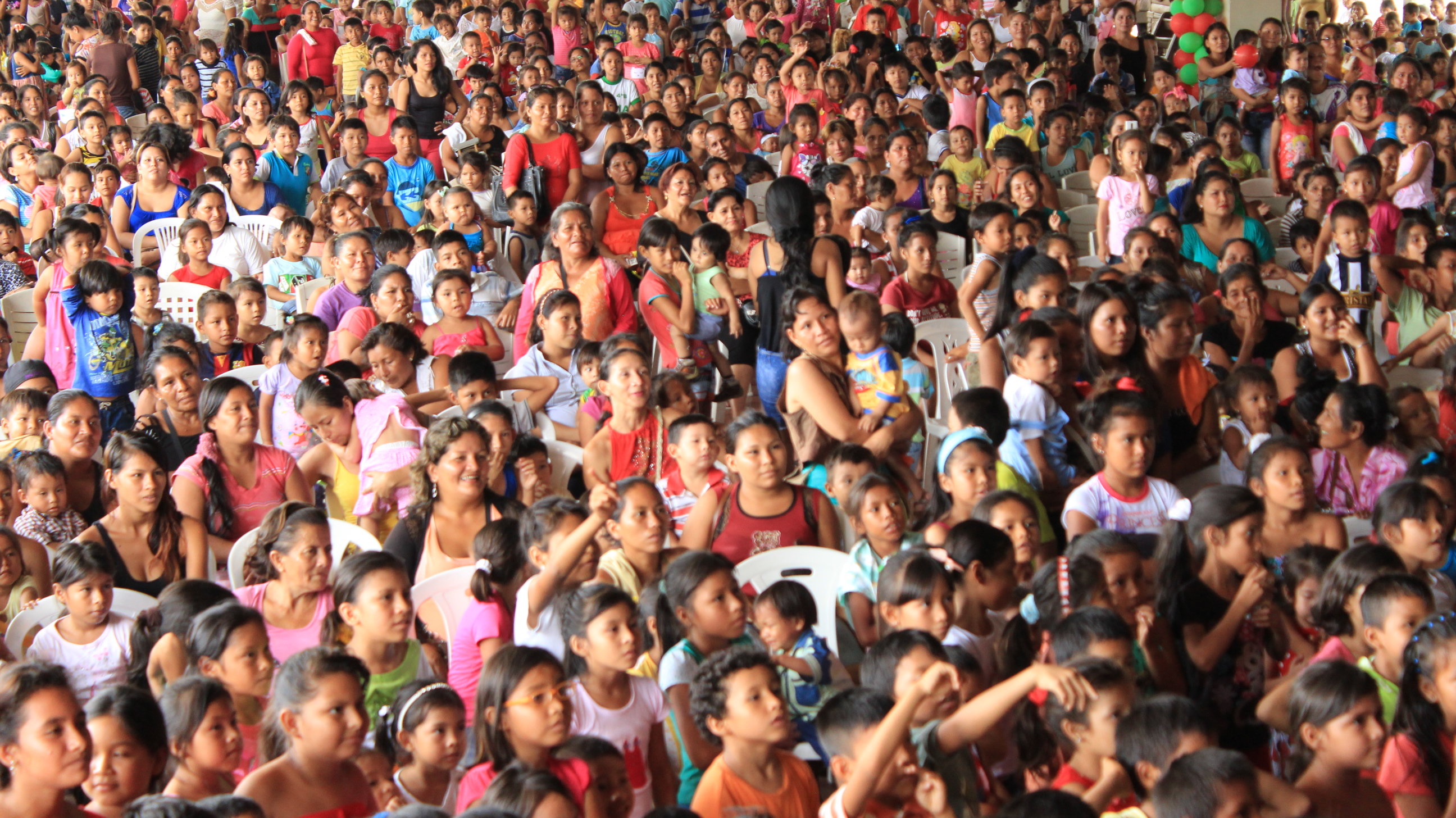
Multitud en un evento social de Petroperú en Iquitos

Iquitos es la ciudad más populosa de la Amazonia Peruana y de la región Loreto, con un estimado de 465.817 residentes hasta 2015. durante el censo realizado por el Instituto Nacional de Estadística e Informática, dio como resultado que de la ciudad tuvo una población de 479 866 habitantes.
Según el censo de 2007, el 60% y 80% de la población iquiteña es indígena o se considera descendientes de indígenas. Es decir, la población indígena está conformada entre 220 y 300 mil habitantes aproximadamente, proviniendo principalmente de los pueblos boráa (bora), witoto (huitoto), yagua, tikuna, ocaina, y sobre todo kukama (cocama) y kichwa. La mayor parte de indígenas que viven de manera permanente en la ciudad no expresa públicamente su identidad étnica, aunque sí lo hacen al interior de sus propias redes sociales o entre sus amigos. La tímida autoafirmación de la identidad nativa se debe principalmente a la discriminación étnica que se ha generado hacia ellos desde décadas. Sin embargo, durante protestas, usan trajes tradicionales para hacer valer sus derechos.
En 1808, Hipólito Sánchez Rangel, el obispo de Maynas, reportó que el caserío de Iquitos tenía 171 habitantes y para el 8 de junio de 1842, fecha en la que Iquitos fue elevada a distrito, contaba con algo más de 200 habitantes.[cita requerida] En 1860, según Paz Soldán, el pueblo tenía solo 300 habitantes. Dos años más tarde, la población se incrementó a cerca de 431 pobladores y en 1864, se registran 648 habitantes, predominantemente mestizos por la presencia de familias procedentes de Borja, Santiago, Santa Teresa, Barranca y otros, que huyeron del ataque de nativos Huambisas y Aguarunas que destruyeron estos pueblos. Según Jenaro Herrera, en 1866 Iquitos contaba con una población de 648 personas. Para 1876, nuevamente el mismo autor reporta una población de 1,475 habitantes.

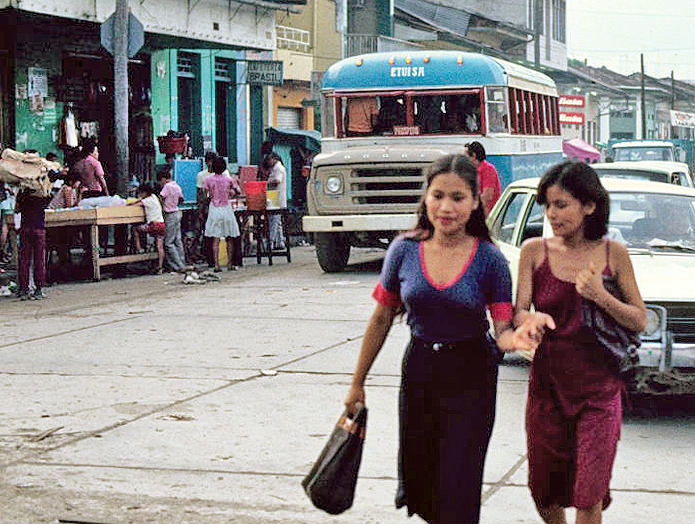
Personas y vehículos en Iquitos a comienzos de la década de 1980

En 1903, en plena época del caucho, Iquitos contaba con 9438 habitantes (según censo de Benito Lores), entre los cuales había 542 extranjeros; la mayoría de ellos eran de España (95) Brasil (80), China (74), Portugal (64) y otros tantos de Italia, Inglaterra, Francia, Ecuador, Estados Unidos de América, Rusia, Suiza y Marruecos. En 1928, Iquitos contaba con 22,575 habitantes, con un rápido incremento entre 1903 y 1928 con 139.5% debido a la inmigración. Y hasta 1994, la población creció 40.98% en un lapso de 12 años, el cual se debió al crecimiento del personal de las Fuerzas Armadas por efectos de los conflictos fronterizos con Colombia en 1932 y con Ecuador en 1941. Según el censo de 1961, la población de Iquitos alcanzó la cifra de 57.772 personas que correspondía al 100% de la población urbana del distrito de Iquitos. En 1964, alcanzó los 76.400 habitantes.
La inmigración judía a la ciudad tuvo importancia histórica. 250 judíos sefardíes se instalaron en Iquitos huyendo del creciente antisemitismo europeo. Después de que la Fiebre del Caucho culminara, varios judíos dejaron la ciudad. Los que se quedaron se mantuvieron unidos y conformaron la Sociedad de Beneficencia Israelita de Iquitos, liderado por Jorge Abramovitz.
Debido a la desigualad, el alto índice criminalidad y desaceleración de la economía desde 1996 hasta la actualidad, la tasa de migración de la ciudad se ha visto reflejada en las estadísticas demográficas, las proyecciones según el INEI para el 2015 debió ser 471 993, los resultados obtenidos por el censo del 2017 arrojaron una cifra de 457 396 habitantes, menos de lo previsto, los pobladores de esta ciudad prefieren buscar nuevas oportunidades en otras capitales de diferentes departamentos :Trujillo, Lima, Cajamarca, Piura, Huancayo, Chiclayo e incluso ciudades tan alejadas como Arequipa, Cusco y Tacna

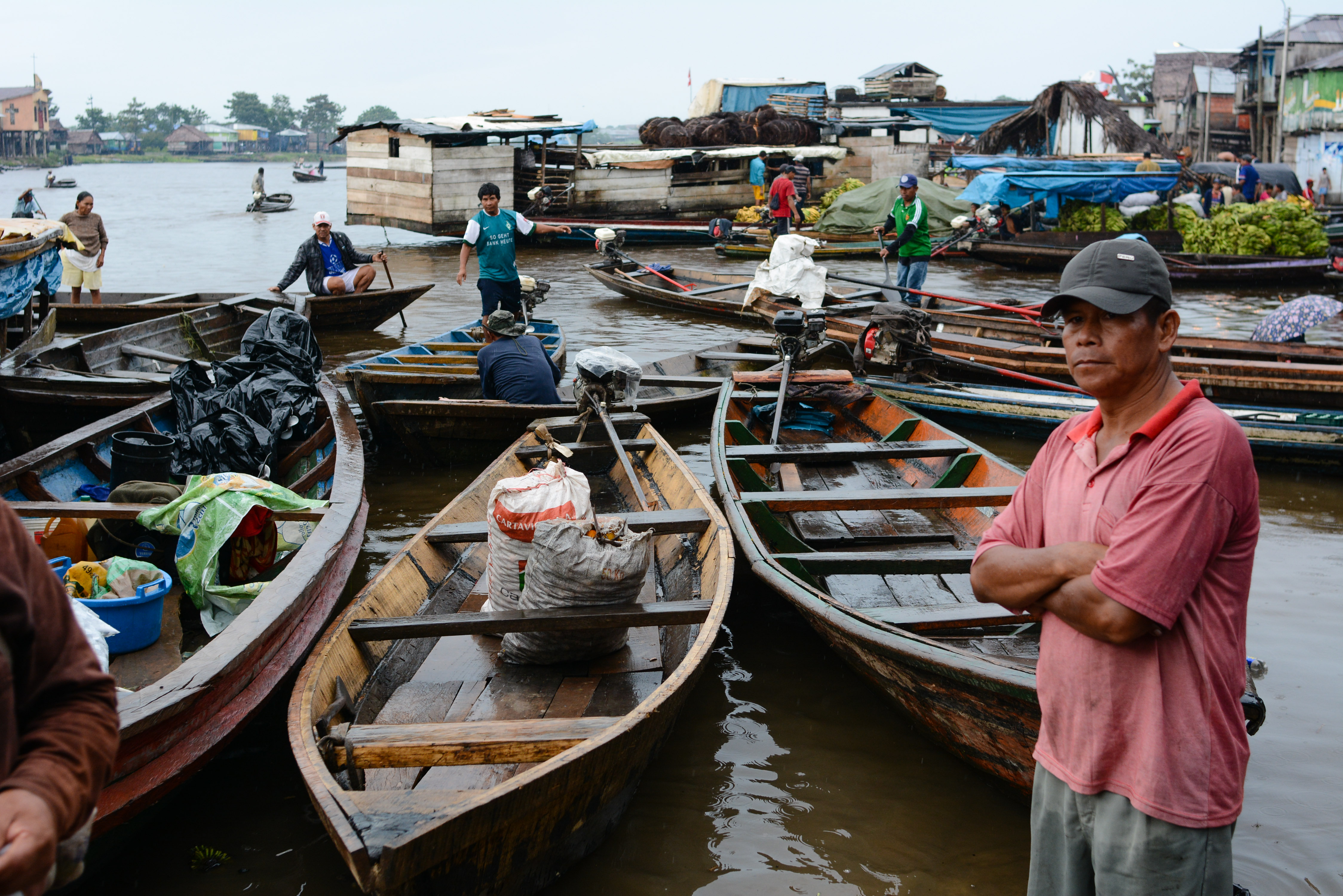
Poblador del Distrito de Belén con el transporte común de los canales acuáticos del área

Iquitos tiene el enclave gringo más grande del Perú. Algunos son turistas, pero también residentes, y entre ellos existe un grupo que proyecta una imagen de «descuidados» (gone to seed en inglés), el cual sería una expresión de librepensador.

### Desarrollo humano
Según el Programa de las Naciones Unidas para el Desarrollo, a enero del año 2013, los resultados mejoraron. Cada distrito de Iquitos se ubicaba en los puestos de 194 (Iquitos), 326 (Punchana), 376 (Belén) y 328 (San Juan Bautista), con un índice de desarrollo humano de 0.5247 (Iquitos), 0.4750 (Punchana), 0.4539 (Belén) y 0.4734 (San Juan Bautista), por lo cual se obtiene que el primer distrito tiene el desarrollo más alto de la región. El distrito de Punchana presentaba el índice de esperanza de vida al nacer más alta de 74,35 años, mientras el distrito de Iquitos contenía el 74% de la población con educación secundaria completa. El distrito de Iquitos presentaba el ingreso per cápita mensual más alto de 867.7 nuevos soles, con un puesto nacional de 170.

## Urbanismo
La ciudad misma tiene tres caras: el Centro de Iquitos está caracterizado por su desarrollo urbano avanzado, el cual puede compararse con Trujillo, Chiclayo, Arequipa, Cajamarca y Lima. La segunda faceta se encuentra en sus habitantes ribereños, notoriamente el barrio de Belén, que se encuentran a orillas del río Itaya y el lago Moronococha, y la tercera faceta conforma los asentamientos informales en expansión en el sur rururbano de la área metropolitana. Cuenta con varias plazas y plazuelas, la más conocida siendo la plaza de Armas de Iquitos, seguida por la plaza 28 de Julio, la plaza Roja, la plaza Bolognesi, la plaza Grau, etcétera. El paseo de los Héroes Amazónicos es una acera central exclusivamente pedestre ubicada a lo largo de la avenida Mariscal Cáceres.

### Vivienda y modernización

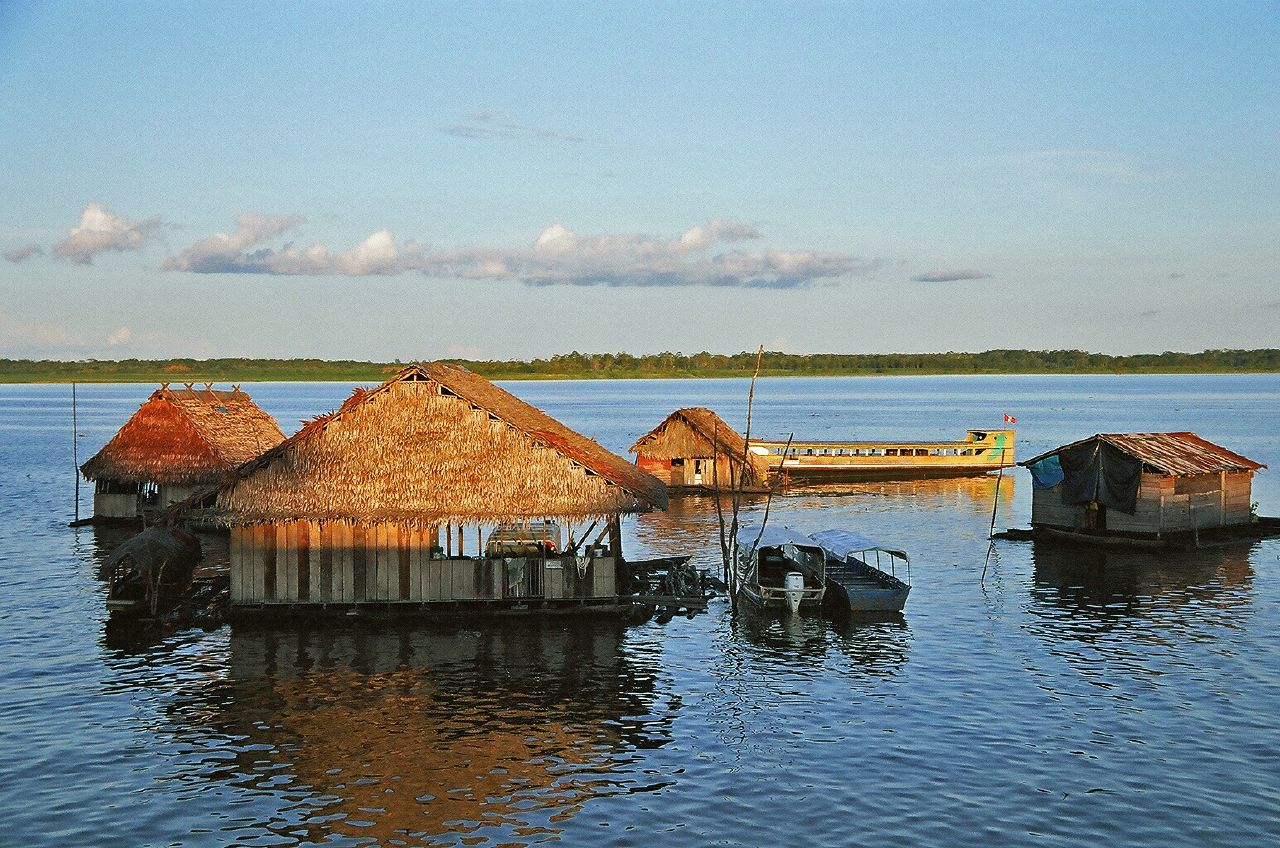
Palafito, tipo de vivienda de las riberas de Iquitos. Contrasta con la modernización de la ciudad.

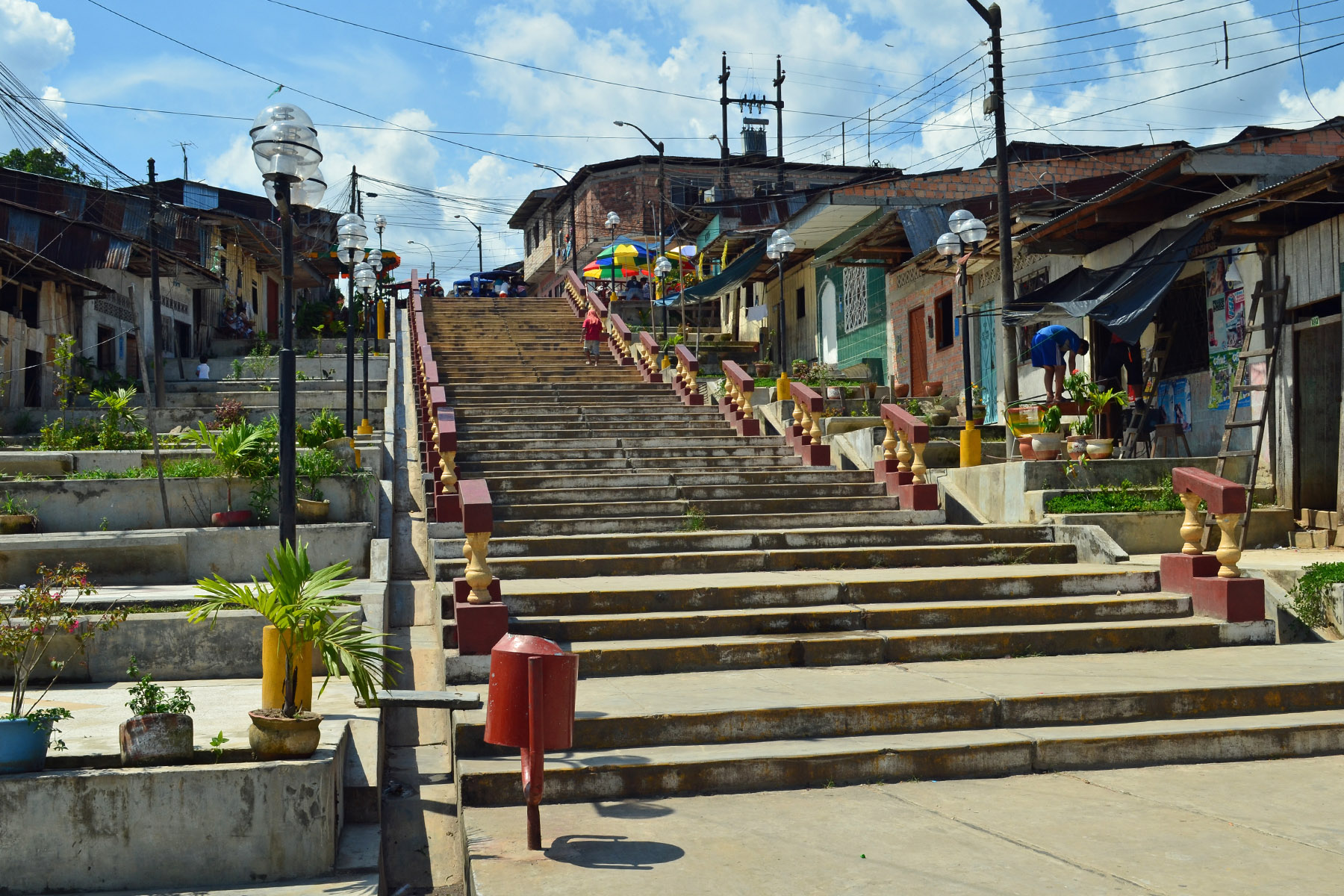
Escalinata en el barrio de Belén que conecta Alto Belén y Bajo Belén.

La arquitectura de Iquitos es una manifestación del desarrollo urbano en la Amazonía peruana, influenciada por factores geográficos, climáticos, históricos y culturales. Su evolución ha dado lugar a diversos estilos arquitectónicos, que van desde la arquitectura vernácula amazónica hasta influencias europeas y diseños modernos adaptados al entorno tropical.
Podría caracterizarse tres tipos mayores de urbanismos:
1. Vernacular amazónica: Caracterizada por el uso de materiales naturales como madera, hojas de palma y caña brava. Estas viviendas, típicas de comunidades ribereñas y barrios periféricos, están elevadas sobre pilotes para protegerse de las inundaciones estacionales del río Amazonas. Este tipo de construcción refleja la adaptación de los habitantes al entorno selvático, garantizando ventilación y protección contra plagas y humedad. Los palafitos son notables en el distrito de Belén, especialmente en Belén Bajo. Estos tipos de vivienda son actualmente un punto turístico debido a que el barrio de Belén tiene una colección de ellas.[73]
2. Republicana amazónica: Durante la fiebre del caucho (finales del siglo XIX y principios del siglo XX), Iquitos experimentó un auge económico que trajo consigo la influencia arquitectónica europea, en particular de España, Portugal y Francia. Se construyeron mansiones con fachadas decoradas con azulejos portugueses, balcones de hierro forjado y estructuras de madera fina. Un ejemplo representativo de este período es la Casa de Fierro, diseñada por Gustave Eiffel. Estas edificaciones se encuentran principalmente en el centro histórico de la ciudad.[74]
3. Tropical moderna: Con el crecimiento urbano y el acceso a nuevos materiales de construcción, surgió en Iquitos un estilo de arquitectura tropical moderna. Estas edificaciones emplean concreto y materiales resistentes a la humedad, incorporando amplias ventanas, techos altos y aleros pronunciados para mejorar la ventilación y reducir el impacto del calor. Algunas viviendas bioclimáticas han sido diseñadas para garantizar una circulación de aire constante, adaptándose al clima cálido y húmedo de la región.[75]

Grosso modo, el estilo de casa iquiteña es ecléctica, independiente, arbitraria, prominentemente cuadriculada y moderna-postmoderna en contraste con la arquitectura del centro histórico de Iquitos. La distribución de casas sigue un estilo de casas adosadas, que consiste en líneas de casas unidas unas a otras por sus muros laterales, y el back-to-back donde las casas tienen muros compartidos en los lados traseros. Numerosos barrios tienen casas con un huerto tropical (usualmente para horticultura personal) en la parte trasera, y otros tienen un jardín ornamental en la parte delantera, o ambos.
Mientras tanto, las edificaciones modernas siguen un diseño brutalista y rangos contemporáneos. Un ejemplo es el edificio más alto de la ciudad, y también el diseño ligero de art déco del Hotel Plaza El Dorado. Algunas construcciones modernas cuentan con diseños clásicos como el Hotel Emperador Terraza, entretanto algunas urbanizaciones iquiteñas tienen diseños extranjeros (por ejemplo, la Villa de la PNP en San Juan, Iquitos con sus viviendas con estilo lustron). Otras urbanizaciones más céntricas son una mezcla de shotgun house (casa que son más largas que anchas) y casas adosadas con una distribución que recuerda al nuevo urbanismo. Los palafitos son notables en el distrito de Belén, especialmente en Belén Bajo. Estos tipos de vivienda son actualmente un punto turístico debido a que el barrio de Belén tiene una colección de ellas.
La primera casa ecológica fue construida en 2013 en la Villa de la PNP, creadas por Ministerio del Ambiente (MINAM) y el Consejo Peruano de la Construcción Sostenible, y se plantea construir más en ese barrio.

### Belén Sostenible
El Ministerio de Vivienda, Construcción y Saneamiento del Perú inició la construcción de viviendas de adaptación moderna para Belén Bajo, Belén, Iquitos en septiembre de 2013. Dentro una malla urbana planificada, las nuevas viviendas mantendrían el aspecto de palafitos, pero incluirían características avanzadas y únicas como las vigas de soporte cubiertas con brea para la durabilidad, madera certificada, área de cocina vestidas con cerámicas para evitar incendios y la «accesibilidad multimodal permanente de la población, tanto en época de creciente como de secante del río» con un complejo sistema de vías peatonales, vehiculares y fluviales.

## Organización territorial

### División administrativa

#### Núcleo urbano

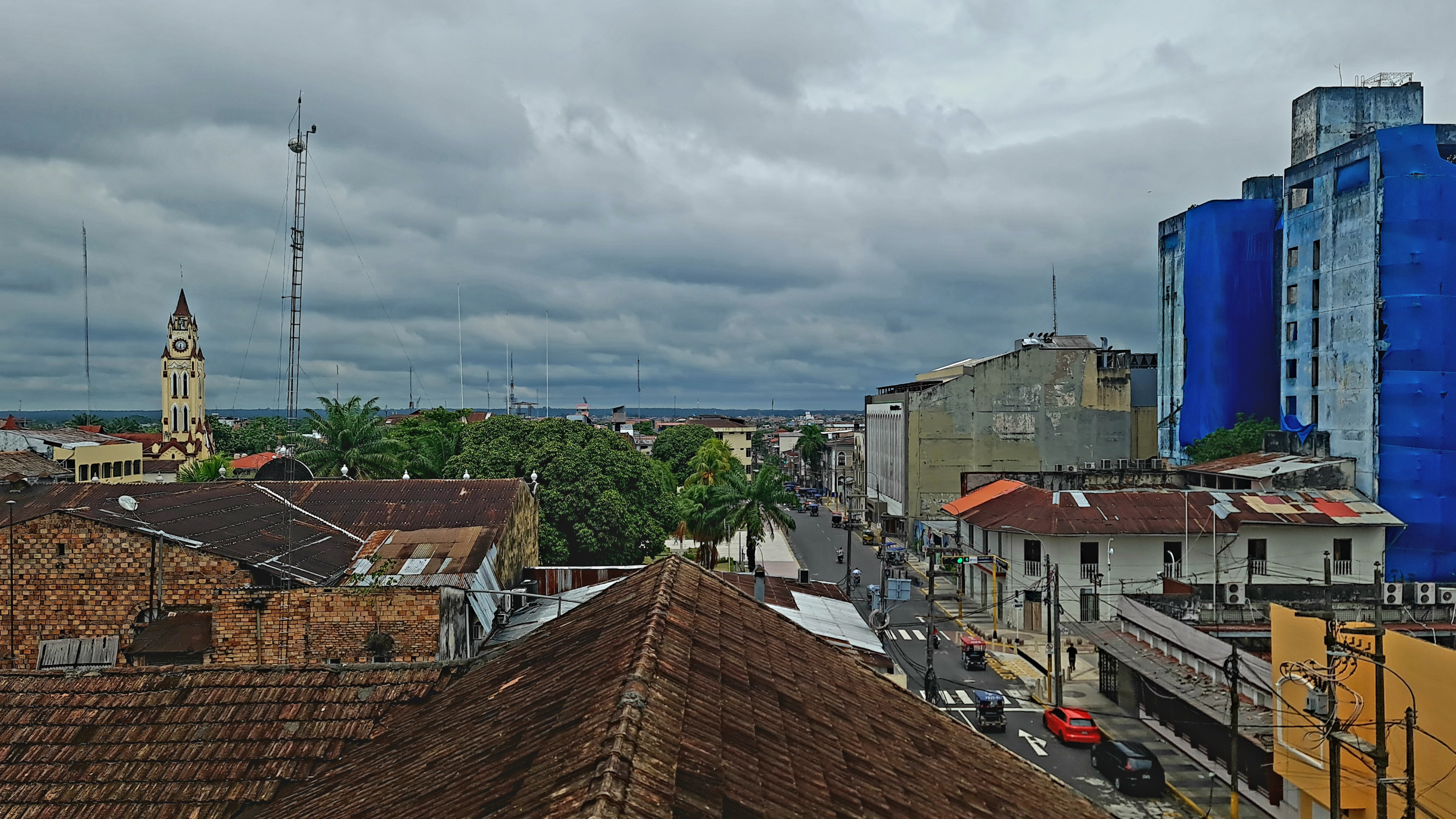
Vista del centro de Iquitos, en 2024.

La ciudad de Iquitos es una conurbación formada por cuatro distritos que están densamente poblados en el centro, mientras que se vuelven más rurales según se alejan de ella. De acuerdo con el XII Censo de Población, VII de Vivienda y III de Comunidades Indígenas, efectuado por el INEI en 2017, la ciudad tiene 413 556 habitantes, lo que la convierten en la sexta más poblada del país. El pueblo satélite de Moronacocha, que cuenta con 85 000 habitantes, podría convertirse en el quinto distrito de Iquitos.
- Iquitos (Distrito de Iquitos: 146 853 habitantes)[78] es el distrito principal y más denso de la ciudad, y es el más visitado por los turistas. El Centro de Iquitos, ubicado en el corazón del distrito, es el más conocido, y en él se encuentran la mayoría de las actividades de economía, cultura, entretenimiento, arte y comercio. La plaza de Armas de Iquitos es el punto de partida turístico, junto a la Casa de Fierro, la iglesia matriz, el Ex Hotel Palace, el bulevar de Iquitos, Malecón Tarapacá y la Biblioteca Amazónica.
- Belén (Municipio Distrital de Belén: 64 488 habitantes[78]) es uno de los distritos más conocidos de la ciudad, principalmente por su intensa actividad comercial y el barrio de Belén, llamada localmente «la Venecia Amazónica». Está ubicada al lado este de Iquitos y fue creada por Ley N.º 27195 el 5 de noviembre de 1999.
- Punchana (Municipio Distrital de Punchana: 75 210 habitantes[78]) es el distrito norteño de Iquitos, el segundo de importancia y fue creada el 17 de diciembre del año 1987. Está caracterizado por su actividad portuaria y el mercado de Bellavista-Nanay. Tiene una pequeña capital distrital llamada Villa Punchana. El 91% del distrito está conformado por territorio urbano, mientras el 9% es zona rural.[80] Históricamente, inició como un pequeño caserío aledaño, y el nombre del distrito se debió a una especie de añuje salvaje, el cual era cuidado en un criadero a inicios del siglo XX.[81]
- San Juan Bautista (Municipio Distrital de San Juan Bautista; 127 005 habitantes[78]), conocida coloquialmente como San Juan, es el distrito más grande y populoso de Iquitos, y es el que está en constante expansión hacia el sur del área metropolitana de Iquitos por la llegada de nuevas familias loretanas a la ciudad. La jurisdicción urbana también abraza varias localidades rururbanas, tales como el Complejo Turístico y Zoológico de Quistococha.[82] Antes de impulsarse como un distrito populoso en la presidencia de Fernando Belaúnde en los años 60, el distrito era un camino poco habitado. Actualmente, en las «expansivas» área limítrofe se encuentran varios asentamientos humanos. En este distrito, se encuentran varios puntos turísticos como el Mercado Artesanal de San Juan, las playas de Santa Clara y Santo Tomás, y la Reserva Nacional Allpahuayo Mishana (ubicada en la carretera Iquitos-Nauta).

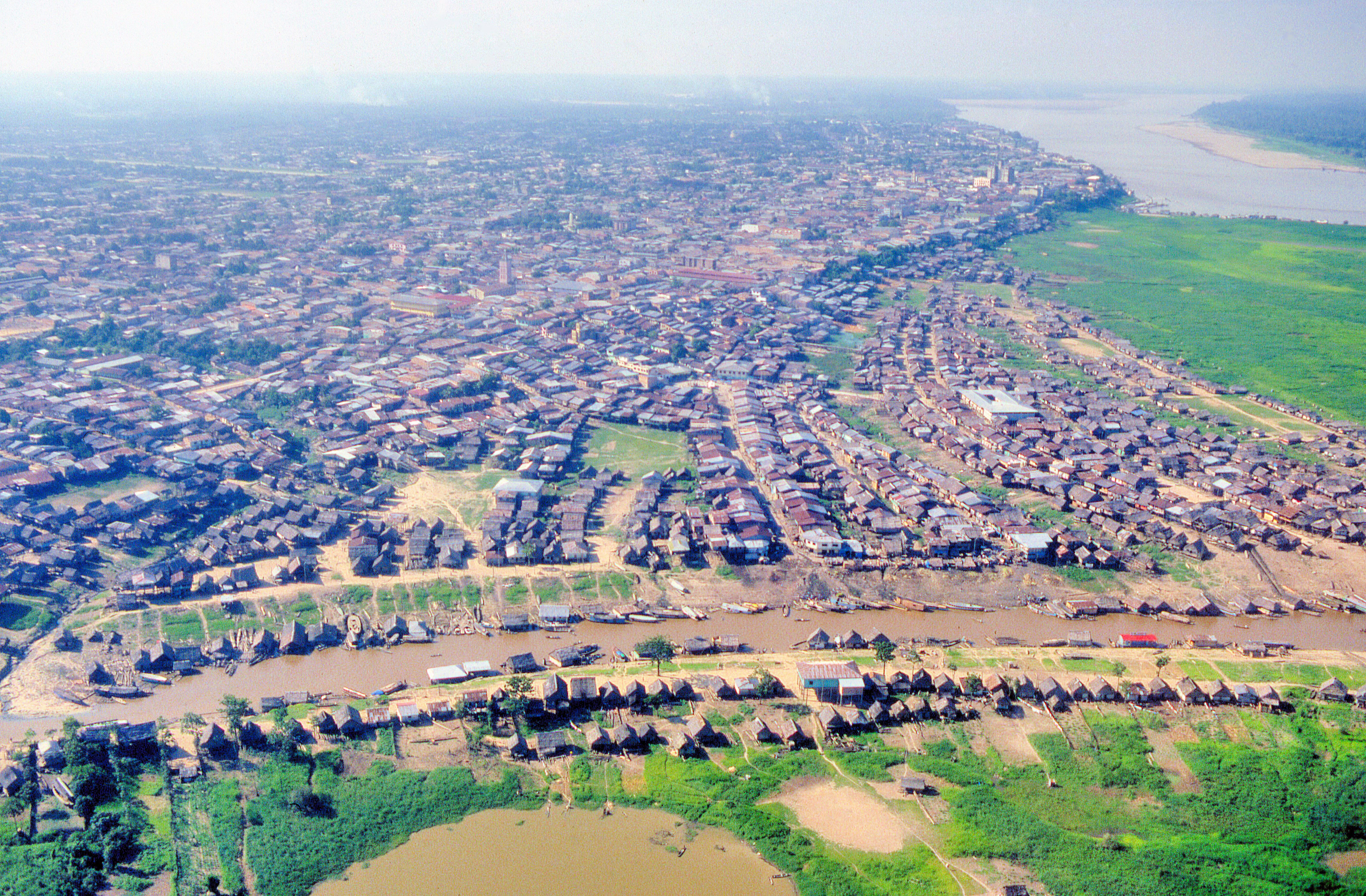
Panorama aéreo del distrito de Belén, en 1987.

El área metropolitana de Iquitos también está organizado por otro sistema de subdivisiones, la menos conocida por la expresión coloquial local.
- Centro de Iquitos (o Cercado de Iquitos) alberga la extensión histórica de Iquitos, y su principal movimiento comercial y de entretenimiento. Esta incluye estrechamente la unión oriental entre los distritos de Iquitos y Belén.
- Iquitos Norte conforma Punchana y el norte de Iquitos.
- Iquitos Sur conforma principalmente a San Juan Bautista, sectores como la Terminal y parte de su extensión al sur.
- Iquitos Oeste conforma las zonas occidentales del distrito de Iquitos como Moronacocha.
- Iquitos Este estaría albergando en totalidad el barrio de Belén, y las zonas orientales de Belén.

### Principales vías
Iquitos cuenta con un sistema de avenidas interdistritales, jirones, prolongaciones, calles, malecones, pasajes y óvalos. El término jirón es exclusivo del urbanismo peruano.
| - Av. La Marina - Av. Mariscal Cáceres - Av. Colonial - Av. de la Participación - Av. del Ejército - Av. José Abelardo Quiñones - Av. Augusto Freyre - Av. Miguel Grau - Av. Guardia Civil - Av. Guardia Republicana | - Av. Las Colinas - Av. Los Ángeles - Av. Navarro Cáuper - Av. del Periodista - Av. Samanez Ocampo - Av. Alfonso Ugarte |

| - Jr. Próspero - Jr. Arica - Jr. Alzamora - Jr. Arequipa - Jr. Abtao - Jr. Atahualpa - Jr. Bermúdez - Jr. Bolognesi - Jr. Brasil - Jr. Callao | - Jr. César Calvo de Araujo - Jr. Ramón Castilla - Jr. Echenique - Jr. Fanning - Jr. José Gálvez - Jr. García Sanz - Jr. Huallaga - Jr. La Condamine - Jr. Libertad |

### Barrios
Los más de 130 barrios de Iquitos —que incluye generalmente asentamientos humanos (A.H.), pueblos jóvenes, urbanizaciones cerradas, villas, etcétera— son comunidades urbanas que se encuentran dentro de los cuatro distritos de la ciudad, que incluye a Iquitos, Punchana, Belén, San Juan Bautista. Varios barrios tienen una junta comunitaria. El Centro de Iquitos es el barrio más visitado turísticamente de la ciudad.

### Unidades territoriales

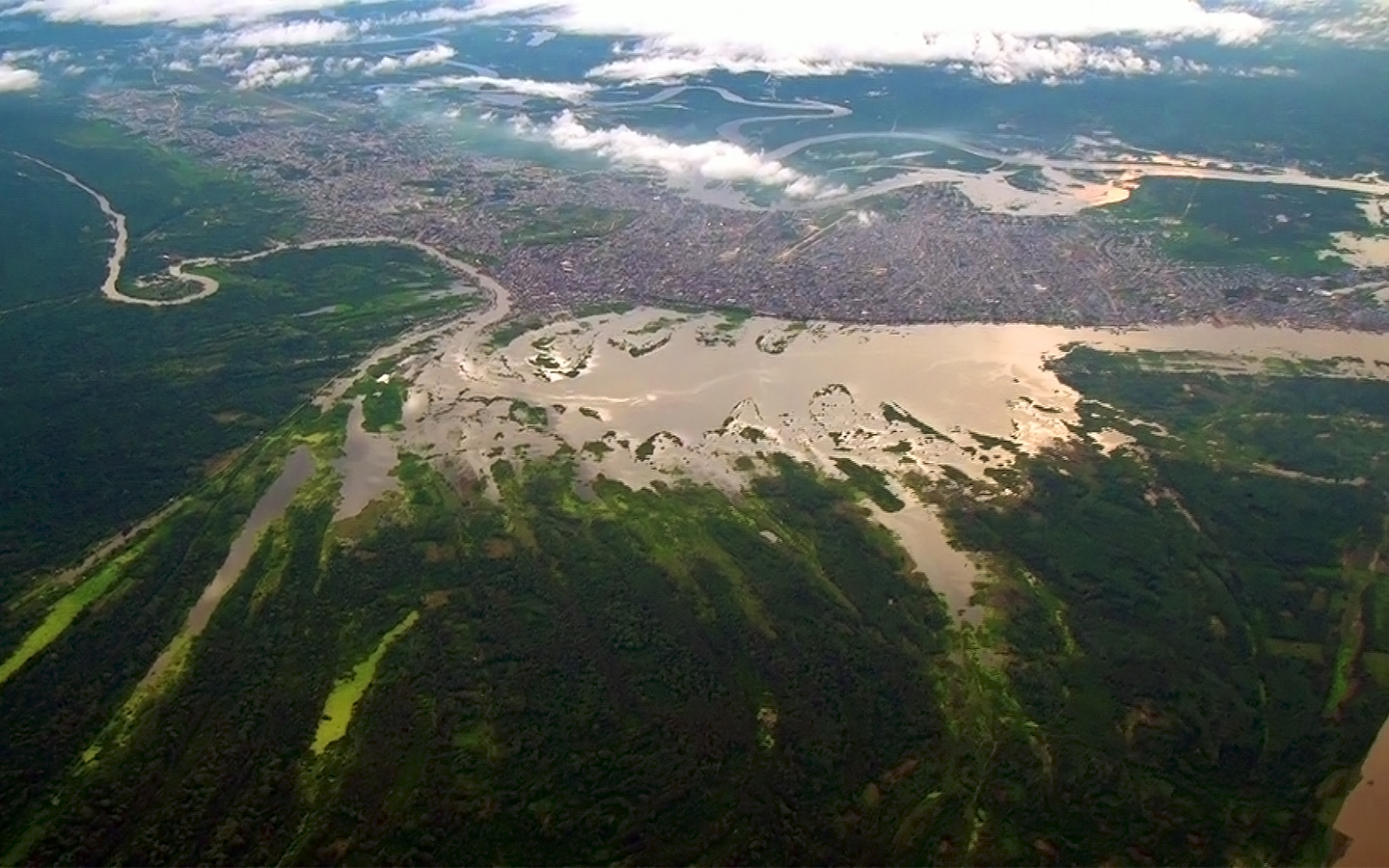
Vista aérea de Iquitos hacia el oeste.

Unidad Territorial Central o Metropolitana
Está constituida por la ciudad de Iquitos y seis pueblos satélites que conforman Rumococha, Santo Tomás, Santa Clara, San José de Lupuna, Manacamiri y Padrecocha.
Unidad Territorial Sur
Constituida por los centros poblados menores hasta la ciudad de Nauta (92 km desde Iquitos), Quistococha, Zungarococha, Puerto Almendra, Nina Rumi, Llanchama, Cruz del Sur, Los Delfines, Unión Progreso, Peña Negra, Varillal, Moralillo, San José, Nuevo Milagro, Caserío Buen Pastor, Centro Poblado el Dorado, Caserío 13 de Febrero, Caserío El Paujil 1° Zona, Caserío Nuevo Horizonte, Caserío Ex Petroleros, Caserío San Lucas, Caserío El Triunfo, Caserío La Habana, Caserío 12 de Febrero y el Centro Poblado Cahuide.
Unidad Territorial Norte
Constituida por Indiana y Mazan y los centros poblados de Santo Tomas del Nanay, Barrio Florido, Santa María del Ojeal, Comunidad Nativa de Centro Arenal, San Rafael, Santa Clotilde, Picuroyacu, Sinchicuy, Timicuro-Varadero e Indiana y Mazán.

### Área de influencia inmediata
Las conexiones fluviales proporcionan que el área de influencia de la ciudad alcance otros poblados más distantes, y llega a cubrir parcialmente distritos como Alto Nanay, Mazan, Indiana y Fernando Lores.

## Organización político-administrativa

### Administración judicial
Iquitos está ubicado en el distrito de Iquitos, provincia de Maynas, en el Departamento de Loreto. Asimismo, es la capital del departamento. Alberga las importantes dependencias judiciales y del gobierno regional.
Uno de ellos es el distrito Judicial de Loreto se encarga de la administración jurídica de toda la región (a excepción de la provincia de Alto Amazonas), donde su sede se ubica en la capital mencionada.

### Administración municipal y regional

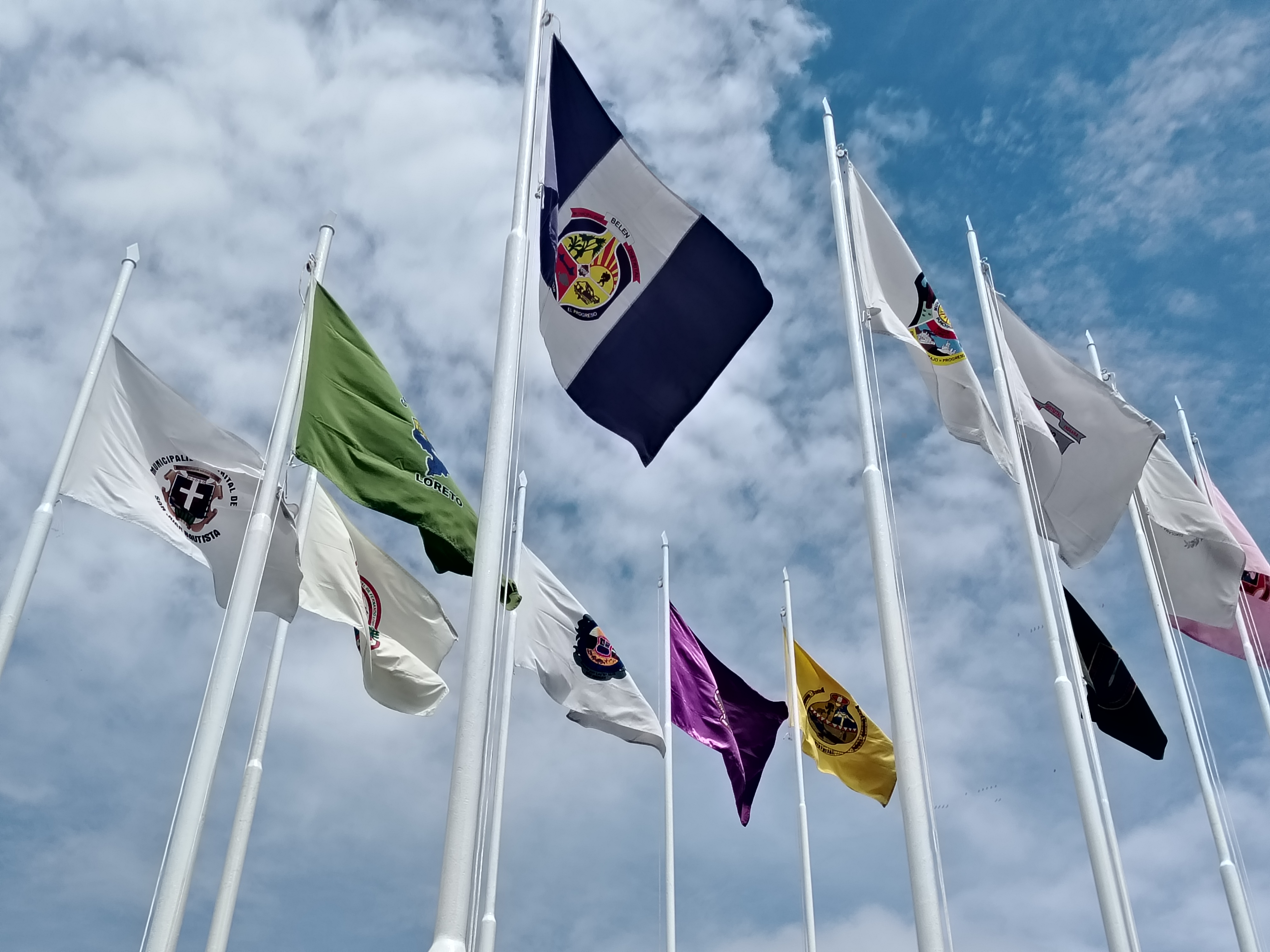
Banderas de la mayoría de distritos de Maynas en el edificio municipal de Maynas con sede en Iquitos.

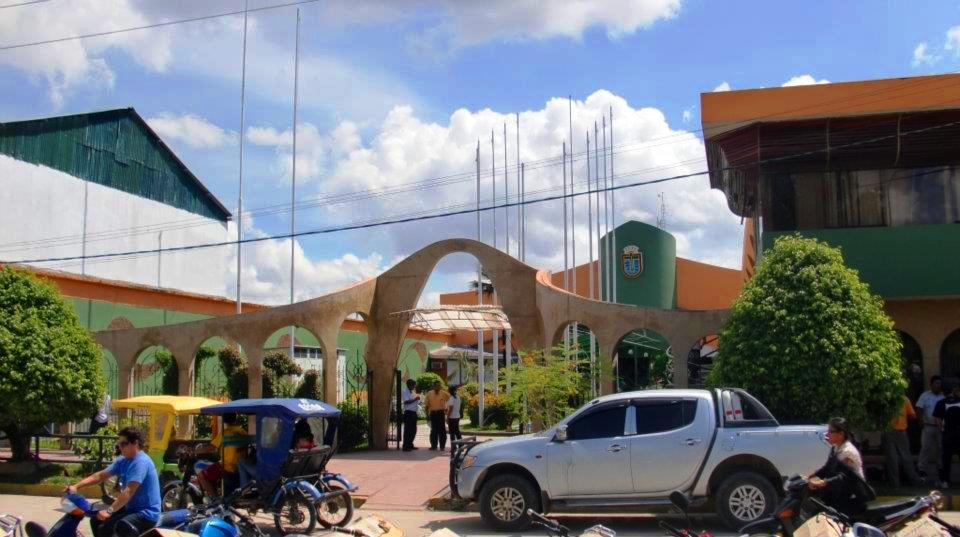
Municipalidad Provincial de Maynas en Iquitos Oeste.

Iquitos es una comuna provincial con un sistema de gobierno liderado por un Concejo Provincial, conformada por la Alcaldía y quince regidores. La Municipalidad Provincial de Maynas (MPM) es el principal órgano que tiene jurisdicción en la provincia de Maynas y el distrito de Iquitos, y sus autoridades son elegidos por voto popular. El gobierno municipal se ocupa en planificar el desarrollo y orden territorial dentro de su jurisdicción, promover la cordinación estratégica del orden distrital. Es el responsable de la educación pública, instituciones correccionales, bibliotecas, seguridad pública, planificación urbana, regulación de todos los tipos de transporte, recaudación de impuestos municipales, mantenimiento de la vía pública (asfaltado, limpieza, etc.) y de los jardines, la promoción de cultura y la preservación de arquitecturas y lugares públicos, entre otros. La Gerencia Municipal es la encargada «de dirigir, coordinar, supervisar y evaluar las actividades técnicas, financieras y administrativas de la Municipalidad».
La actual alcaldía está ocupada por Vladimir Chong, elegido en las elecciones municipales de Maynas de 2022 para tener un período desde 2023 al 2026. La MPM cuenta con órganos de apoyo conformada por al Secretaría General, la Oficina de Imagen Institucional, la Gerencia de Administración, Gerencia de Rentas y la Oficina General de Informática. Los órganos de línea son gerencias burocráticas con un rol distintivo y tienen la función de llevar a cabo la misión institucional, que incluye el Acondicionamiento Territorial, Saneamiento y Salud Ambiental, Obras e Infraestructura, Tránsito y Transporte Público, Desarrollo Social, Promoción Económica y Servicios Municipales. La MPM organiza el servicio de Defensoría Municipal del Niño y el Adolescente.
La geografía política de Iquitos está conformada por cuatro distritos o comunas, cada una con una municipalidad distrital. A excepción del distrito de Iquitos que no tiene una municipalidad distrital como tal: la Municipalidad Provincial de Maynas también funciona como su ayuntamiento distrital. Los otros distritos están con uno respectivo: la Municipalidad Distrital de Punchana, la Municipalidad Distrital de San Juan Bautista y la Municipalidad de Belén. Cada municipalidad tiene injerencia sobre su propio distrito, y cada uno tiene una política de planificación urbana que se crea de acuerdo al estado de su distrito.
| Partido político | 2002    | 2002       | 2006    | 2006       | 2010    | 2010       | 2014    | 2014       |
| Partido político | % votos | concejales | % votos | concejales | % votos | concejales | % votos | concejales |
| APRA             | 28.3    | -          | 6.1     | -          | 2.2     | -          | -       | -          |
| UNIPOL           | 20.7    | -          | 4.4     | -          | 6       | -          | 0.5     | -          |
| Fuerza Loretana  | 23.1    | -          | 20.3    | -          | 25.0    | -          | 16.6    | -          |
| MIL              | -       | -          | 18.9    | -          | 28.8    | -          | 40.2    | -          |
| Vamos Loreto     | -       | -          | 24.4    | -          | 5.4     | -          | -       | -          |
| Otros            | 21.9    | -          | 25.8    | -          | 32.5    | -          | 42.6    | -          |

| Período     | Nombre                                                 | Partido político                                                                            |
| ----------- | ------------------------------------------------------ | ------------------------------------------------------------------------------------------- |
| 1999 - 2002 | Yvan Enrique Vásquez Valera                            | Fuerza Loretana                                                                             |
| 2003 - 2006 | Juan Carlos Del Águila Cárdenas                        | APRA                                                                                        |
| 2007 - 2010 | Salomón Abensur Díaz                                   | Movimiento Independiente Regional Vamos Loreto.                                             |
| 2011 - 2014 | Charles Zevallos (2011-2012) Adela Jiménez (reemplazo) | Movimiento Independiente Integración Loretana Elegida por el Jurado Nacional de Elecciones. |
| 2015 - 2018 | Adela Jiménez                                          | Movimiento Independiente Integración Loretana                                               |
| 2018 - 2021 | Francisco Sanjurjo Dávila                              | Movimiento Esperanza Región Amazónica                                                       |

El Gobierno Regional de Loreto (GORE Loreto) está ubicado en Iquitos, y es donde se administran las actividades principales de la región y la ciudad. El actual gobernador es René Chávez
Planificación urbana

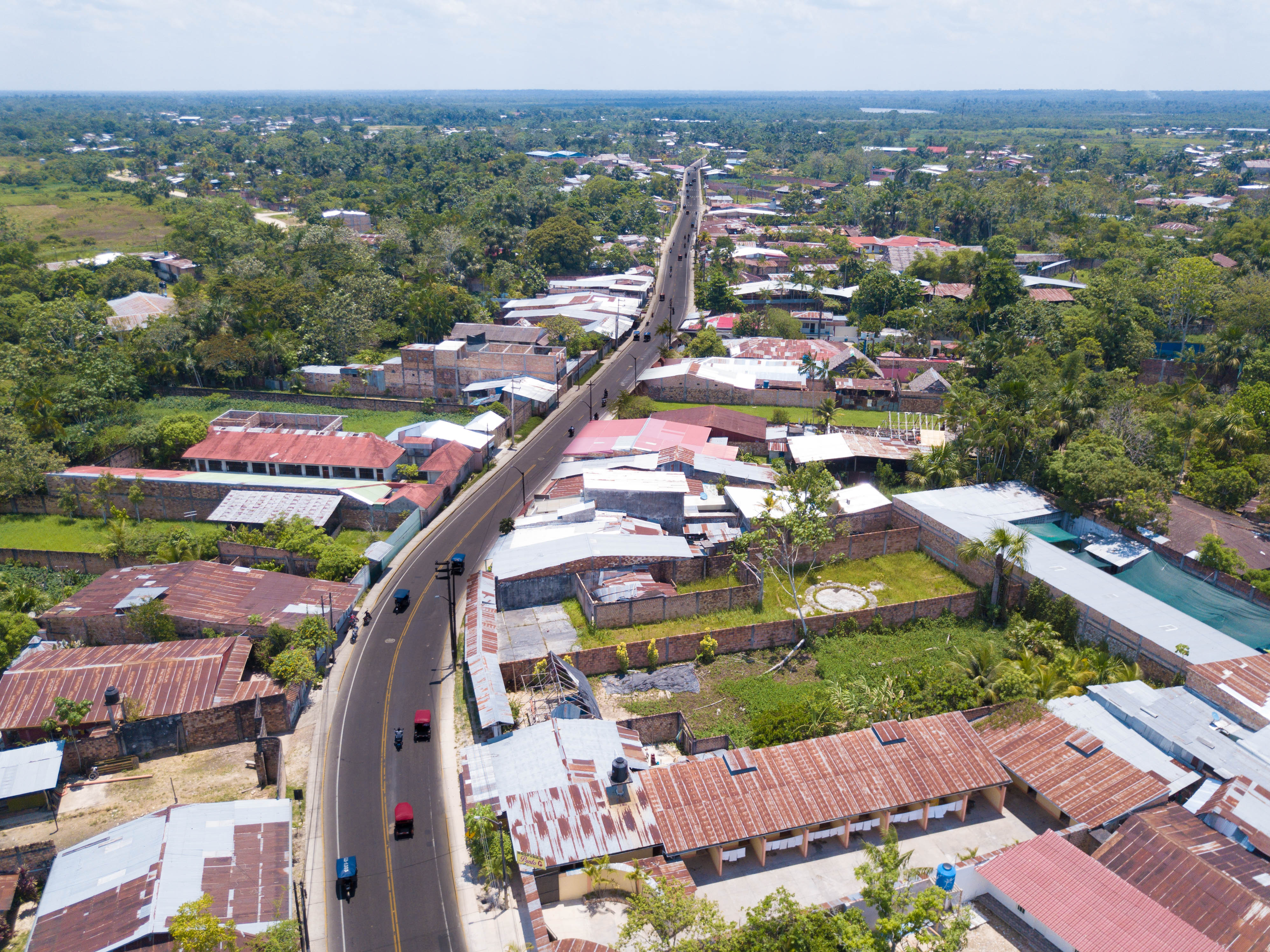
Carretera rumbo a Santa Clara, terminada en 2018, ubicada en el distrito de San Juan Bautista.

La Gerencia de Acondicionamiento Territorial, dirigida por Manuel Guevara, es la encargada del control y el uso de tierras y el diseño del ambiente urbano, y está vinculada con el Ministerio de Vivienda, Construcción y Saneamiento del Perú. El constante desarrollo de la ciudad, ha generado la aparición de más asentamientos informales en el sur del área metropolitana, el cual es uno de los problemas en el control urbano de la gerencia. En 2010, se publicó el proyecto Plan de Desarrollo Urbano de la Ciudad de Iquitos 2011-2021 cuyo objetivo será «generar los instrumentos y crear condiciones para favorecer la sostenibilidad territorial y mitigar los impactos de procesos descontrolados de ocupación del territorio en la ciudad». El Plan de Acondicionamiento Territorial se proyecta en la implementación de zonas urbanas, comerciales, industriales, etcétera. en Iquitos Metropolitano, incluyendo la configuración espacial, creación de un sistema de transporte metropolitano, clasificación de los suelos, áreas verdes, sectorización urbana, entre otros. Actualmente, el Plan Director es un control urbano que siempre ejecuta la Gerencia de Acondicimiento Territorial, y la Sub Gerencia de Catastro se encarga en el censo y padrón estadístico de las fincas urbanas y rústicas.
Iquitos tiene un suelo blando el cual exige una compleja ingeniería arquitectónica y un estudio de suelos para construir edificios altos.

### Crisis políticas

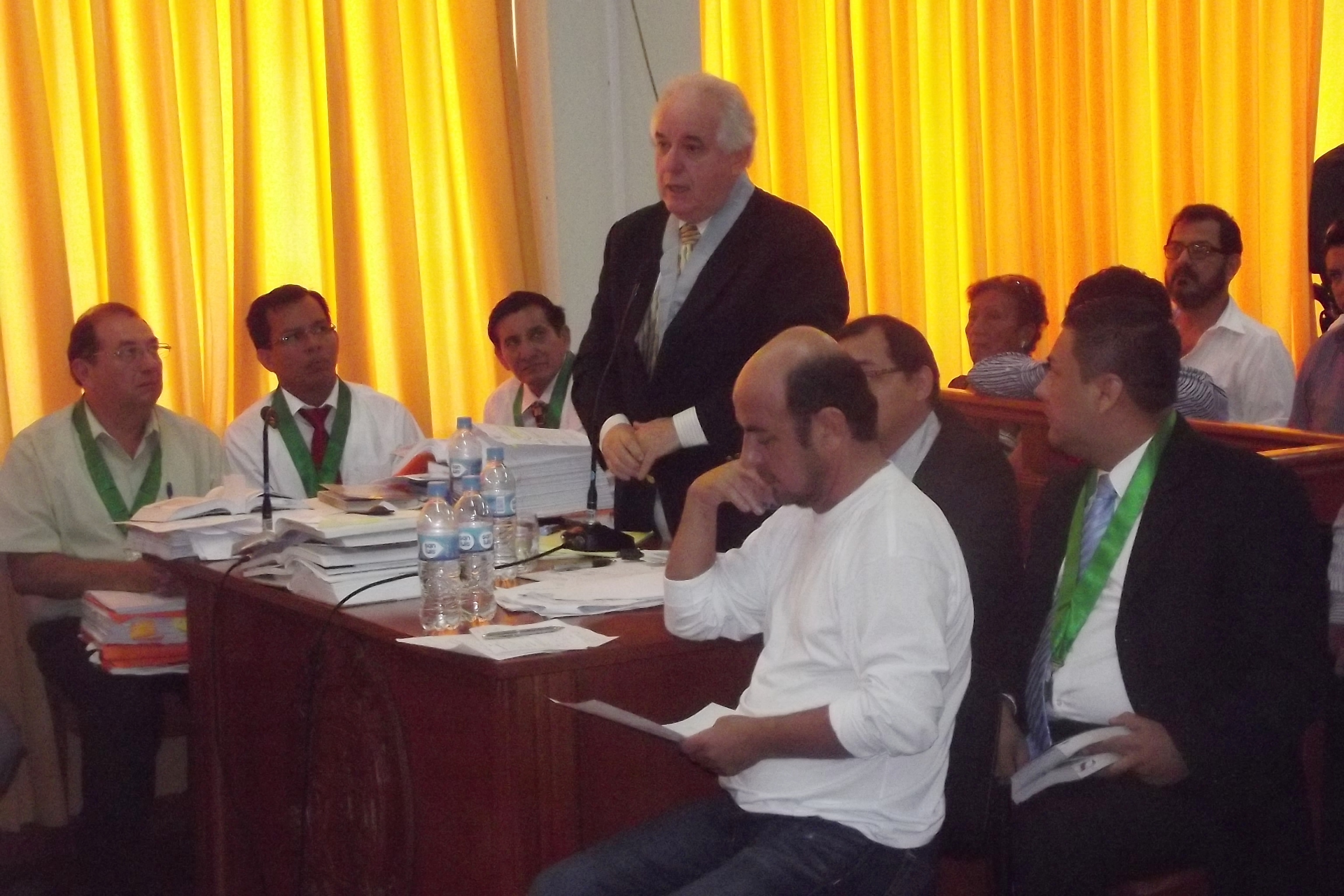
Yván Vásquez (centro, abajo) en Audiencia de Apelación realizada el 1 de agosto de 2014.

La política iquiteña ha estado sujeta a críticas, intentos de vacancias, y acusaciones de corrupción política y casos de cohecho en el presente.
El expresidente Regional de Loreto Yván Vásquez ha estado continuamente bajo controversia y ha sido cuestionado por aparente corrupción, nepotismo y la «irregular entrega de créditos agrarios a campesinos de Loreto». Las denuncias por corrupción aumentaron en 2014 y fueron escuchados por la Comisión de Fiscalización y Contraloría del Congreso. El caso del Alcantarillado Integral de Iquitos ha sido tema sustancial en la población para cuestionar per se la administración política de Vásquez. Finalmente, el 18 de julio de 2014, el Segundo Juzgado de Investigación Preparatoria de Loreto, dictó 18 meses de prisión preventiva contra el presidente Regional de Loreto Yván Vásquez Valera por colusión agravada en un presunto mal manejo de una licitación para la construcción de cuatro embarcaciones fluviales. En defensa por Yván Vásquez y un inicio por apelar, el abogado Fernando Ugaz, negó la existencia de pruebas que involucren al funcionario: «Un presidente regional no preside los procesos de licitación». A pesar del pedido de detención, Yván Vásquez se ha convertido en prófugo y la Policía Nacional del Perú indicó que estaría refugiado en el distrito Ramón Castilla. Otras fuentes aseguran que Yván Vasquéz viajó a Washington D. C., Estados Unidos un día antes de la audiencia para asistir a la Cumbre de Peruanos en el Exterior 2014 organizado por el Consejo Nacional Peruano Americano. La audiencia tuvo enorme rotativa mediática en la ciudad y a nivel nacional. Yván Vásquez fue catalogado como el quinto presidente del Perú con prisión preventiva.
El exalcalde de Iquitos Charles Zevallos fue suspendido el 28 de noviembre de 2012, y fue reemplazado por la arquitecta Adela Jiménez. La prosecusión de Zevallos por regresar a la alcaldía ante la JNE fue etiquetada por los medios de comunicación como «desesperada». Sin embargo, el exalcalde fue diagnosticado con secuelas de traumatismo encefalocraneal, y la petición debió ser rechazada tajantemente. La actual alcalde, Adela Jiménez, también estuvo sujeta a múltiples pedidos de vacancia que no resultaron exitosos, entre ellos petitorios con firmas falsas.

### Cuestiones urbanísticas
Iquitos es considerada una ciudad atractiva por la mayoría de sus visitantes y siempre ha mantenido un perfil turístico. Sin embargo, entrando a los años 2010, ha generado preocupación por un aparente y progresivo desinterés por un serio plan de organización en su urbanización, negligencia y un persistente conformismo idiosincrásico que aferra a la mayor parte de su población al informalismo. Este negativo análisis se mantiene constante por un grupo de personas que ha estudiado la ciudad y su historia.
El actual desarrollo urbanístico aplicado en Iquitos desde finales de la década de 2000 causó división de opinión. La opinión pública, la prensa y partidos políticos de oposición desaprobaron el notorio tropiezo en el diseño urbano, ocasionado por su política de organización e idiosincrasia. Distintos periodistas apuntaron que el actual desarrollo estuvo reflejado por la negligencia política, y la supuesta disonancia de la propia población. La actual problemática está identificada en la dispersión urbana en la periferia, los basureros ilegales, una imprecisa forma de urbanización y focos infecciosos, cuya permanencia afectaría severamente el estatus de ciudad ecológica. Otros apuntan que el «asfixiante» centralismo nacional sería la causante de una lenta administración desconcentrada en la ciudad, y un favoritismo económico hacia la capital nacional. Otros indican que mantienen el mismo aspecto.

## Fuerzas armadas
La ciudad es hogar del fuerte Soldado Vargas Guerra, una instalación activa de las Fuerzas Armadas de Perú dentro de la ciudad. Establecida entre los límites de los distritos Iquitos y San Juan Bautista, es uno de los fuertes militares más importantes del país. La Armada de los Estados Unidos visitó Iquitos como motivo de un proyecto de interoperabilidad militar de los Estados Unidos y Latinoamérica en junio de 2004, y recibió técnicas de supervivencia de la Fuerza Armada de la ciudad.
La primera promoción de reservistas, que incluye al exalcalde de la provincia de Maynas Salomón Abensur Díaz, se graduó en el patio del fuerte militar el 6 de septiembre de 2010.
En 2012, una propuesta del actual presidente regional Iván Vásquez indica que el terreno donde se asientan las sedes de las Fuerzas Armadas en Iquitos serían desocupadas para el desarrollo urbano de la ciudad. Sin embargo, la ejecución del proyecto se encuentra indecisa por «falta de decisión política del gobierno nacional». Históricamente, la propuesta generaría un intenso y diferente cambio en el movimiento urbano de Iquitos:

El Ministerio de Defensa ha pedido terrenos no muy alejados de la ciudad y eso ya no hay. Nosotros podemos conseguir terrenos a partir del kilómetro 15 de la carretera Iquitos Nauta. Pedimos la reversión de los terrenos donde se ubican los cuarteles Fernando Lores, Alfredo Vargas Guerra y el terreno de Punchana. [...] Adicionalmente a ello nosotros les entregamos a ellos terrenos para sus campamentos. Esa es una decisión presidencial que esperamos arrancarla hoy
—Ivan Vásquez, presidente regional de Loreto.

## Servicios públicos

### Educación
Iquitos posee cuatro universidades (una licenciada por SUNEDU), institutos superiores tecnológicos y varios colegios primarios, secundarios, e iniciales. Los centros educativos están regulados por el Dirección Regional de Educación de Loreto (DREL) dirigida por Linda Ketty Angulo Bartra. El DREL es dependiente del Ministerio de Educación y la Unidad de Gestión Educativa Local de Maynas (UGEL Maynas), también dependiente de la DREL, ambas con sede principal en Iquitos.

#### Internacionalización
La internacionalización de la educación superior en Iquitos ha comenzado en la era reciente. La Universidad Científica del Perú (UCP), además de albergar la Conferencia Internacional del IAU 2014, fue incorporada a la Asociación Internacional de Universidades y a la Unión de Universidades de América Latina y el Caribe (UDUAL).
La Declaración de Iquitos del IAU, una importante declaración internacional, fue proclamado en Iquitos el 21 de marzo de 2014, al finalizar la Conferencia Internacional del IAU 2014, el cual tenía como tema a la fusión de la educación superior y el conocimiento tradicional para el desarrollo sostenible. La declaración es la más reciente de las declaraciones junto a otras anteriores de larga data sobre desarrollo sostenible tales como la Declaración de Kyoto del IAU (1993), la Declaración de Bonn (UNESCO, 2009), el Tratado de Río + 20 (2012) y el Compromiso con las prácticas sostenibles de las instituciones de educación superior (Río de Janeiro, 2012).

#### Educación superior
La Universidad Nacional de la Amazonía Peruana, creada el 14 de enero de 1961, es la institución estatal de enseñanza superior más antigua de la ciudad y actualmente la única universidad licenciada por la SUNEDU . Detrás de ella le sigue la Universidad Científica del Perú, una universidad privada que sufrió diferentes cambios en su infraestructura, hasta mantenerse estable en la actualidad. Posteriormente se fundaría dos universidades nuevas como la Universidad Peruana del Oriente y la Universidad Privada de la Selva Peruana. Las tres primeras cuentas con niveles de pregrado y postgrado (diplomados, maestrías y doctorados). El Instituto Superior Tecnológico El Milagro es un centro de enseñanza de ingeniería agropecuaria y turismo. A nivel de pregrado, las universidades ofrecen las siguientes carreras: Ingenierías (de Sistemas, Civil y Química), Ciencias de la Salud (Medicina, Odontología, Obstetricia, Enfermería y Farmacia), Ciencias Económicas y Administrativas (Administración de Empresas, Economía, Contabilidad, Negocios Internacionales, Turismo y Hotelería), Ciencias Básicas (Matemáticas, Física, Química y Biología), Ciencias de la Educación (Sociales, Naturales, Educación Física, Inicial, Matemáticas, Idiomas extranjeros) y las Ciencias Jurídicas (Derecho y Ciencia Política), Bellas Artes (Arquitectura) y otras.
También existen institutos superiores tecnológicos como el Instituto Peruano de Acción Empresarial (IPAE), Instituto de Bellas Artes que ofrece música, artes plásticas y teatro, así como de varios institutos o centros de enseñanza técnica-productiva estatales y privados que ofrecen diversas materias como educación, asistencia de gerencia, secretariado ejecutivo, gastronomía, barman, idiomas, etc. Iquitos cuenta con una filial de la Alianza Francesa que desarrolla cursos de francés y actividades culturales. También cuenta con una sede del Instituto Cultural Peruano Norteamericano (ICPNA). La Academia Pre-Militar Forjadores Perú es una academia de formación militar.

#### Colegios y bibliotecas
Tiene una larga lista de colegios que incluye al colegio particular San Agustín, colegio Cristo Liberador, institución educativa Francisco de Asís, colegio parroquial Sagrada Familia, colegio particular Rosa de América, colegio particular Adventista Amazonas, Colegio de Alto Rendimiento de Loreto "COAR Loreto", colegio parroquial San Martín de Porres N.º 60019, escuela parroquial primaria Nuestra Señora de Loreto, Colegio Químico Farmacéutico de Loreto, colegio evangélico Cristiano Cristo Redentor, colegio Remanente de Dios, colegio Giovanni Paolo II, colegio militar primario Tarapacá, CNI, colegio parroquial secundario Virgen de Loreto, centro educativo parroquial Nuestra Señora de Fátima, Cebe 9 de Octubre, colegio cooperativo César Vallejo, Corpus Christi English School, Sagrado Corazón, colegio FAP o Francisco Secada, Mariscal Oscar R. Benavides, Rosa Agustina Donayre de Morey, entre otros.
La Biblioteca Amazónica es la institución pública más notable de Iquitos, y es considerada la segunda biblioteca más importante en América Latina sobre temas amazónicos después de la Biblioteca de Manaos en Brasil. Ubicada en el Centro de Iquitos, contiene la colección de textos más extensa sobre la historia de la Amazonía. La Biblioteca Central de la Universidad Nacional de la Amazonía Peruana, con temas más científicos y técnicos, está ubicada en San Juan Bautista, Iquitos, y cuenta con una infraestructura moderna.

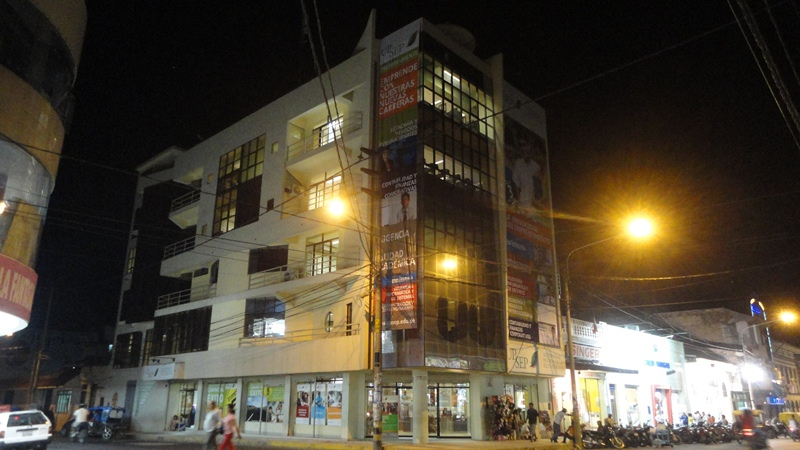
Universidad Privada de la Selva Peruana en el Centro.
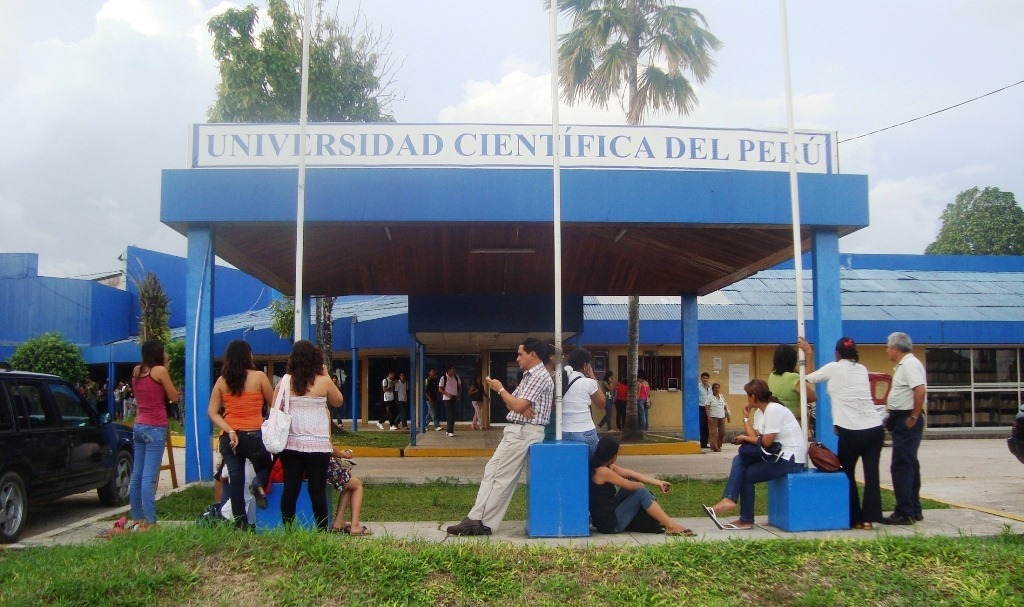
Universidad Científica del Perú ubicada en el distrito de San Juan Bautista, Iquitos Sur.
Alianza Francesa de Iquitos cerca del Centro.

### Salud

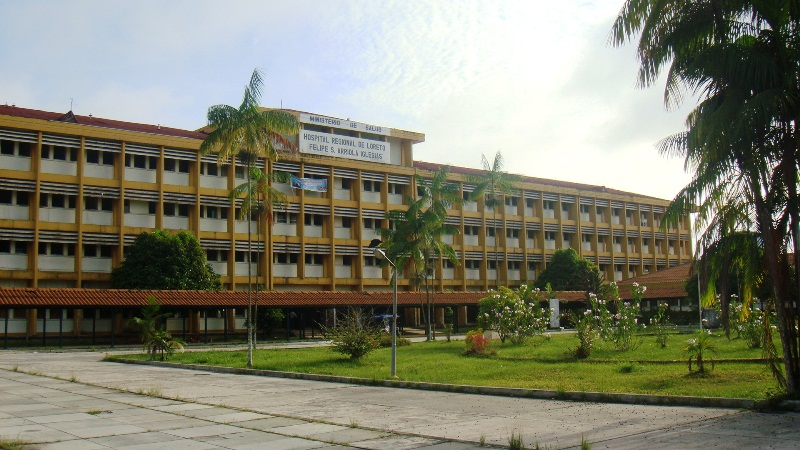
Hospital Regional Felipe Santiago Arriola Iglesias ubicado en Punchana, Iquitos.

Los centros hospitalarios públicos son dependientes de la Dirección Regional de Salud del Gobierno Regional de Loreto. Es sede de cuatro hospitales públicos, que incluye Hospital Regional Felipe Santiago Arriola Iglesias, Hospital Apoyo Iquitos César Garayar García, Hospital Militar Santa Rosa y el Hospital Essalud. El distrito de San Juan Bautista cuenta con 16 institutos médicos, las cuales están ubicadas a lo largo del área metropolitana de la ciudad. Las entidades que ofrecen seguridad social incluye al SIS y EsSalud. Según los Censos de Población y Vivienda de 2007, 406,340 iquiteños dentro de la ciudad y su área metropolitana cuentan con algún tipo de seguro de salud. Otras empresas que ofrecen seguro son Mapfre, Pacífico, Rímac y La Positiva Sanitas.
Los clínicas privadas que destacan son Clínica Adventista Ana Stahl (parte de la Iglesia Adventista del Séptimo Día), Clínica Selva Amazónica, Clínica San Juan de Dios, Policlínico Ricardo Palma y Clínica TrámazonDoctor

### Seguridad ciudadana

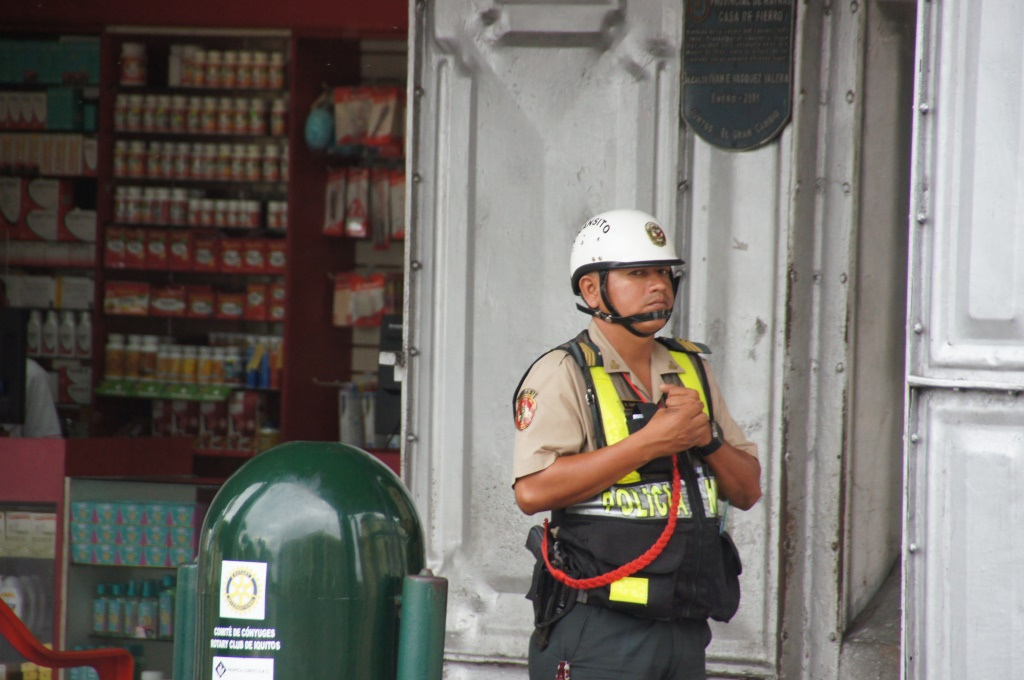
Policía de seguridad vigilando la Zona Monumental de Iquitos.

Iquitos ha experimentado un significante incremento en la delincuencia desde inicios de los años 2010 y generó preocupación en la población. El 16 de octubre de 2014, el ministro de Interior del Perú Daniel Urresti Elera tomó medidas drásticas y relevó todo el alto mando policial en Loreto, incluyendo el jefe de la Región Policial Oriente, el director territorial policial de Loreto, el jefe de la División de Orden y Seguridad y el jefe de Investigación Criminal fueron relevados y serán reemplazados. Los comisarios de Iquitos, Belén, Punchana, 9 de Octubre, Morona Cocha y del Aeropuerto también fueron relevados. A partir del 15 de noviembre, se integrarán 500 efectivos policiales más en la ciudad de Iquitos, y que el nuevo jefe policial será el encargado de su distribución. La Superintendencia Nacional de Migraciones estará programada para fiscalizar a ciudadanos extranjeros ilegales, y equipos de inteligencia y de investigación criminal de la Policía Nacional se prepararían para operar en Iquitos. La creación del grupo Terna también ha sido programado para actuar en la ciudad.
La Policía Municipal de Maynas administra el cumplimiento de las organizaciones, el cual depende de la Sub-Gerencia de Seguridad Ciudadana de la Municipalidad Provincial de Maynas (MPM). Yván Vásquez Valera es el presidente del Comité Regional de Seguridad Ciudadana. Iquitos cuenta con cinco comisarías que funcionan para todo su área metropolitana. La Sub-Gerencia de Seguridad Ciudadana del distrito de Iquitos cuenta con 151 personas, entre personal operativo y administrativo. Además, cuenta con 254 efectivos policiales y 44 vehículos políciales, incluyendo 50 motocicletas. El serenazgo iquiteño tiene 5 unidades vehiculares para vigilar la ciudad. La ciudad también cuenta con una red de 18 cámaras de vigilancia y GPS. En 2012, 120 civiles fueron voluntarios para apoyar a la seguridad ciudadana.
Respecto a acciones policiales, el Plan Telaraña es un «sistema de patrullaje motorizado» diseñado por el Ministerio de Interior y la Policía Nacional del Perú. La «Seguridad Ciudadana sin Fronteras», anunciada por la alcaldesa temporal Adela Jiménez en 2012, es otra acción que espera aprobarse. El 4 de octubre de 2012, el Comité Regional de Seguridad Ciudadana anunció una alianza estratégica con la Policía Nacional del Perú para aumentar la seguridad ciudadana. Ante el progresivo crecimiento de la ciudad, el Comité Regional de Seguridad Ciudadana propuso la Unidad Canina de Iquitos conformada por 20 labradores Retriever, pastores alemanes, rottweilers y dobermanes.
Criminalidad
Según cifras estadísticas de la Municipalidad Provincial de Maynas en 2011, el 39% de la población iquiteña considera la ciudad «algo insegura», con 22% afirmando que la seguridad es «algo segura», mientras un 6.5% la considera «muy segura». Hasta el 2011, el índice de homicidios descendió a 10 casos. La policía intenta bloquear las vías de escape que los delincuentes eligen para trasladarse a otros distritos de Maynas. En 2012, Iquitos fue nombrada como una de las ciudades más seguras del Perú.
A partir de 2013, delitos más graves han sido registrados tales como inmigración ilegal, tráfico de drogas internacional, y homicidios premeditados, que aumentaron la percepción de inseguridad en Iquitos. Hasta noviembre del mismo año, Dirtepol-Loreto detectó la aparición de un sistema de préstamos ilegal realizado por organizaciones criminales (integradas por ciudadanos colombianos en la mayoría de los reportes) que cometen asesinato en civiles que no devolvieron el préstamo.

### Energía y agua potable
La ciudad es suministrada con agua potable por Sedaloreto proveniente del río Nanay. La empresa tiene 61,135 conexiones de agua que abastece a 294,059 pobladores, con una cobertura poblacional de 70,3%.
Electro Oriente proporciona energía eléctrica a Iquitos desde 1984 desde su sede principal en la ciudad, ubicada entre los límites de los distritos Iquitos y Punchana. Los hogares de la ciudad pagan 45.17 céntimos por kW-h, y se encuentra en el tercer lugar, después de San Martín (48.01) y Puno (45.48). En la industria y el comercio, Iquitos tiene la tarifa de energía eléctrica más cara a nivel nacional con 24.06 céntimos de sol por kW-h, estando por delante de Tarapoto y Juanjui (20.12), Pucallpa (17.07) y Lima (13.57). Hasta diciembre de 2012, la demanda de energía eléctrica creció y varió el 6%.
La empresa brasileña Genrent do Brasil tendrá una central termoeléctrica en la ciudad para suministrar temporalmente energía de 70 MW antes de la llegada de la línea de transmisión Moyobamba-Iquitos. Una vez que la línea de transmisión llegue, la central de Genret pasará a ser como una reserva fría ante eventuales fallas.

## Símbolos y títulos
Iquitos está identificado con el Escudo Provincial de Maynas. La bandera contiene un verde sólido (sRGB: 0, 145, 0 #009100) y representa el rol amazónico y ecológico de la ciudad. En este, descansa el escudo de gules de estilo ibérico y con notorios bordes blancos entre los elementos. El escudo tiene una pieza de bordura celeste y una cruz de amarillo dorado. Los muebles incluyen un machete y varios elementos menores que representan las diferentes actividades industriales y agrarias de la provincia, como pesca, turismo, fauna acuática, etc. La corona consiste en un geométrico sol de amanecer. Los textos en el escudo incluye el lema de la ciudad, el nombre de la Municipalidad de Maynas, y el nombre de la ciudad.
El lema de la ciudad «Carpent Tua Poma Nepotes» (Tus descendientes cosecharán tus frutos) proviene de un fragmento de la novena égloga en Bucólicas del poeta romano Virgilio. Específicamente, es tomada de las palabras de Lícidas, un pastor, que camina junto a su amigo Meris, y ambos hablan sobre las expropiaciones de tierras.

Quid, quae te pura solum sub nocte canentem audieram? Numeros memini, si uerba tenerem: "Daphni, quid antiquos signorum suspicis ortus? Ecce Dionaei processit Caesaris astrum, astrum quo segetes gauderent frugibus et quo duceret apricis in collibus uua colorem. Insere, Daphni, piros: carpent tua poma nepotes."
¿Y aquellos versos que una noche serena te oí cantar a tus solas? Recuerdo el ritmo, pero no la letra. "¿Para qué contemplas, ¡oh Dafnis!, el nacimiento de las antiguas constelaciones? Mira cómo se levanta ahora el astro de César, hijo de Venus, astro a cuyo influjo se regocijarán los campos con ricas mieses y se colorarán las uvas en las solanas. Injerta tus perales, Dafnis; tus nietos algún día cogerán el fruto".
Virgilio

### Ave emblemática
La perlita de Iquitos (Polioptila clementsi) está considerada oficialmente el ave emblemática del departamento. Fue nombrada por la Municipalidad Provincial de Maynas con el propósito de concienciar al público sobre la necesidad de proteger a la especie y el hábitat que comparte con otros seres vivos. Actualmente está protegida en la Reserva Nacional Allpahuayo Mishana por estar peligro de extinción.

## Geografía

### Ubicación
Iquitos está posicionado acorde al siguiente cuadro con puntos cardinales. Las líneas en versalita indican a los distritos metropolitanos de facto de la ciudad:
| Noroeste: Distrito de Punchana Distrito de Indiana                                     | Norte: Distrito de Punchana Distrito de Mazan Mazán Río Guano | Nordeste: Distrito de Belén Río Amazonas                                    |
| Oeste: Distrito de Iquitos Distrito de Alto Nanay Santa María del Alto Nanay Río Nanay |                                                               | Este: Distrito de Belén Río Amazonas                                        |
| Suroeste: Distrito de San Juan Bautista Vía Interprovincial LO-103 Río Itaya           | Sur: Distrito de Belén Distrito de Fernando Lores             | Sureste: Distrito de Belén Distrito de Fernando Lores Tamshiyacu Río Yavarí |

### Topografía

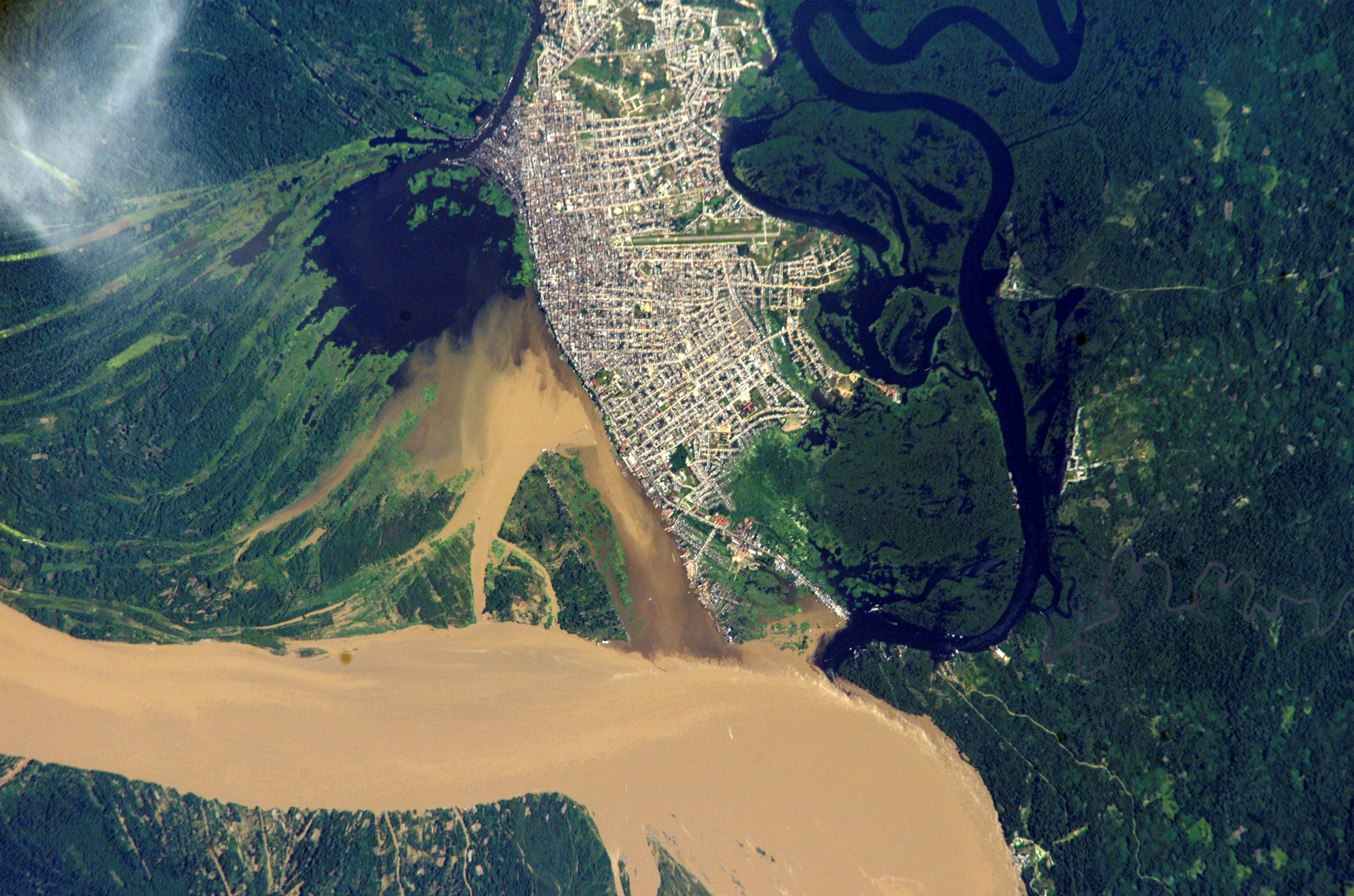
Imagen satelital de la NASA de Iquitos Metropolitano, y el río Amazonas. El norte está orientado hacia la esquina inferior derecha.

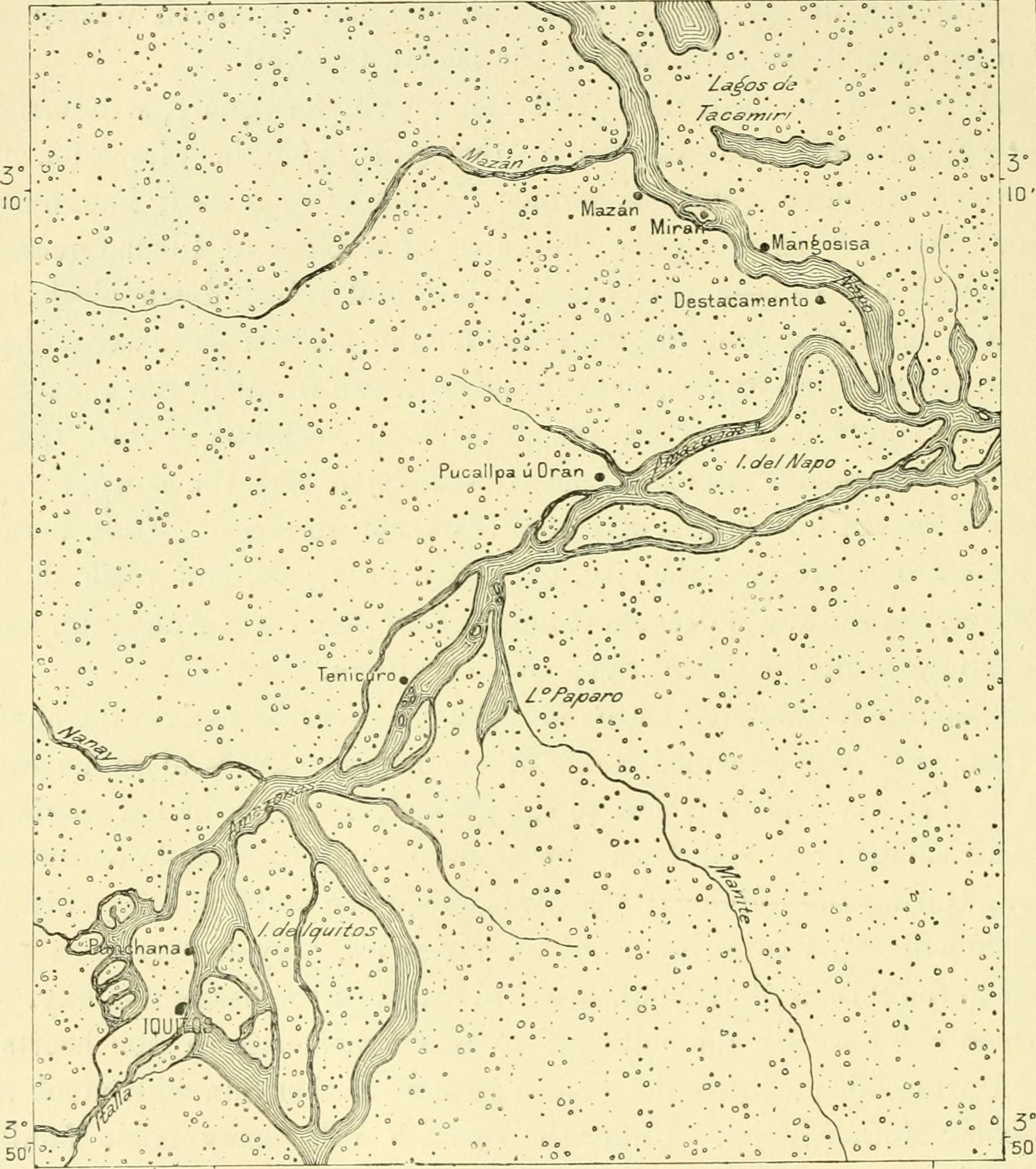
Antigua ruta del río Amazonas rozando enteramente a iquitos (izquierda inferior), 1894.

Está ubicado en el noreste de Perú, al noreste de departamento de Loreto, y en el extremo sur de la provincia de Maynas. Asentada en una llanura llamada la Gran Planicie, la ciudad tiene una extensión de 368,9 km² (142,4 mi²) y abarca parte de los distritos de Belén, Punchana y San Juan Bautista. Se encuentra aproximadamente en las coordenadas 03°43′46″S 73°14′18″O / -3.72944, -73.23833 a 106 m s. n. m. Por ende, es la ciudad más septentrional del país.
Está rodeada por el Puerto de Iquitos que conforman los ríos Amazonas, Nanay e Itaya. Está situada a la orilla izquierda del Amazonas, el cual proporciona una significativa vida económica, que incluye el comercio y transporte. Los ríos Itaya y Nanay son límites naturales de su expansión física y por tanto obliga a una urbanización por derrame hacia el sur, existiendo también una ligera densidad poblacional hacia el Centro de Iquitos. Cerca a Iquitos también existe un sinnúmero de lagunas y cochas, prominentemente el lago Moronococha, las cuales delimitan la ciudad por el oeste. Esta característica hidrográfica convierte a la ciudad en una isla fluvial.
Geológicamente, la ciudad está asentada en una formación de origen terciario superior-cuaternario conformada litológicamente por lutitas gris oscuras, poco consolidadas, con restos de flora y fauna, y con numerosos lentes de arena blanca de abundante silicio; los suelos residuales son arenosos, casi arcillosos y de profundidad variable. Fisiográficamente, es un paisaje calinoso debido a las ondulaciones del suelo provocadas por la erosión pluvial.

### Clima

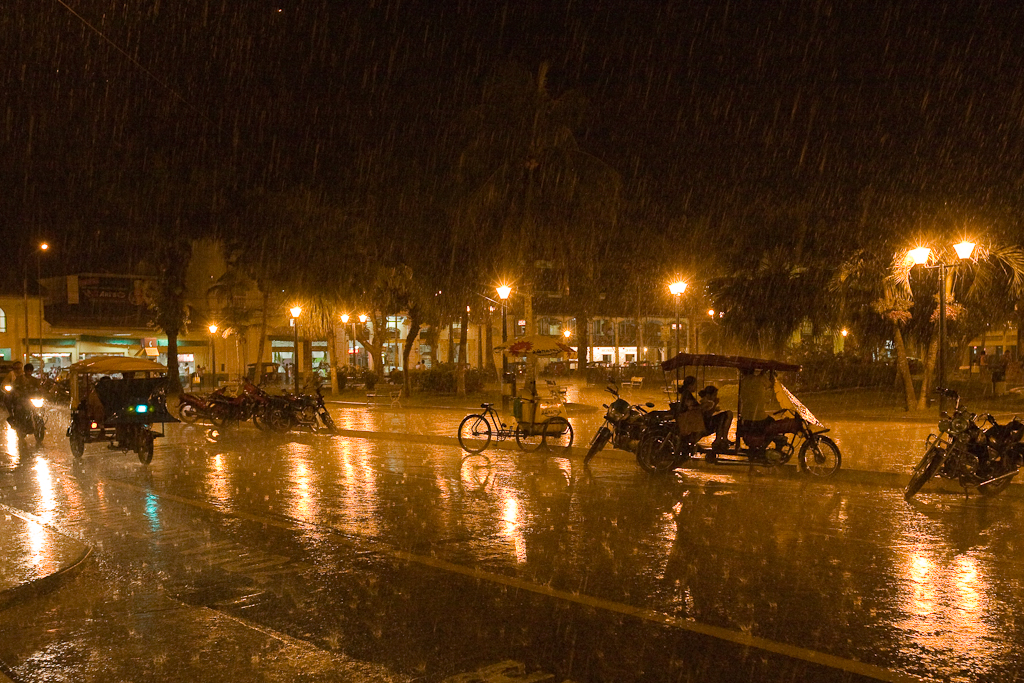
Escenario lluvioso en Iquitos a inicios de abril, durante la etapa más húmeda de su estación lluviosa.

Según la clasificación climática de Köppen, Iquitos experimenta un clima ecuatorial (Af). A lo largo del año tiene precipitaciones constantes por lo que no hay una estación seca bien definida, y tiene temperaturas que van desde los 21 °C a 33 °C. La temperatura promedio anual es 26,7 °C, y la lluvia promedia es 2616,2 mm por año. Debido a que las estaciones del año no son sensibles en la zona ecuatorial, tiene exclusivamente dos estaciones.
Tiene un pluvioso invierno, que llega en noviembre y termina en mayo, con marzo y abril tendiendo a incluir el clima más húmedo. Las precipitaciones alcanzan alrededor de 300 mm y 280 mm, respectivamente. En mayo, el río Amazonas, uno de los ríos circundantes de la ciudad, alcanza sus niveles más altos, y cae constantemente unos 9 metros o 12 metros a su punto más bajo en octubre, y luego aumenta de manera constante cíclicamente.
El verano ofrece un clima diferente. A pesar de que julio y agosto son los meses más secos, se mantienen algunos períodos de aguaceros. Los días soleados y el buen tiempo son usuales, y es aprovechado para secar las cosas, dado que las temperaturas elevadas son de 30 °C y como promedio 32 °C. Las precipitaciones sentidas a lo largo de los años son más abundantes que las de Ayacucho, Cusco y Lima.
También experimenta microclimas: la lluvia o garúa puede estar presente en algunas zonas de los distritos, mientras otros lugares de la ciudad se encuentran ligeramente nublados o despejados. La temperatura quizás varíe. El clima urbano es ligeramente más cálido que el clima natural, y estaría reflejado por la sensación térmica. También sufre un fenómeno urbano llamado isla de calor, en que el calor tiene una dificultad en disiparse en las horas nocturnas.
En julio de 2000, se registró el enfriamiento más extremo en Iquitos: la temperatura descendió hasta los 9 °C, obligando a la población a estar abrigada.
| Parámetros climáticos promedio de Iquitos                                                                          | Parámetros climáticos promedio de Iquitos | Parámetros climáticos promedio de Iquitos | Parámetros climáticos promedio de Iquitos | Parámetros climáticos promedio de Iquitos | Parámetros climáticos promedio de Iquitos | Parámetros climáticos promedio de Iquitos | Parámetros climáticos promedio de Iquitos | Parámetros climáticos promedio de Iquitos | Parámetros climáticos promedio de Iquitos | Parámetros climáticos promedio de Iquitos | Parámetros climáticos promedio de Iquitos | Parámetros climáticos promedio de Iquitos | Parámetros climáticos promedio de Iquitos |
| Mes | Ene.                                      | Feb.                                      | Mar.                                      | Abr.                                      | May.                                      | Jun.                                      | Jul.                                      | Ago.                                      | Sep.                                      | Oct.                                      | Nov.                                      | Dic.                                      | Anual                                     |
| --- | ----------------------------------------- | ----------------------------------------- | ----------------------------------------- | ----------------------------------------- | ----------------------------------------- | ----------------------------------------- | ----------------------------------------- | ----------------------------------------- | ----------------------------------------- | ----------------------------------------- | ----------------------------------------- | ----------------------------------------- | ----------------------------------------- |
| Temp. máx. abs. (°C)                                                                                               | 38.5                                      | 38                                        | 42.2                                      | 36.2                                      | 36                                        | 38                                        | 36                                        | 41                                        | 40                                        | 37.8                                      | 37.4                                      | 37                                        | 42.2                                      |
| Temp. máx. media (°C)                                                                                              | 31.6                                      | 31.7                                      | 31.9                                      | 31.0                                      | 30.6                                      | 30.4                                      | 30.9                                      | 31.6                                      | 32.1                                      | 31.9                                      | 31.9                                      | 31.7                                      | 31                                        |
| Temp. media (°C)                                                                                                   | 26.55                                     | 26.75                                     | 26.5                                      | 26.3                                      | 26                                        | 25.8                                      | 25.35                                     | 26.1                                      | 26.45                                     | 26.75                                     | 26.85                                     | 26.7                                      | 26.3                                      |
| Temp. mín. media (°C)                                                                                              | 22.1                                      | 22.0                                      | 22.1                                      | 22.1                                      | 21.9                                      | 21.3                                      | 20.8                                      | 21.1                                      | 21.4                                      | 21.8                                      | 22.1                                      | 23.2                                      | 21                                        |
| Temp. mín. abs. (°C)                                                                                               | 11.8                                      | 11                                        | 11                                        | 11                                        | 18                                        | 13.8                                      | 9                                         | 14                                        | 12.9                                      | 13                                        | 17                                        | 15                                        | 9                                         |
| Precipitación total (mm)                                                                                           | 266.1                                     | 210.1                                     | 316.6                                     | 292.1                                     | 292.1                                     | 189.7                                     | 187.3                                     | 173.8                                     | 209.5                                     | 254.2                                     | 286.9                                     | 301.2                                     | 2979.6                                    |
| Días de precipitaciones (≥ )                                                                                       | 21                                        | 20                                        | 23                                        | 21                                        | 21                                        | 20                                        | 18                                        | 17                                        | 17                                        | 18                                        | 19                                        | 21                                        | 236                                       |
| Horas de sol | 137.25                                    | 97.11                                     | 105.80                                    | 97.38                                     | 110.30                                    | 113.72                                    | 140.84                                    | 154.74                                    | 138.96                                    | 131.76                                    | 124.19                                    | 124.64                                    | 1476.7                                    |
| Humedad relativa (%)                                                                                               | 78                                        | 80                                        | 79                                        | 78.5                                      | 77                                        | 76.5                                      | 76                                        | 74                                        | 74.5                                      | 75                                        | 75.5                                      | 77.5                                      | 76.8                                      |
| Fuente: Tu Tiempo, The Titi Tudorancea Bulletin, Hong Kong Observatory, Shooting on Location (22 de julio de 2015) |                                           |                                           |                                           |                                           |                                           |                                           |                                           |                                           |                                           |                                           |                                           |                                           |                                           |

### Riesgos naturales

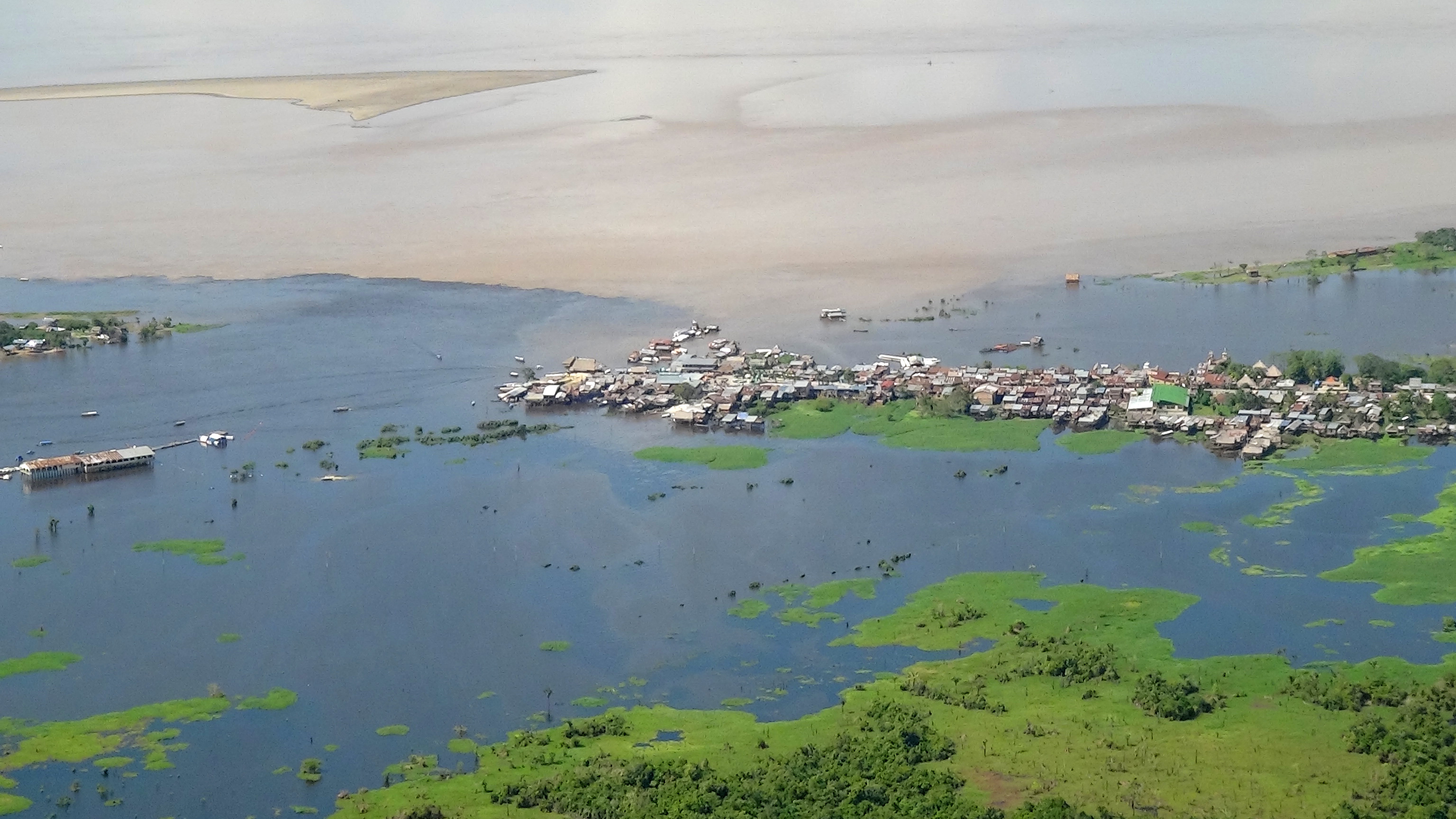
Barrio de Bellavista-Nanay, próximo al encuentro de los ríos Nanay y Amazonas (conocido como Unión Serpential de las Aguas), fenómeno idéntico al Encuentro de las Aguas de Manaos.

Las inundaciones se presentan como el riesgo natural más significativo. En 2012, ocurrieron las inundaciones más importantes en Iquitos que alertaron a la población y afectaron zonas ribereñas y varias poblaciones del área metropolitana, cuya geografía es inundable y pluviosa. Fueron consideradas como el desastre natural más histórico en la ciudad hasta la fecha. El clima húmedo en Loreto llevó aguaceros y lloviznas, y provocó daños e inundaciones al departamento de Loreto desde noviembre de 2011. El clima lluvioso continuó hasta inicios de 2012, y aumentó el nivel de agua en el río Amazonas —extensa corriente de agua que alimenta la mayoría de los afluentes loretanos— hasta 117 m s. n. m. Desde febrero y marzo, varios pueblos estuvieron afectados (19.209 familias damnificadas y 18.400 afectadas), 26 000 hectáreas de cultivo estuvieron inundadas y el nivel del agua alcanzó calles costeras de Iquitos. El 24 de abril de 2012, la creciente perdió intensidad, e inició la primera etapa de vaciante.
Otros riesgos naturales son las olas de calor que pueden llegar a más de 37 °C con una sensación térmica de 45 °C que es provocado por la poca humedad en días despejados. Las violentas olas de frío son también momentos climáticos curiosos en la temperatura iquiteña: el aire frío procedente del extremo sur del continente, movido por la dinámica de la atmósfera, llega a la ciudad y provoca un descenso de la temperatura, lluvias moderadas y tormentas eléctricas. Los vientos alisios también llegan a provocar los ventarrones que llega a 60 km/h. En octubre de 2012, Iquitos experimentó temperaturas elevadas y tormentas eléctricas intensas.
Los sismos son extremadamente raros, y si los hay, son profundamente subterráneos, pero puede provocar breve histeria porque no está estrictamente preparada para eso. Iquitos se encuentra en la región 3 del Mapa de Regionalización Sistemática del Perú, el cual significa que la ciudad tiene un valor sísmico de poco coeficiente, aunque el terremoto del Perú de 2011, ocurrido al sureste de Contamana, fue sentido en la ciudad como un pequeño e inesperado remezón.

### Cuestiones ambientales

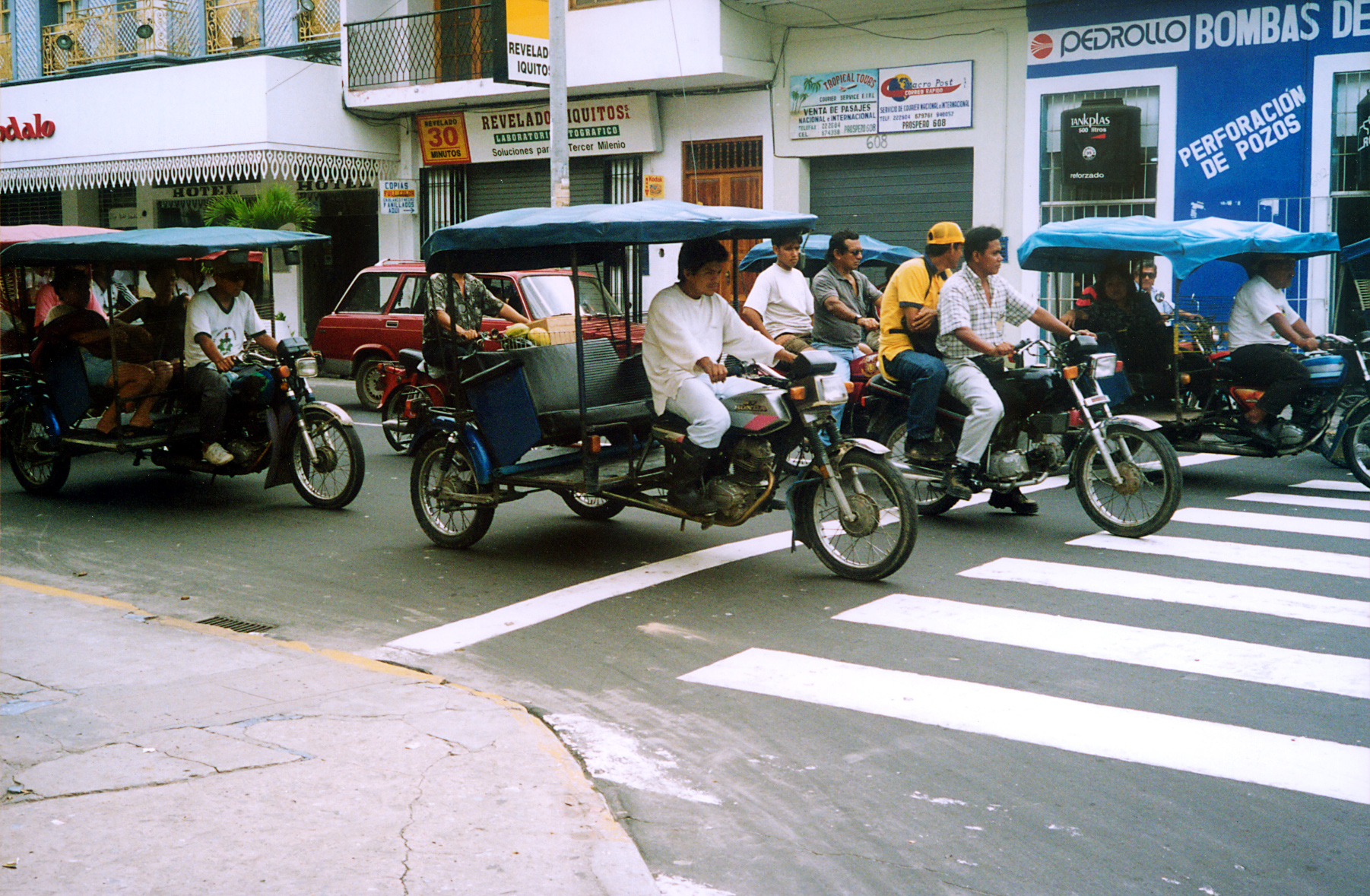
El mototaxi es el principal causante de la contaminación sonora en Iquitos.

La gestión ambiental de la ciudad se ha enfrentado a la acumulación de basura en varios puntos de la ciudad y a orillas de embarcaderos más informales, y generando una notable contaminación visual y de suelo. El resultado es un serio golpe a la ética ambiental, siendo ésta la que proporciona un deseado perfil de ciudad ecológica. El problema ocurre generalmente en los asentamientos humanos informales y mercados como el de Belén. En las zonas céntricas, algunas personas botan basura al suelo sin preocupación aparente a pesar de que existe una ley que lo prohíbe. En otros casos menores, parecen ignorar los cubos, que está cerca a su alcance, y botan la basura al suelo de todos modos. En los mercados, la presencia de vertidos ilegales es otro problema.
El gobierno y varias organizaciones ambientales en Iquitos iniciaron la difusión sobre educación ambiental en los ciudadanos y obtuvieron resultados gradualmente provechosos de ligero impacto. Sin embargo, la basura (generalmente amontonada en montículos) aún aparece en varios puntos de la ciudad, debido a la falta de cultura ambiental en la mayoría de los ciudadanos.
La contaminación sonora provocada por su ruidoso transporte público también afecta seriamente a la ciudad, y siempre ha sido tolerada ignorando las alarmas a pesar de aumentar en intensidad en los últimos años. El frenético ruido urbano de hasta 115 decibeles sobrepasan el nivel deseable (70 dB) indicado por la Organización Mundial de la Salud y, por lo tanto, convierte a Iquitos en la ciudad más ruidosa de Latinoamérica. Por consiguiente, en julio de 2013, el Ministerio del Ambiente del Perú instaló una Mesa de Trabajo en la ciudad para una Plan de Prevención y Control de la Contaminación Sonora, y disminuir la contaminación sonora bajo los Estándares de Calidad Ambiental (ECA).
En el aspecto hidrológico, Iquitos incentiva la protección de la cuenca del río Nanay porque es suministro natural de agua potable de la ciudad.

#### Contaminación aérea
La ciudad ha registrado una alto índice de «contaminante móviles y estacionarios». Debido a que las industrias iquiteñas generan una intensa producción de gases, es por ello que fue seleccionada desde 1999 por la Dirección de Salubridad Ambiental (DISA) del Ministerio de Salud del Perú. Después del monitoreo, se detectó PM2.5 y PM10 (pequeñas partículas sólidas o líquidas de polvo, cenizas, hollín); CO (monóxido de carbono), NO2 dióxido de nitrógeno, SO2 (dióxido de azufre); O3 (ozono); hidrocarburos (parafínicos y aromáticos); COV C2H2; y H2S (ácido sulfhídrico).

## Naturaleza
Flora y fauna

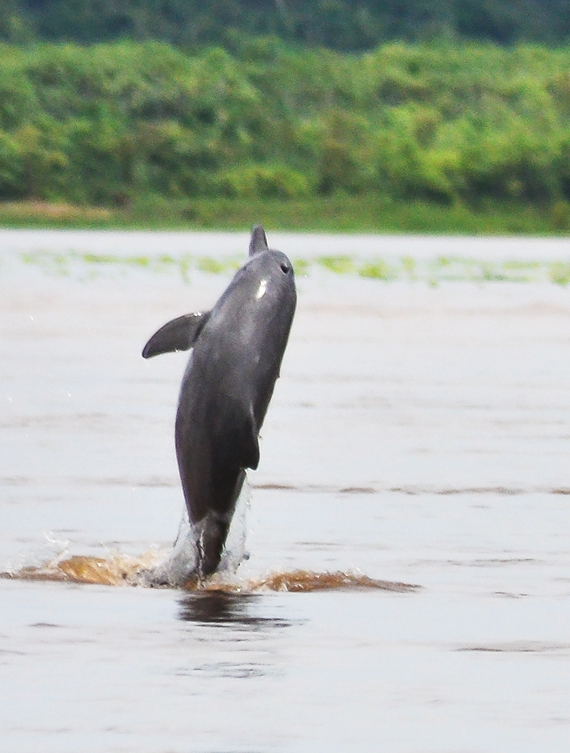
Delfín gris en el ecosistema alrededor de Iquitos.

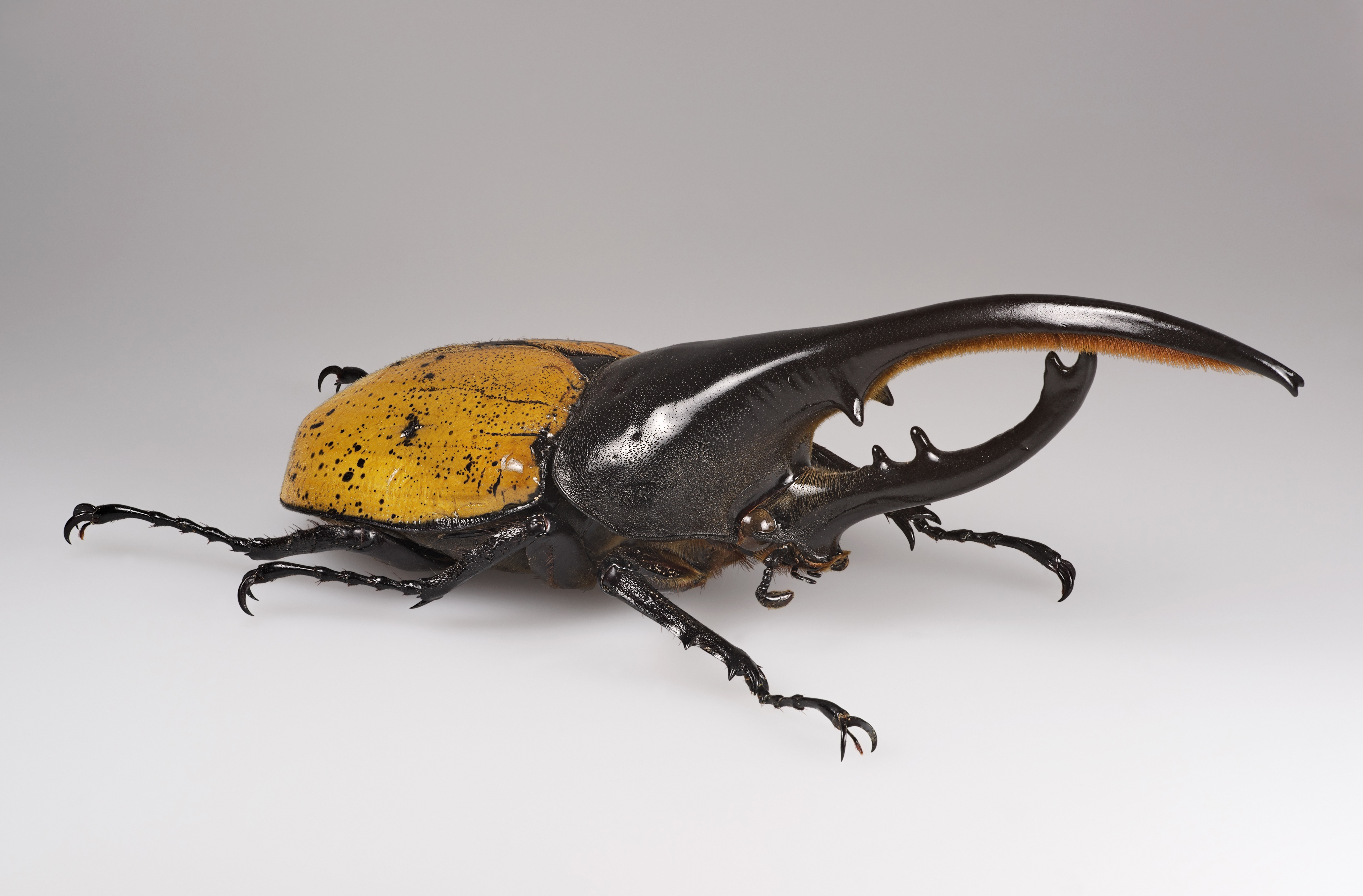
Escarabajo hércules macho (Dynastes hercules ecuatorianus) encontrado en Iquitos por Ohaus, 1913.

Por su ubicación en la Amazonía peruana, Iquitos tiene un paisaje natural de inmensa biodiversidad. Prehistóricamente, el ecosistema que rodeaba Iquitos estaba dominado por el Purussaurus, Pericotoxodon, Langstonia, Boreostemma, Gryposuchus, Granastrapotherium (similar al tapir) y el Megatherium (posible origen de leyendas). Además se descubrieron seis fósiles de cocodrilos miocenos que incluyen a tres especies nuevas (Kuttanacaiman iquitosensis, Gnatusuchus pebasensis y el Caiman wannlangstoni), y el caimán enano Paleosuchus.
Actualmente, su ecosistema se mantiene diverso. La flora está compuesta de 850 especies, entre ellas palmeras y 22 especies de orquídeas, quienes aportan el atractivo forestal dentro del paisaje urbano. La victoria regia también está presente. Los extensos bosques asentados dentro de la influencia metropolitana albergan una fauna con 130 especies de mamíferos; 330 de aves; 150 de reptiles y anfibios, así como 250 de peces. Dentro de la ciudad, habita la paloma bravía (Columba livia), especialmente en la plaza de 28 de Julio. También se ha registrado la presencia transitoria de tiburones toro (Carcharhinus leucas) quienes llegan desde el Océano Atlántico, viajando 3360 kilómetros hasta Iquitos.
La selva inundable de Iquitos es la ecorregión representativa que rodea la ciudad, y está caracterizada por ser un bosque de várzea. Su detalle aluvial es el motivo por el cual las temporadas de lluvia intensa llegan a inundar con facilidad estas zonas. En su ciclo natural, las árboles dejan caer sus hojas y otros residuos biológicos al suelo, y se convierten en humus. La lluvia arrastra estos nutrientes hacia los ríos, el cual da ese color rubio, denominado tanino. Inmediatamente, este ciclo se repite.
La biodiversidad que Iquitos Metropolitano alberga y protege es de suma importancia, y eso está intrínsecamente relacionado con su planificación urbana, el cual pone una acción de límite en zonas donde no se debería construir fincas. Debido a eso, la aparición de asentamientos informales es visto como un riesgo.
Reservas naturales y zoológicos

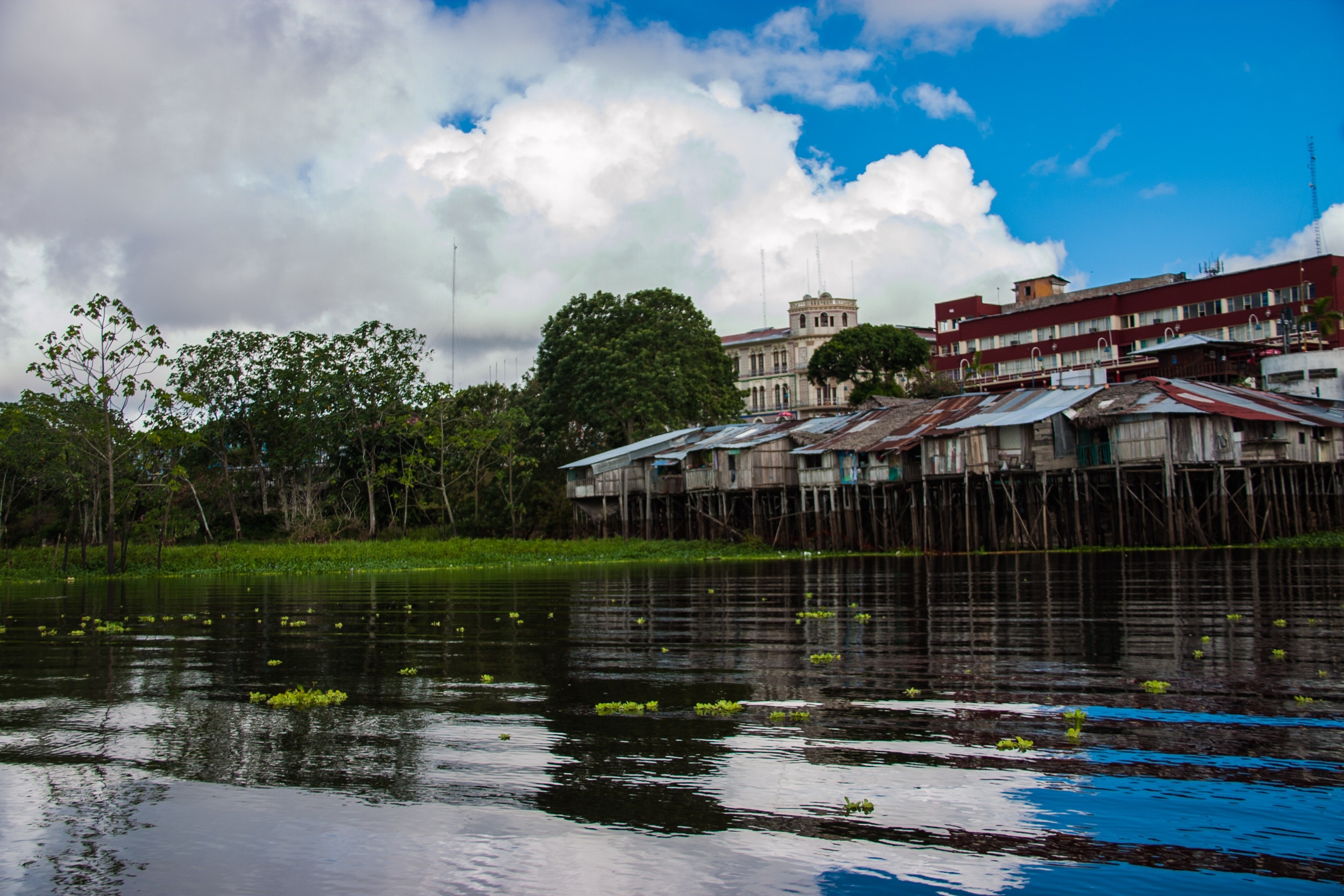
Iquitos desde el río Itaya durante la temporada de lluvias.

Las reservas naturales son importantes para la protección del ecosistema amazónico.
La Reserva Nacional Allpahuayo Mishana es un área protegida con índices altísimos de biodiversidad. La reserva está ubicada a 20 kilómetros de Iquitos, siendo alcanzada por la Ruta LO-103. El ecosistema que alberga forma parte de la cuenca baja del río Nanay, específicamente en una zona denominada «Ecorregión Napo», que contiene una excepcional biodiversidad amazónica, incluyendo sus peculiares bosques de arena blanca. La Ecorregión Napo alberga 112 especies de anfibios, 17 especies de primates, 1900 especies vegetales y quizás más de 600 especies des aves. Algunos animales de importancia ecológica por su rareza cuidados en la reserva son el supay pichico (Callimico goeldii), tocón negro (Callicebus torquatus), huapo ecuatorial (Pithecia aequatorialis), hormiguerito de Gentry (Herpsilochmus gentryi), tiranuelo de Mishana (Zimmerius villarejoi), hormiguero de Allpahuayo (Percnostola arenarum), hormiguero de cola castaña (Myrmeciza castanea centuculorum), la Cotinga Pompadour (Xipholena punicea), saltarín de varillal (Neopelma chrysocephalum), entre otros. La perlita de Iquitos (Polioptila clementsi) es una especie endémica de la reserva y es considerada un símbolo de Iquitos.
El Complejo Turístico de Quistococha está caracterizado por su variedad. El lugar está ubicado a 6 kilómetros de Iquitos a través de la Ruta LO-103 y, con una extensión 369 hectáreas de bosque natural, tiene un pequeño zoológico, un serpentario, un acuario, un vivero y una playa artificial llamada Tunchi Playa.
El mariposario Pilpintuwasi está ubicada en Padre Cocha, Iquitos, e incluye más de 40 especies de insectos, principalmente mariposas. Junto al mariposario, se encuentra el Orfanato de Animales del Amazonas, encargado en el rescate de animales.

## Economía

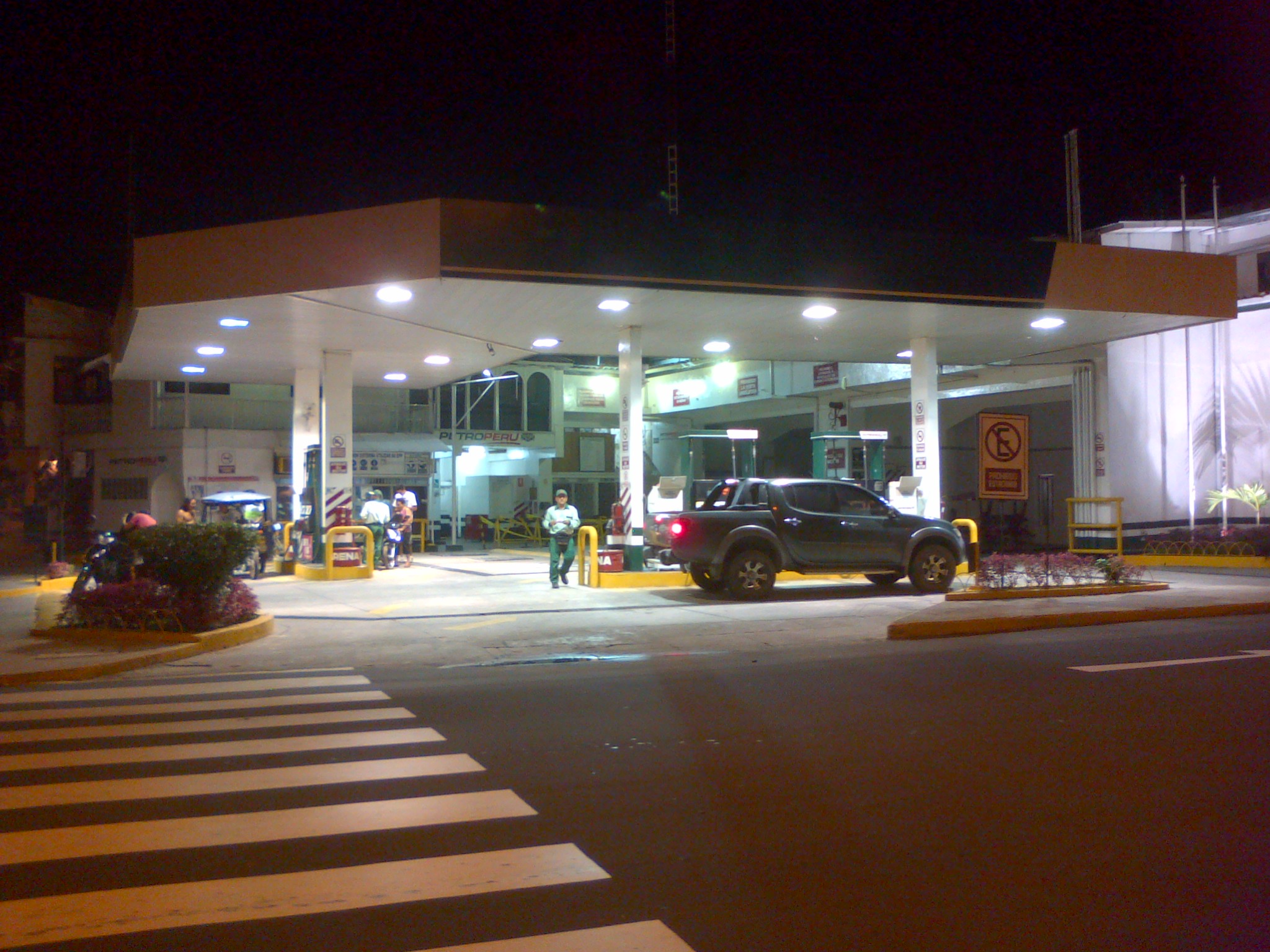
Estación de servicio de Petroperú cerca al Centro de Iquitos. La mayoría de las estaciones de servicio de la ciudad tienen una tienda de conveniencia.

Iquitos es el centro financiero de Loreto y la Amazonia peruana, y prevaleció esta personalidad dinámica desde la etapa de la industria del caucho en 1880. Tiene una boyante economía extractiva, «soportado por actividades de importación y exportación, comercio regional, financiamiento y habilitación, almacenaje de productos, servicios administrativos y otros servicios complementarios locales (bares, restaurantes, casas de hospedajes)».
Respecto a la estratificación social, el 55 % de la población iquiteña pertenece a la llamada «nueva clase media» con ingreso promedio de S/. 1850. Por otro lado, el freelance iquiteño conforma el 25%.
La ciudad es una de las sietes sucursales del Banco Central de Reserva del Perú, y administra los departamentos de Loreto, San Martín y Ucayali.
La Gerencia de Promoción Económica de la Municipalidad Provincial de Maynas es la encargada de normar y regularizar el comercio, el desarrollo empresarial y de empleo, el turismo y la producción de la zona rural tanto del distrito de Iquitos como toda la provincia de Maynas. La Cámara de Comercio de Iquitos está dirigida por el economista Víctor Manuel Valdivia Barberis. Con respecto al consumidor iquiteño, es descrito por tener mayor preferencia por un «modelo occidental con una orientación más moderna que el de la sierra». La ciudad está considerada como un potencial centro financiero internacional.
Las empresas originales (en verde) o con filial en Iquitos más importantes, en orden alfabético, son:
| Origen                    | Nombre                        | Industria                  | Origen                    | Nombre                     | Industria                |
| ------------------------- | ----------------------------- | -------------------------- | ------------------------- | -------------------------- | ------------------------ |
|                           | Amazónica                     | Cervecería                 |                           | Kikiriki                   | Cadena de restaurantes   |
|                           | Amy Market & Food             | Retail                     |                           | La Cadena de Supermercados | Cadena de retails        |
|                           | Arturini Shambini             | Heladería                  |                           | Maestro Alfa Store         | Cadena de retails        |
| Bandera de Perú           | Backus                        | Cervecería                 | Bandera de España         | Mapfre                     | Seguro social            |
| Bandera de Perú           | BBVA Continental              | Finanzas                   | Bandera de Perú           | Motocorp                   | Retail de motocicletas   |
| Bandera de Perú           | Banco de Crédito del Perú     | Finanzas                   |                           | Olenbruser                 | Retail de electrónica    |
| Bandera de Perú           | Banco de la Nación            | Finanzas                   | Bandera de México         | Omnilife                   | Suplementos alimenticios |
| Bandera de Perú           | Banco Financiero              | Finanzas                   |                           | Pacific Market             | Retail                   |
| Bandera de Suiza          | Bata                          | Manufactura de calzados    |                           | Persa                      | Snacks                   |
|                           | Cafetería Cafezinho           | Snack Cafetería Heladería  |                           | Caja Maynas                | Financiera               |
| Bandera de Estados Unidos | Caterpillar                   | Construcción               | Bandera de Perú           | Petroperú                  | Petrolería               |
| Bandera de México         | Claro                         | Telecomunicaciones         | Bandera de Estados Unidos | RadioShack                 | Retail de electrónica    |
| Bandera de Perú           | CrediVargas                   | Retail                     |                           | Rico Rico                  | Cadena de restaurantes   |
| Bandera de Panamá         | Copa Airlines                 | Aerolínea                  | Bandera de Chile          | Saga Falabella             | Franquicia de retails    |
| Bandera de Alemania       | DHL Express                   | Mensajería                 |                           | Supermercado Los Portales  | Retail                   |
| Bandera de Estados Unidos | DirecTV                       | Televisión satélital       |                           | San Juan Supermercados     | Retail                   |
|                           | Electro Oriente               | Energía                    | Bandera de Canadá         | Scotiabank                 | Finanzas                 |
|                           | El Trinchero                  | Cadena de restaurantes     |                           | Shambo de Grau             | Heladería                |
| Bandera de Chile          | Entel                         | Telecomunicaciones         | Bandera de Brasil         | Special Book Services      | Retail de libros         |
|                           | Galerías Quispe               | Retail                     | Bandera de España         | Telefónica (Movistar)      | Telecomunicaciones       |
| Bandera de Perú           | Grupo Brescia (Seguros Rimac) | Finanzas                   | Bandera de Estados Unidos | The Coca-Cola Company      | Bebida gasificada        |
| Bandera de Estados Unidos | Goodyear                      | Manufactura de llantas     | Bandera de Perú           | Topitop                    | Retail de ropas          |
| Bandera de Japón          | Honda                         | Automovilística            | Bandera de Vietnam        | Viettel Mobile (Bitel)     | Telecomunicaciones       |
| Bandera de Suecia         | Husqvarna AB                  | Bienes de consumo duradero | Bandera de Suecia         | Volvo                      | Construcción             |
| Bandera de Perú           | Inkafarma                     | Farmacia                   | Bandera de Estados Unidos | Western Union              | Finanzas                 |
| Bandera de Perú           | Interbank                     | Finanzas                   | Bandera de Japón          | Yamaha Corporation         | Conglomerado             |
| Bandera de Estados Unidos | John Deere                    | Construcción               | --                        | --                         | --                       |

En junio de 2014, once empresas locales, que incluyen a Medic Uniforme, Consorcio Forestal Loreto, La Selva, Cervecería Amazónica, Strong Loreto, Industria Fundición y Mecánica, Industria Alimentaria, Inversiones La Oroza, Shambo, Industria Naval Da Costa y Industrial Filomeno, fueron premiadas con el Trofeo de Reconocimiento entregado por la Cámara de Comercio de Iquitos.
INEI reportó, según reporte de 2014, que Iquitos es la segunda ciudad con inflación más alta en el Perú.

### Empleo

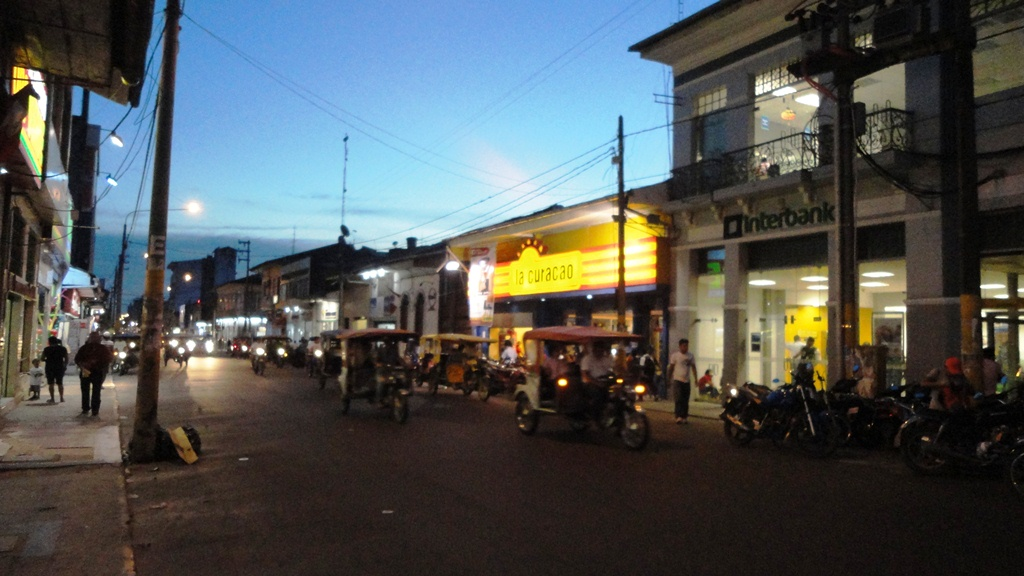
El Jirón Próspero tiene el dinamismo laboral más importante de Iquitos.

El empleo en la ciudad está administrada por la Dirección Regional de Trabajo y Promoción del Empleo del Gobierno Regional de Loreto. Según las estadísticas regionales, Iquitos presenta la población activa más dinámica de Loreto. Los años 2010 significó un impulso en el mercado laboral: desde 2010, el mercado de trabajo de Iquitos ha tenido un alto índice de oferta en los grupos ocupacionales de venta, empleo de oficina, y profesionales tecnológicos y ocupacionales, y mayor demanda en el grupo profesional. Debido a que las ofertas de trabajo cubren la demanda de la mayoría de los grupos ocupacionales, la tasa de desempleo en Iquitos es mínima.
Según el anuario estadístico 2013 del Ministerio de Trabajo y Promoción del Empleo del Perú, Iquitos mostró un registro de 39 294 de contratos de manos de obra nacional. Presentó 201 contratos de inicio de trabajo parcial y 230 contratos de renovaciones del mismo tipo. Mientras tanto, el trabajo para el adolescente presentó un total de 10 autorizaciones en ese año. En el 2013, hubo 2008 ofertas de trabajo que pudieron cubrir 1149 demandas de trabajo, y finalmente 984 fueron colocados; el índice fue inferior al del 2012 donde hubo 4296 ofertas de trabajo. En índices altos, hubo 803 ofertas de trabajo como vendedor, mientras 357 fueron colocados en el trabajo de los servicios.
| Industrias | Ene.  | Feb.  | Mar.  | Abr.  | May.  | Jun.  | Jul.  | Ago.  | Set.  | Oct. | Nov. | Dic. |
| --- | ----- | ----- | ----- | ----- | ----- | ----- | ----- | ----- | ----- | ---- | ---- | ---- |
| 2014 |       |       |       |       |       |       |       |       |       |      |      |      |
| Total | 102.9 | 103.5 | 104.6 | 105.5 | 105.7 | 106.0 | 104.5 | 104.6 | 104.3 | --   | --   | --   |
| Extractivo* | 93.9  | 93.1  | 94.3  | 93.5  | 92.2  | 94.0  | 93.6  | 94.6  | 93.4  | --   | --   | --   |
| Manufactura | 97.2  | 98.7  | 98.2  | 97.3  | 97.7  | 96.9  | 93.0  | 91.3  | 91.3  | --   | --   | --   |
| Comercio | 115.5 | 118.2 | 120.6 | 118.5 | 120.5 | 121.2 | 120.5 | 121.1 | 121.3 | --   | --   | --   |
| Transp., almac., y común. | 109.2 | 110.0 | 110.5 | 109.0 | 107.9 | 105.7 | 104.9 | 104.3 | 106.2 | --   | --   | --   |
| Servicios** | 102.0 | 101.4 | 103.1 | 109.0 | 109.6 | 110.2 | 108.9 | 109.6 | 108.6 | --   | --   | --   |
| Fuente: Banco Central de Reserva del Perú, Ciudades principales: Índice de empleo en empresas privadas de 10 a más trabajadores, según ramas de actividad económica (1997-2014) - (*) lncluye las subramas: agricultura, pesca y minería - (**) lncluye las subramas: servicios prestados a empresas, restaurantes y hoteles, establecimientos financieros, enseñanza, servicios sociales y comunales; y electricidad, gas y agua. |       |       |       |       |       |       |       |       |       |      |      |      |

### Sector primario

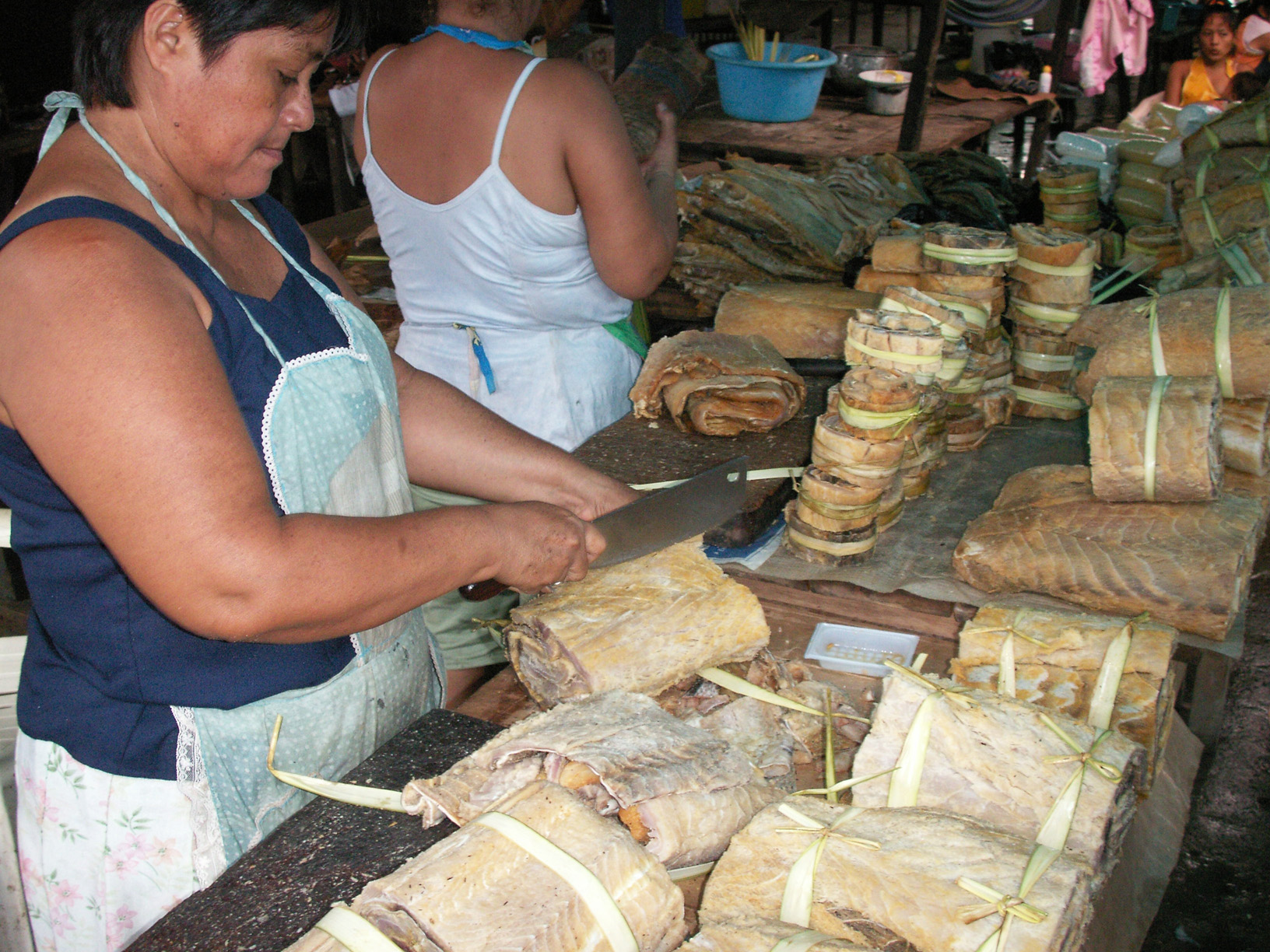
Filetes de paiche salados y secos en el Mercado de Belén.

Las mayores industrias extracción de la ciudad están conformadas por la maderera, pesquera, petrolera, minera y agrícola (piscicultura, avicultura, etc.)
La acuicultura, introducida en 1940, inició con el interés por el paiche (Arapaima gigas) y ha estado estimulado por un mercado local tradicionalmente pesquero, instituciones enfocada en la tecnología acuícola, entidades gubernamentales promotoras de las acuicultura y un progresivo interés de criaderos «pioneros» en el cultivo de peces instalados. Iquitos está altamente favorecida por el ecosistema amazónico y la rica fauna fluvial que la contiene. En números, se estima que el consumo per cápita en la ciudad es de 21 kg. por año. Por otro lado, la Asociación de Piscicultores de la Región de Loreto está conformada por 198 productores establecidos a lo largo de la ruta departamental LO-103. La industria pesquera en la ciudad es competitiva entre los capturadores de peces y los cultivadores, el cual genera un ciclo bastante reñido porque las capturas obtienen peces más grandes que los cultivos. Estos fuerza a exportar alevinos, particularmente a China.
Sobre el petróleo, la Refinería de Iquitos fue creada el 15 de octubre de 1982 y está administrada por Petroperu. El petróleo que se extrae pertenece a una enorme área geográfica llamada Tendencia Subandina de Hidrocarburos, que alberga varias cuencas sedimentarias. La refinería tiene una capacidad de procesamiento de 116 100 000 l/year</ref> y una capacidad de almacenamiento de 217 000 BLS en petróleo crudo y 5 000 BLS en productos; además produce 1200 kW de potencia nominal. Produce gasolina para motores, turbo A-1 para aviones y helicópteros, diésel 2, petróleos industriales y crudo pesado, y tiene muelles especiales para descargar crudo, nafta craqueada y gasolina natural. Siendo una industria iquiteña rentable, inclusive cubre la demanda de combustibles de los departamentos de Loreto, San Martín, en el noroeste del Perú, y parte de Ucayali. Proporciona de combustible al aeropuerto internacional de la ciudad, así como a los aeropuertos de Tarapoto y Pucallpa, pueblos como Leticia (Colombia) y Tabatinga (Brasil), y comercializa productos en Yurimaguas. En totalidad, es la tercera refinería más productiva del país, detrás de las refinerías Talara y La Pampilla.
En lo que respecta el área agrícola, se maneja principalmente la caña de azúcar, pijuayo, caimito, camu camu, extracción del aceite, y la producción directa del ron. En la granja animal se extrae productos generalmente de la vaca y búbalo. El transporte de madera es otro elemento económico importante, sin embargo, debido al Tratado de Libre Comercio firmado entre el Perú y Estados Unidos, la explotación de madera en bruta ha disminuido de forma considerable.

### Sector secundario

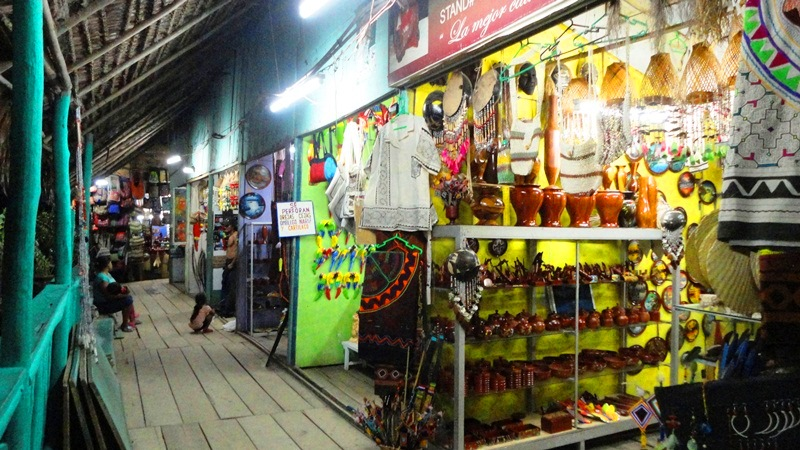
Artesanías en el complejo Anaconda, en el Centro de Iquitos.

Este sector está conformado por las industrias de bebidas gasificadas y cervecería, molinería, panadería, minería y la artesanía. Los distritos de Punchana y San Juan Bautista albergan la mayoría de los edificios industriales del sector secundario.
Dentro de la producción íntegra de bebidas, Cervecería Amazónica es la empresa iquiteña que está implementada con una planta embotelladora, y ha producido marcas de cerveza originales, tales como Amazónica, Amazónica Menta, Iquiteña, Ucayalina. Y posteriormente, sacó al mercado una marca de bebida gasificada y agua mineral con el nombre de Loretana. En el otro rubro, Shambo es una empresa iquiteña que produce helados de fruta. Los sabores conforman frutas amazónicas populares tales como el aguaje, anona, camu camu, cocona, copoazú y ungurahui.
La ciudad espera contar con un área especificada para la industria. El parque industrial de Iquitos es una zona planificada para alojar pequeñas y medianas empresas (Mypes) de la ciudad. Su creación ha sido aprobado el 15 de diciembre de 2010 por el Congreso de la República del Perú, en respuesta para integrar un desarrollo industrial en la región y sumarse a la industria de bebidas gasificadas y conserva de palmito de la ciudad. Hasta febrero de 2011, el proyecto no tiene presupuesto, pero el Consejo Directivo del parque industrial busca acuerdos económicos para impulsarlo. El 18 de marzo de 2015, se organizaron nuevas antelaciones para buscar mecanismos para minimizar costos y desarrollar el proyecto.
La empresa constructora Construkselva es la más contratada en obras públicas en la ciudad.

### Sector terciario

#### Retail y mercado

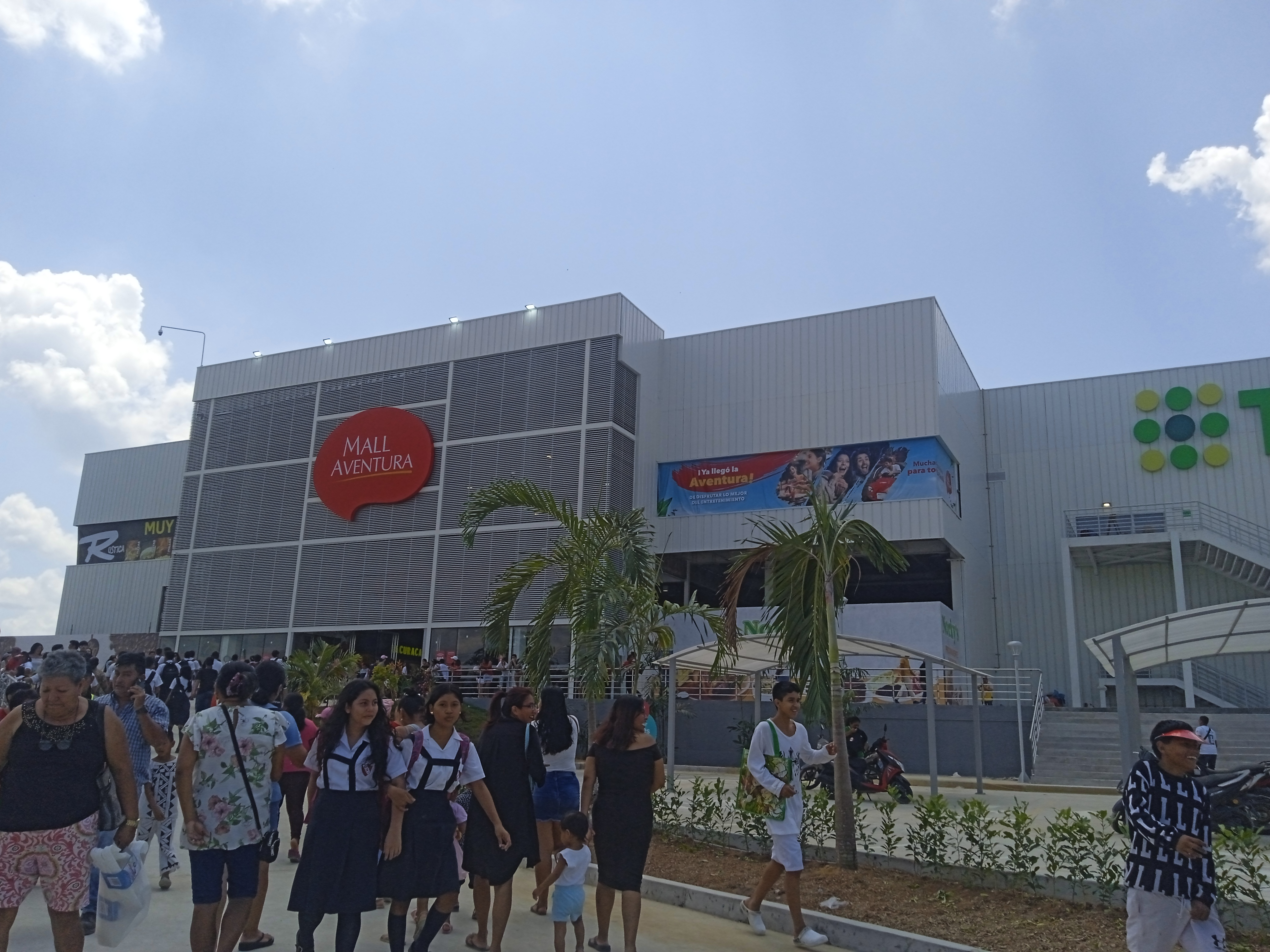
El Mall Aventura Iquitos, ubicado frente a la avenida José Abelardo Quiñones.

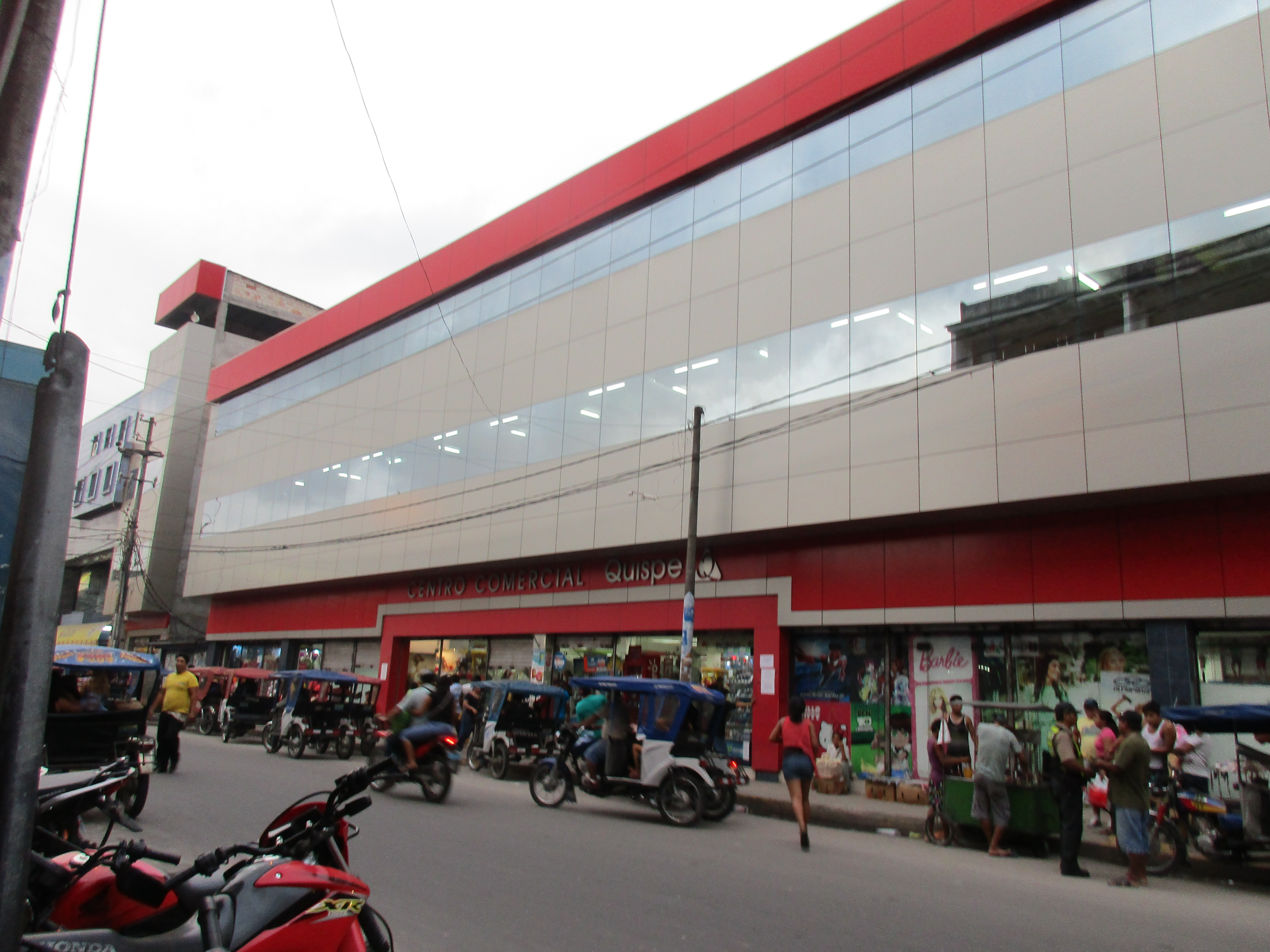
Centro Comercial Galerías Quipe, ubicado en el Jirón Próspero.

Mantiene un comercio basado en tiendas y minimarkets en toda su área metropolitana, con mayor fuerza en avenidas principales como Próspero, Arica, Grau y Alfonso Ugarte ubicadas en el Centro de Iquitos y el distrito de Belén (Aunque la Av. Quiñones se está haciendo bastante comercial estos últimos años). La distribución minorista de productos regionales e importados ha creado una estratificación social que va desde el comerciante importador hasta el comerciante minorista urbano, el cual funciona como un vínculo entre la economía urbana y rural. Los mercados de abastos aún tienen vigencia, especialmente el Mercado de Belén. Tres centros comerciales abrieron en Iquitos tales como Saga Falabella, FerroHogar y Pacific Market, mientras otras empresas estarían disponibles en los próximos años como Plaza Vea, entre otros.
Mall Aventura Iquitos es un centro comercial del tipo regional desarrollado por Aventura Plaza en la ciudad. Con un terreno de 45 mil m², se inauguró en agosto del 2023 con empresas comerciales y tiendas anclas tales como Ripley, Saga Falabella, Sodimac, Tottus, y 100 tiendas adicionales, junto a otras empresas locales.
La III edición de la feria de muestras ExpoAmazónica se realizó en Iquitos, y la ciudad recaudó S/. 2,700,000 como industria turística. Otras estadísticas recalcaron que S/. 55,600,00 se recaudó en rondas de negocios. En total, la feria recaudó S/. 70,000,000 ($24.964.147).

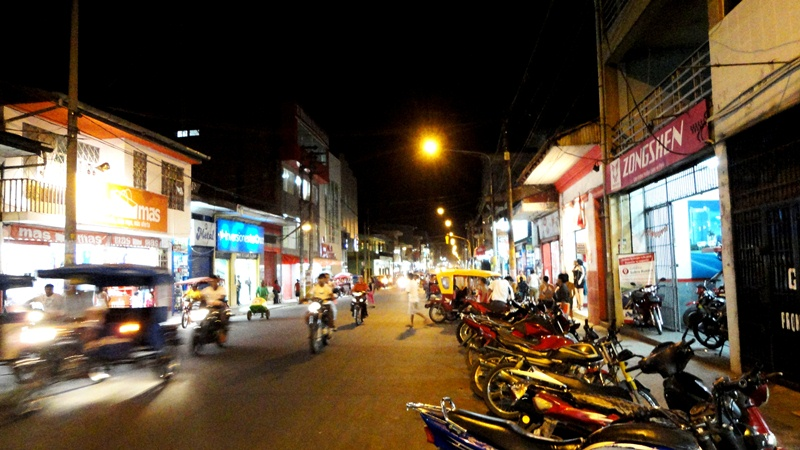
Cuadra del Jirón Próspero, una de las cuatro avenidas más importantes de la ciudad con numerosas tiendas a lo largo de su extensión.
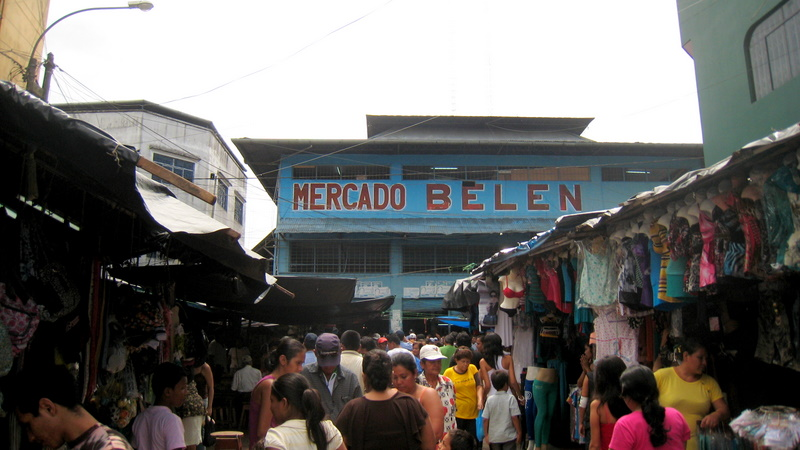
El Mercado de Belén es considerado el mercado callejero más grande de la Amazonía Peruana, y punto importante de intercambio comercial y económico.
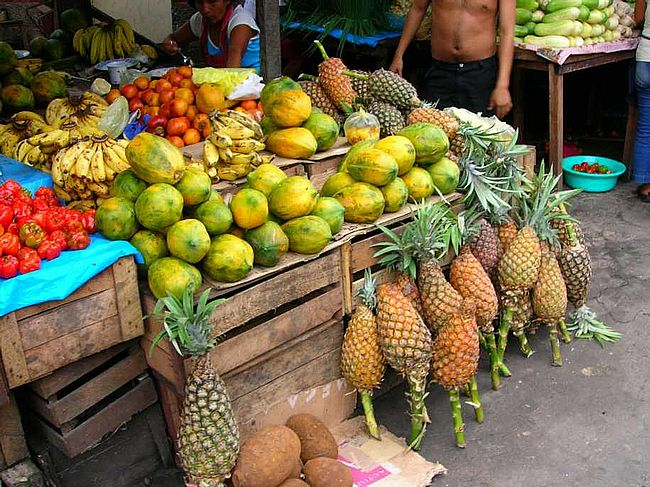
Puestos de productos de venta minorista en el Mercado de Belén.

#### Turismo

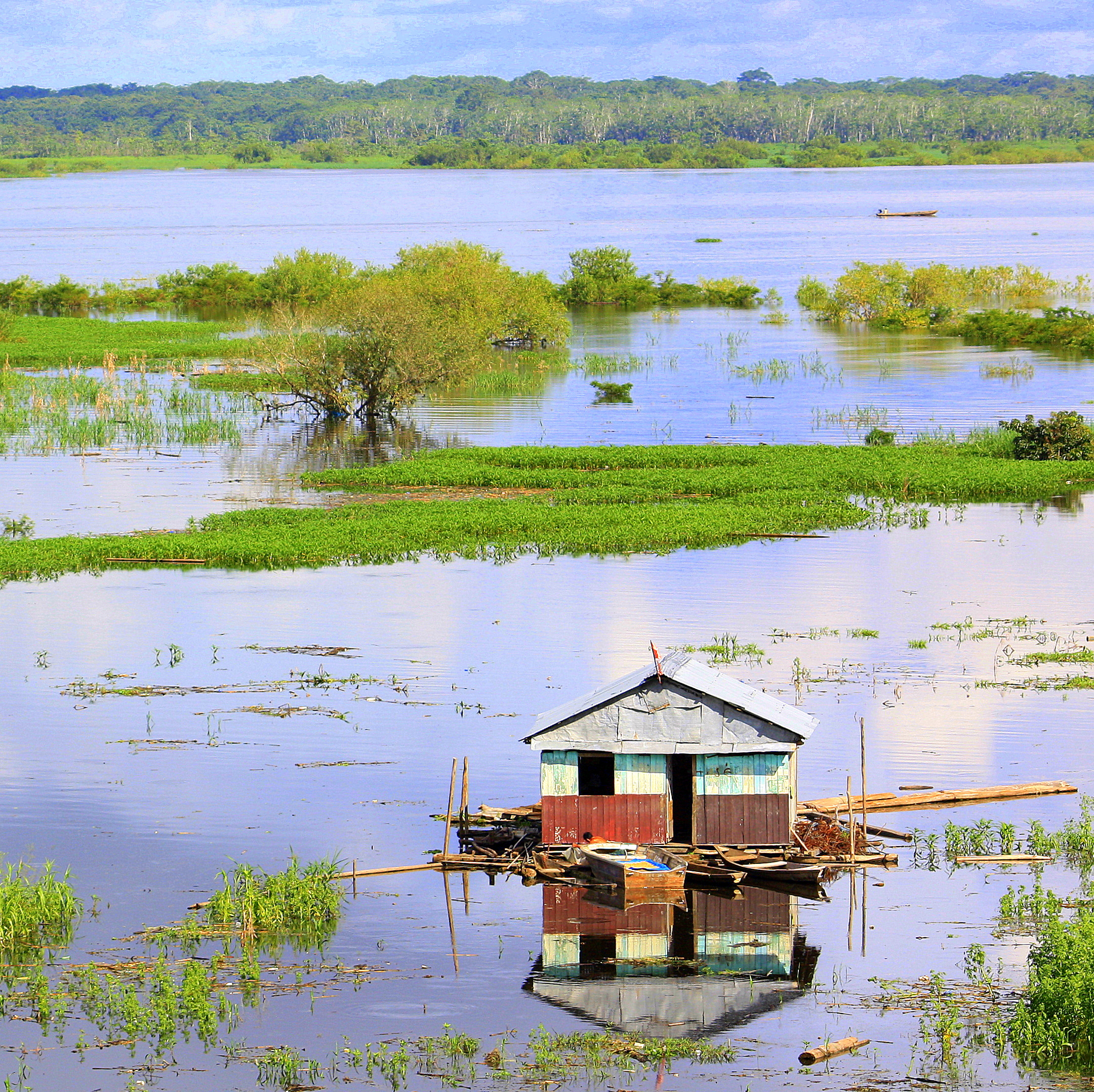
El paisaje amazónico que rodea a Iquitos es referencia del turismo ecológico que se desarrolla en la ciudad.

El turismo en una de las industrias más vitales de Iquitos y, en los últimos años, está en constante cambio. La ciudad se encuentra con una creciente reputación como destino turístico por su ubicación a orillas del río Amazonas, una de las siete maravillas naturales del mundo. A través de los años, Iquitos recibe considerablemente extranjeros; actualmente, el índice turístico creció gracias a los vuelos internacionales que ofrece el aeropuerto de la ciudad. El turismo de la ciudad conforma en su arquitectura de estilo europeo, su comida, bebidas, cultura, arte, cosmovisión, acento y referencias históricas de Loreto. En el turismo ecológico, Iquitos cuenta con espaciosas áreas verdes, y la mayoría de los bosques ubicados en su área metropolitana están bajo su influencia política. Los bosques son unos de los elementos característicos de la cultura de Iquitos, respecto a su inherente simbolismo amazónico. Los bosques secundarios son los más predominantes en su Amazonía. Existen 45 especies de árboles maderables y árboles que no son maderables, las cuales conforman 140 m³ de hectárea de madera comercial. Iquitos cuenta con la infraestructura adecuada para el alojamiento de turistas de todo nivel. Tiene un hotel de 5 estrellas, numerosos de 3, 2 y 1 estrellas.
Los lugares turísticos importantes incluyen barrio de Belén y su principal mercado; plaza de Armas; Casa de Fierro; Casa Fitzcarraldo; Puerto Alemán; Ex Hotel Palace; iglesia matriz de Iquitos; Reserva Nacional Allpahuayo Mishana; Embarcadero Bellavista-Nanay; las comunidades étnicas ubicadas alrededor de la ciudad; el Complejo Turístico de Quistococha; Mirador 12 de Mayo; Mercado Artesanal de San Juan (véase Lugares e institutos culturales en Iquitos). Experiencias especiales fuera de las zonas turísticas principales de la ciudad incluyen la Isla de los Monos, el Mariposario Pilpintuwasi, el circuito Iquitos-Zungarococha-Corrientillos-King Kong-Nina Rumi, y los distritos adyacentes Mazán, Indiana y Bellavista. La Biblioteca Amazónica es otro punto turístico en el ámbito cultural. La ayahuasca es conocida como punto de referencia cultural en Iquitos, y ha incrementado el turismo místico en la ciudad en los últimos años. La bebida hecha a partir de la liana Banisteriopsis caapi, es investigada por los occidentales con un fin medicinal y de estudio, y fue nombrada patrimonio cultural de la nación. La bebida es preparada por curanderos reputados en la ciudad, aunque peligrosamente existen estafadores que no tienen conocimientos adecuados para prepararlo.
Hasta finales de 2012, Iquitos recibió más de 250 mil turistas, el cual espera levantarse el 10 % rápidamente para 2013 con los vuelos internacionales abiertos en julio de 2012 y el río Amazonas como maravilla natural. Según TripAdvisor, Iquitos ganó el premio Travellers' Choice 2012 en el puesto 22 de «Los 25 mejores destinos en América del Sur». Iquitos también fue incluida en el puesto 6 en la lista de «las 10 ciudades destacadas del 2011» de Lonely Planet. En 2008, Chile se convirtió en uno de los países que más visita Iquitos.
Finalmente, Iquitos cuenta con una oficina de iperú, la red nacional de oficinas de turismo de PromPerú. Es una oficina estatal con información turística imparcial y gratuita a disposición de los turistas nacionales y extranjeros. Sus oficinas se ubican en la Sala de Llegadas del aeropuerto y el centro de la ciudad de la ciudad (plaza de Armas).

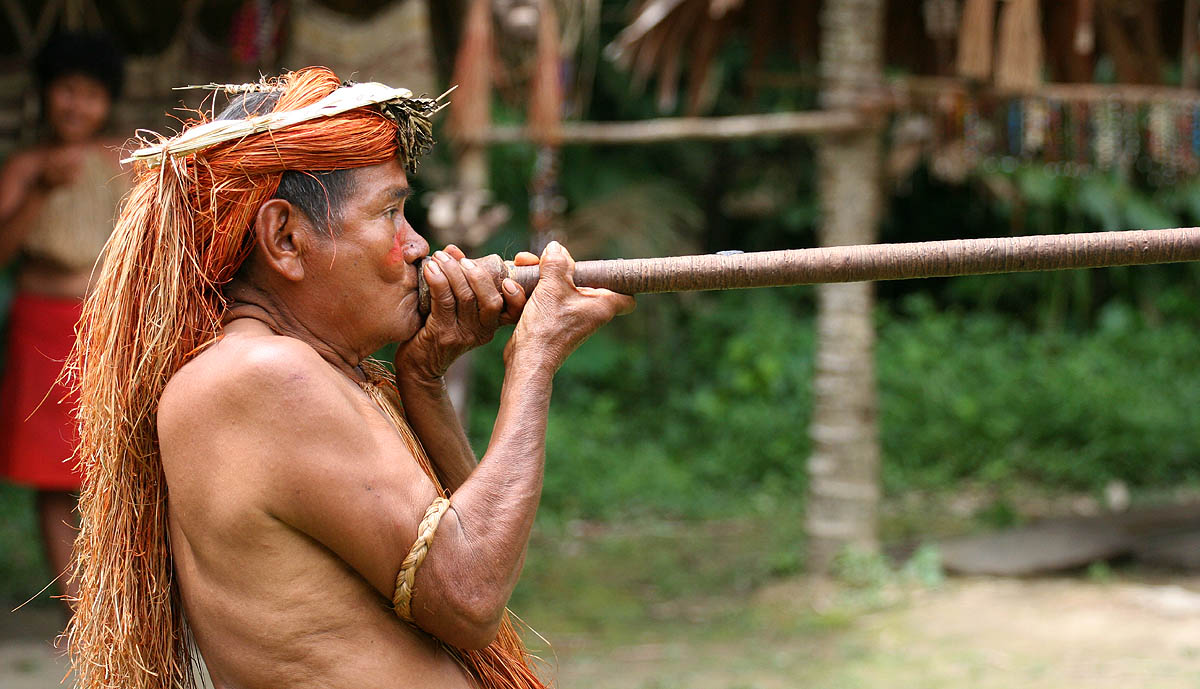
El turismo cultural hacia comunidades nativas, como la cultura yagua, es notable.
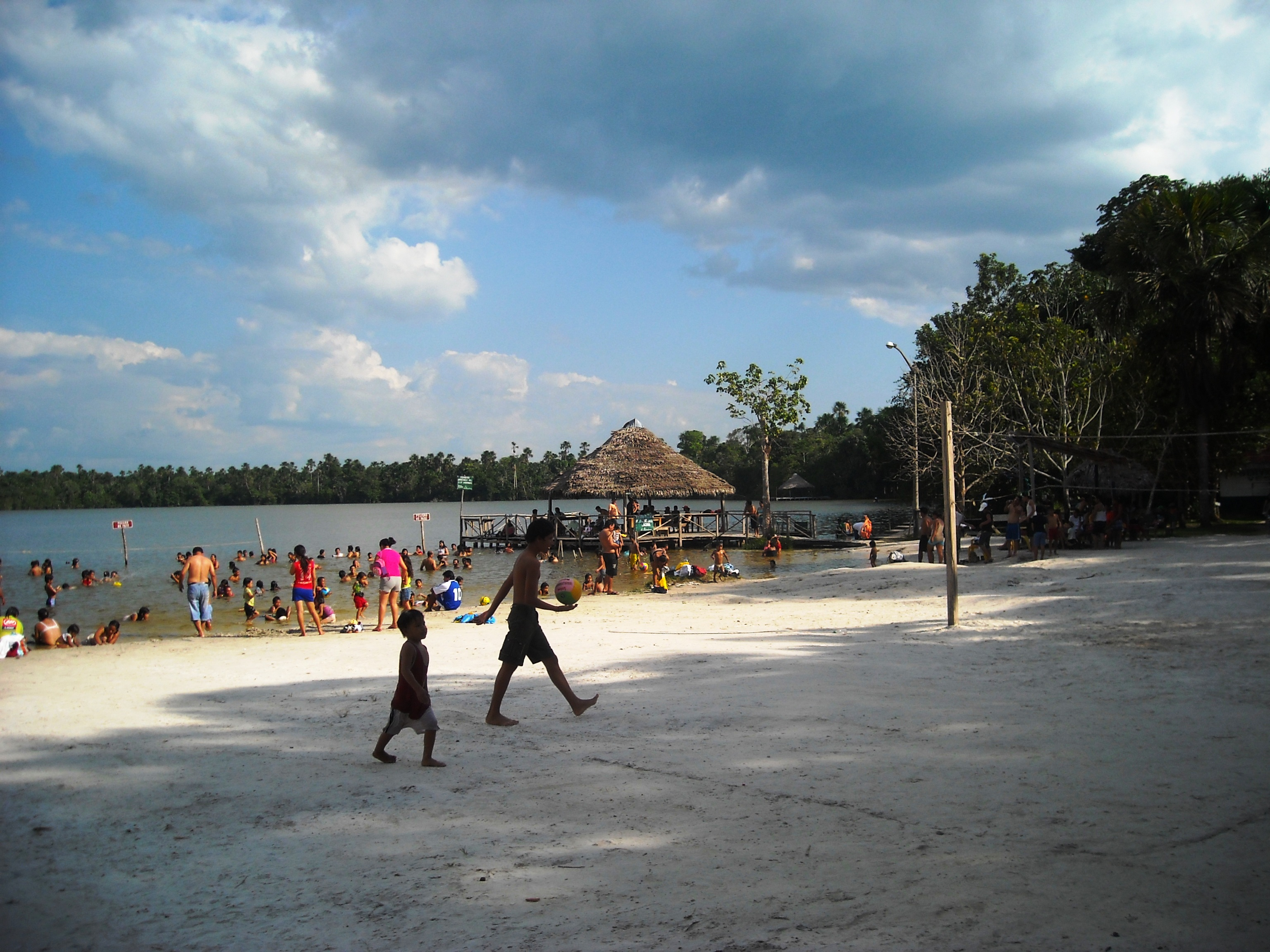
El Complejo Turístico de Quistococha recibe una importante afluencia de turistas.
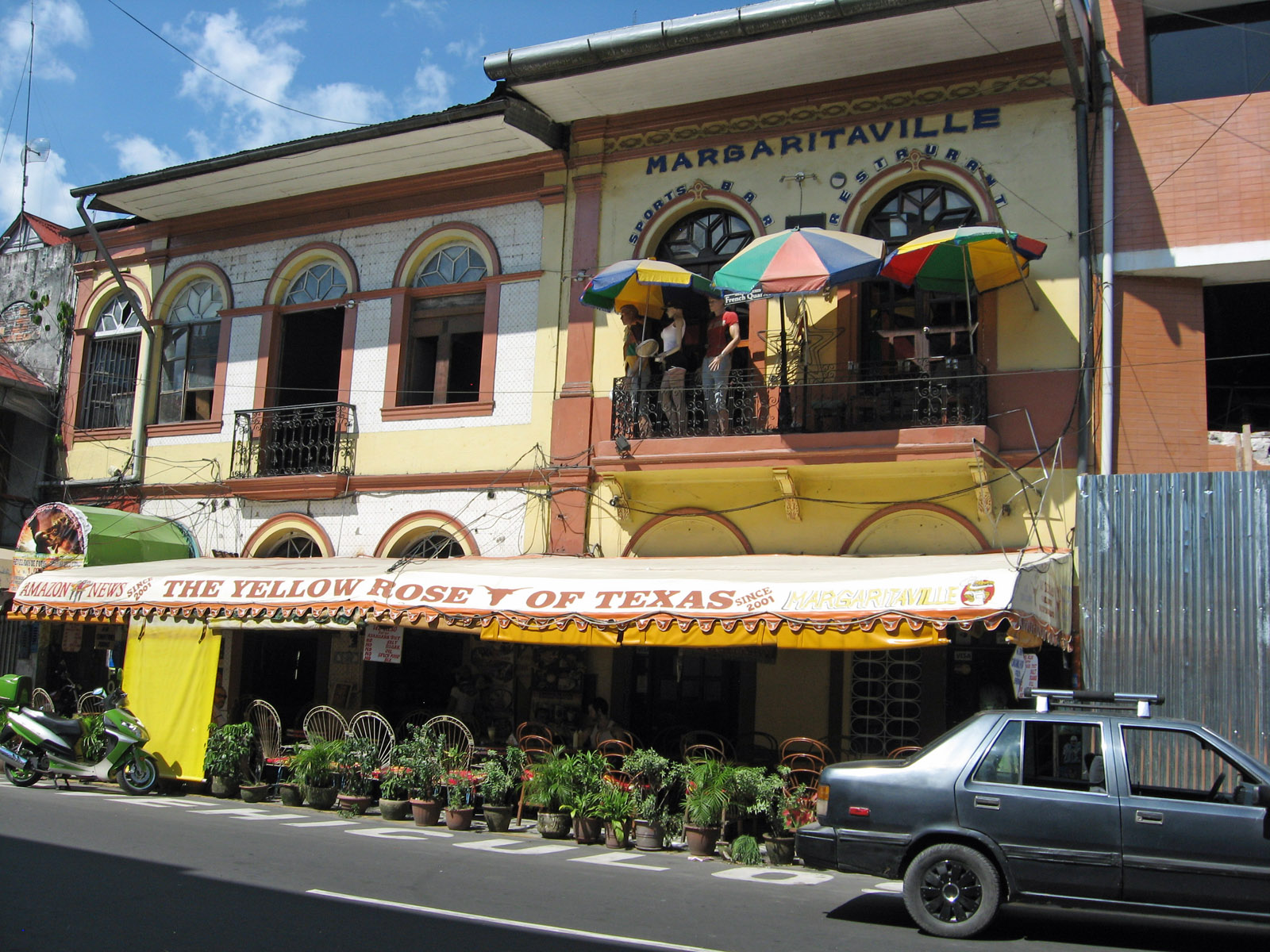
The Yellow Rose of Texas, restaurante para turistas de habla inglesa.

### Sector cuaternario
La ciudad ha avanzado progresivamente en la tecnología y estudios científicos que se han desarrollado en favor de la Amazonia, y en los últimos años, ha abarcado otros sectores para generar industria diferente. La tecnología ambiental y las ciencias ecológicas son aplicaciones primarias en las oficinas principales del Instituto de Investigaciones de la Amazonía Peruana que está ubicada en la ciudad, y realiza cruciales trabajos de investigación y desarrollo sobre la ecología de la Amazonía peruana. El instituto guarda alianza con varias entidades internacionales, tales como el Banco Mundial, e instituciones como la Universidad Nacional Agraria La Molina, Pontificia Universidad Católica del Perú, Universidad de Colorado, University of North Texas, Universidad de Illinois, Universidad de Leeds, entre otros. Después de visitar la ciudad en noviembre de 2013, la primatóloga Jane Goodall afirmó una potencial alianza con Iquitos por medio del programa Roots & Shoots. El Instituto de Medicina Tradicional (IMET), dependiente del estatal Seguro Social del Perú (ESSALUD), ejecuta proyectos de investigación científica sobre las propiedades de las plantas medicinales. El Centro Amazónico de Antropología y Aplicación Práctica (CAAAP) realiza estudios antropológicos de los pueblos amazónicos.
La ciudad también es hogar de numerosos proyectos ecológicos nacionales e internacionales relacionados con la ornitología y herpetología. La Universidad Cornell tiene una estación de campo denominada «Laboratorio de Campo Amazónico Esbaran de la Universidad Cornell». Fundada en julio de 2011 bajo la dirección del doctor Eloy Rodríguez, las instalaciones está dedicada a la educación, conservación y el descubrimiento de compuestos medicinales novedosos desde la química aplicada. El laboratorio de campo se esfuerza en estudiar y catalogar la diversidad biológica encontrada a lo largo de la cuenca del río Yarapa. Esto proporciona investigaciones con experiencia de campo en el rango general de disciplinas necesarias para la tarea. Otro mayor objetivo es de explorar derivados de valor añadido de la biodiversidad. Esto incluye ambos tangibles retornos, en la forma de nuevos descubrimientos en las ciencias biomédicas y relacionadas, así como los bienes menos tangibles, como la promoción de ecoturismo y la ética ecológica. Trabajan para asegurar los beneficios para las comunidades locales y para integrar a estudiantes e investigadores para su participación. La sede oficial del Sistema de Información de la Diversidad Biológica y Ambiental de la Amazonía Peruana se encuentran en la ciudad, el cual posee una importante base de datos en línea con información sobre la diversidad biológica y ambiental de la Amazonia Peruana.
Mientras tanto, IquitosHack 2015 (Congreso Regional de Estudiantes en Ingeniería de Sistemas e Informática UNAP 2015) está programado a ser uno de los primeros congresos de tecnología de la ciudad, que incluye participaciones de representantes peruanos de Microsoft y Fundación Mozilla, y patrocinada por la Universidad Nacional de la Amazonia Peruana, el Gobierno Regional de Loreto y FISI-UNAP.

## Transporte y comunicaciones

### Regulación urbana
El transporte de Iquitos está regulado por la Gerencia de Tránsito y Transporte Público de la Municipalidad Provincial de Maynas.
El autorickshaw es el transporte público más común, y existen más de 25,000 unidades circulando hasta la fecha. Localmente, el vehículo tiene el nombre de motocarro o mototaxi. Los modelos CCG125 NL, CCG125 NLP y CG150 NL están más presentes, según Honda. La tarifa de pasaje del motocarro se acuerda vía regateo, no con taxímetro. En el caso de las personas que cuentan con un transporte propio, usan una scooter o una motocicleta, ambas llamadas indistintamente como moto. Existen seis modelos de motocicletas presentes en circulación como CGL Terra, CBF 150, Storm 125, XR 125, Wave Style y Wave Evolution.

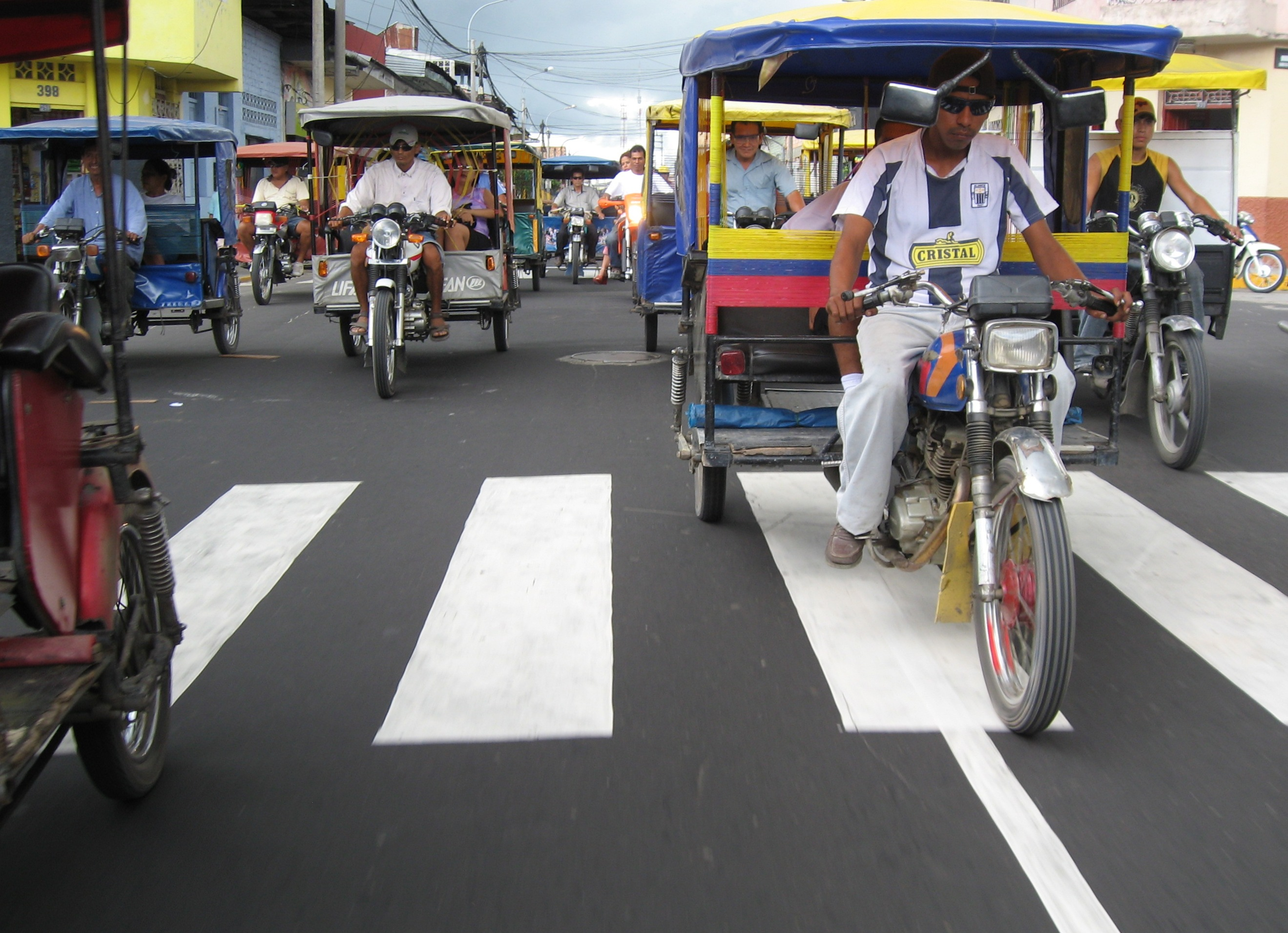
Autorickshaw, localmente conocido como motocarro.
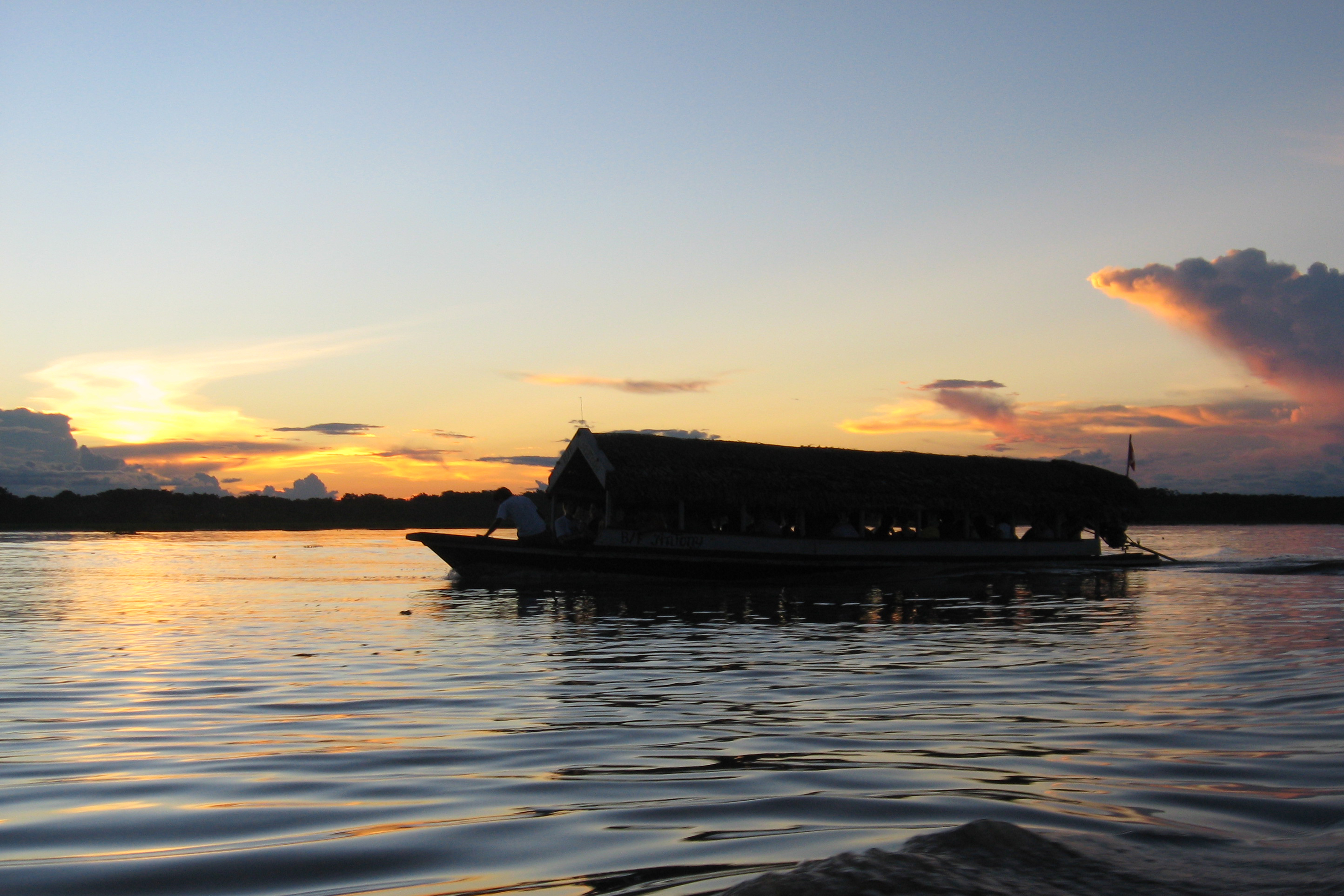
Llevo-llevo, un tipo de transporte navegando en el río Amazonas.

### Servicio de bus
Iquitos tiene un servicio de bus público en expansión, y es la única ciudad amazónica que cuenta con uno. El autobús recibe nombres como «micro», «jumbo» y «colectivo» por la población. Notablemente, es un vehículo rígido de un solo piso, construido a base de madera, y tiene una capacidad de 40 pasajeros. Guardan cierta similitud con los diablos rojos usados en Panamá.
El sistema de bus es amplio y está conformado por varias empresas de transporte, tales como Doña Eva, El Dorado, Virgen de Loreto, Selva, San Juan, Virgen Rosa Mística, entre otros. Cada autobús recibe una mano de pintura específica que incluyen el rojo, verde esmeralda (apodado «pulpín»), magenta, amarillo, negro de humo, gris ceniza y añil.
| Línea | Terminales | Terminales                                   | Terminales | Diagrama de viaje | Notas |
| --- | ---------- | -------------------------------------------- | ---------- | ----------------- | ----- |
| 1 |            |                                              |            |                   |       |
| Punchana Bellavista-Nanay                                                                                               | ↔          | San Juan Bautista LO-103                     |            | --                |       |
| 5 |            |                                              |            |                   |       |
| Punchana Avenida Navarro Cáuper                                                                                         | ↔          | San Juan Bautista LO-103 Barrio del Terminal |            | --                |       |
| 6 |            |                                              |            |                   |       |
| Punchana Avenida 28 de Julio                                                                                            | ↔          | San Juan Bautista LO-103 Barrio del Terminal |            |                   |       |
| 11 |            |                                              |            |                   |       |
| Punchana Bellavista-Nanay                                                                                               | ↔          | San Juan Bautista LO-103 Barrio del Terminal |            | --                |       |
| 16 P |            |                                              |            |                   |       |
| Punchana Masusa | ↔          | San Juan Bautista LO-103                     |            | --                |       |
| 20 |            |                                              |            |                   |       |
| Punchana Bellavista-Nanay                                                                                               | ↔          | San Juan Bautista LO-103 Barrio del Terminal |            | --                |       |
| 24 |            |                                              |            |                   |       |
| Punchana Avenida 28 de Julio                                                                                            | ↔          | San Juan Bautista LO-103 Secada Vignetta     |            | --                |       |
| 25 |            |                                              |            |                   |       |
| Punchana Avenida 28 de Julio                                                                                            | ↔          | San Juan Bautista LO-103 Barrio del Terminal |            | --                |       |
| 26 |            |                                              |            |                   |       |
| Punchana Avenida 28 de Julio                                                                                            | ↔          | San Juan Bautista LO-103                     |            | --                |       |
| 30 |            |                                              |            |                   |       |
| Punchana Avenida 28 de Julio                                                                                            | ↔          | Iquitos Senati                               |            | [ 248 ]           |       |
| 40 |            |                                              |            |                   |       |
| Punchana Bellavista-Nanay                                                                                               | ↔          | San Juan Bautista LO-103                     |            | --                |       |
| 49 |            |                                              |            |                   |       |
| Punchana Bellavista-Nanay                                                                                               | ↔          | San Juan Bautista LO-103                     |            | --                |       |
| 52 |            |                                              |            |                   |       |
| Punchana | ↔          | San Juan Bautista LO-103 Barrio del Terminal |            | --                |       |
| 58 |            |                                              |            |                   |       |
| Punchana Avenida 28 de Julio                                                                                            | ↔          | San Juan Bautista LO-103                     |            | --                |       |
| 60 |            |                                              |            |                   |       |
| Punchana Masusa | ↔          | San Juan Bautista LO-103                     |            | --                |       |
| - Nota: Este es un cuadro referencial inconcluso sobre las principales rutas en Iquitos. Existen más rutas disponibles. |            |                                              |            |                   |       |

### Aéreo

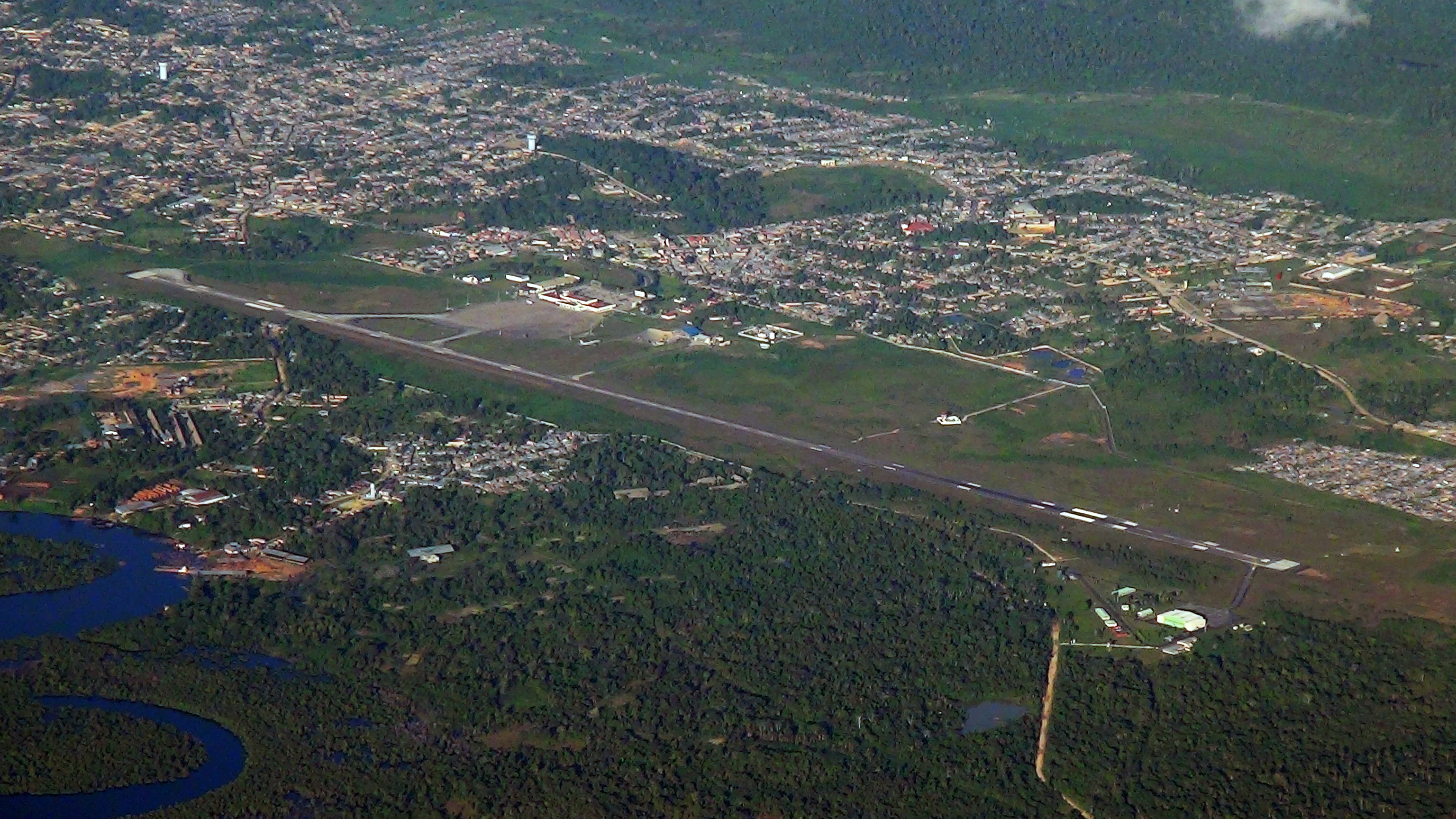
Vista aérea del Aeropuerto Internacional Coronel FAP Francisco Secada Vignetta desde el suroeste.

Iquitos está servido por el Aeropuerto Internacional Coronel FAP Francisco Secada Vignetta, uno de los aeropuertos más importantes del norte del país y actualmente con bastante movimiento turístico, debido a que operan vuelos nacionales e internacionales. En la terminal nacional, existen líneas con rutas a Lima y otras provincias peruanas. En el terminal internacional, hay vuelos hacia la ciudad de Panamá los días miércoles y sábados conectando desde/hacia USA, México, Canadá, América Central y el Caribe, Colombia, Ecuador y Brasil. Existen entre 8 a 9 vuelos diarios a Iquitos desde Lima, algunos hacen escala en Pucallpa o Tarapoto y 2 frecuencias internacionales por semana con Copa Airlines a la ciudad de Panamá. Las rutas aéreas son servidas por cuatro empresas: LAN Perú, Peruvian Airlines, Star Perú y Copa Airlines. El vuelo directo entre Lima e Iquitos dura 1 hora con 45 minutos. Copa Airlines proporciona a la ciudad vuelos internaciones con Panamá y las Américas desde el 14 de julio de 2012, actualmente conectando a 69 destinos. American Airlines programaría vuelos para Iquitos con Estados Unidos. Desde junio de 2011, el Gobierno Central del Perú proporcionó dos de Havilland Canada DHC-6 Twin Otter para realizar operaciones en toda la región.
El aeropuerto internacional tuvo en 2013 un tráfico de pasajeros entre 500 001–1 000 000, y un tráfico aéreo de carga entre 1 000 001–33 300, el cual compartió la misma categoría únicamente con el Aeropuerto Internacional Jorge Chávez. A nivel internacional, recibió un flujo de pasajeros entre 101–10 000 y un flujo de carga superior entre 1 000 001–195 335 347

### Fluvial

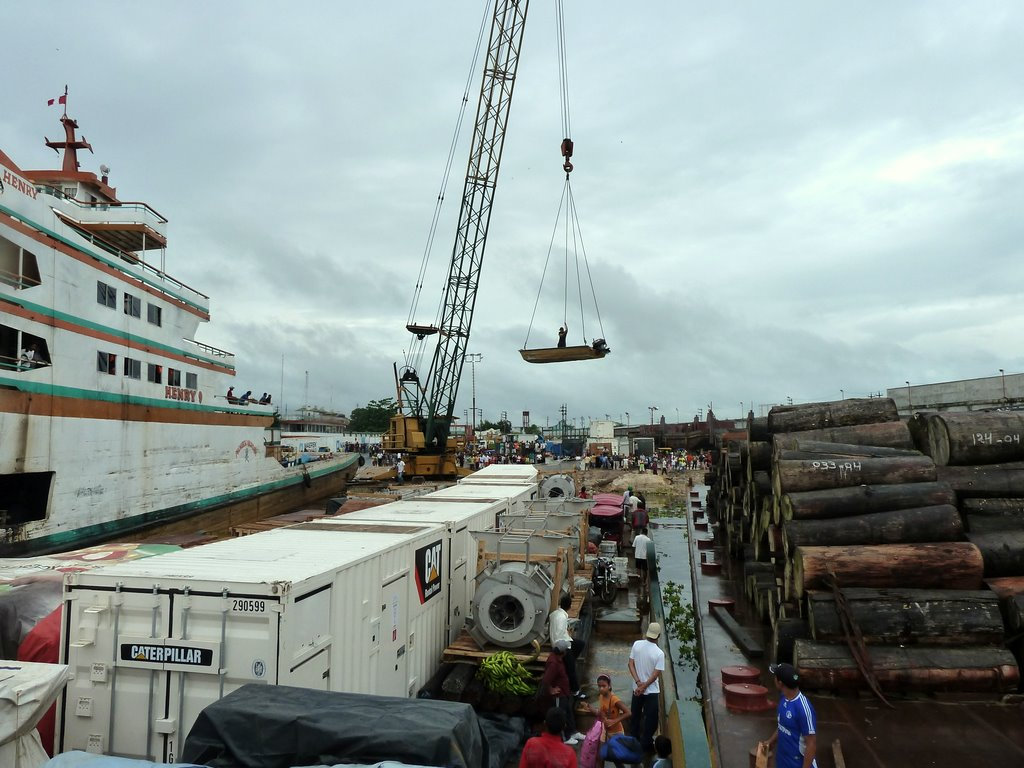
Movimiento industrial en un embarcadero de Iquitos.

La ciudad se beneficia del Puerto de Iquitos, y tiene una recepción alta. El sistema de embarcaderos y puertos son puntos de interés para el movimiento comercial de la ciudad. A Iquitos se puede llegar desde cualquier puerto navegable peruano o extranjero en el río Amazonas. Los principales puertos fluviales desde donde parten embarcaciones hacia Iquitos son Pucallpa (río Ucayali), Yurimaguas (río Huallaga, puerto fluvial cercano a Tarapoto) y a Santa Rosa de Yavarí, ubicado frente a la frontera con Colombia y Brasil, desde donde se puede acceder a Leticia y Tabatinga respectivamente. También existe ruta fluvial hacia la capital de distrito de Cabo Pantoja (río Napo), en la frontera con el Ecuador. Las compañías Viking Cruises y Mystic Cruises han programado rutas fluviales Iquitos-Manaos. Actualmente, existen los Terminales Portuarios Henry y Petroperú que sirve de un flujo de transporte fluvial a la ciudad. Entre los principales embarcaderos y terminales, que conforman la Estación Andoas (Petroperú), Embacardero Jíbaro (Pluspetrol), Embarcadero Andoas (Petroperú), el Terminal Portuario Petroperú, el Terminal Portuario de Iquitos, el Embarcadero GLP Amazónico, Embarcadero Villa Trompeteros (Pluspetrol), Terminal Portuario Malvinas y el Embarcadero Saramiriza - Estación 5 (Petroperú) existe una dinámica de carga movilizada, que reportó un índice total de 1017 de toneladas métricas en 2012, que abarca todos los tipos de operaciones como importación, exportación, cabotaje, transbordo y tránsito.

### Red viaria

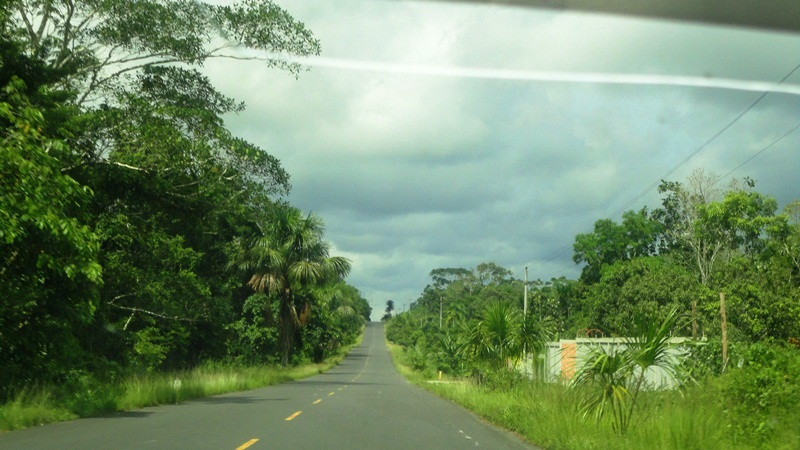
Carril norte hacia Iquitos de la Ruta LO-103.

La ciudad es ampliamente considerada como la ciudad continental más grande que es inaccesible por carreteras, motivo por el cual el costo de vida en esta ciudad y pueblos de la región, es generalmente más alto que el estándar peruano. Solo posee la Ruta Departamental LO-103 que la une a Nauta, a 105 km al sur de Iquitos, y la Ruta Nacional PE-5N I con innumerables pueblos al norte de la ciudad hasta llegar remotamente al distrito de Putumayo, en la frontera septentrional del Perú. Gracias a este relativo aislamiento geográfico, Iquitos está rodeado por bosques que conservan aún características propias del ecosistema amazónico, parte de estos ecosistemas se pueden apreciar en la Reserva Nacional Allpahuayo-Mishana a 26 km al sur de la ciudad. A pesar de su eventual desconexión con el resto del País, existe próximos proyectos de conexión que conectará Iquitos a otras ciudades amazónicas, (como a Yurimaguas y a San Antonio del Estrecho).
A continuación, se presenta la lista de vías que se proyecta desde Iquitos, pero no llegan a conectar con otra vía mayor. La única vía mayor es la Ruta Nacional PE-5N I.
| Identificador | Denominación              | Itinerario |
| ------------- | ------------------------- | --- |
|               | Ruta nacional PE-5N I     | Extensa vía que inicia en Iquitos, cruza el futuro Puente Nanay, y culmina en el río Putumayo, en la frontera septentrional con Colombia. |
|               | Ruta departamental LO-103 | Extensa vía que inicia en Nauta, y culmina en la ciudad de Iquitos. Popularmente llamada Carretera Iquitos-Nauta.                         |
| LO-500        | Ruta vecinal LO-500       | Empieza en la Ruta departamental LO-103, cruza Punchana y culmina en Sta. María de Nanay.                                                 |
| LO-501        | Ruta vecinal LO-501       | Empieza en la Ruta departamental LO-103, y culmina en Pampachica                                                                          |

### Ferrocarril
El tren Iquitos—Yurimaguas es una futura red de transporte ferroviario, el primero como terrestre en la historia de la ciudad, y que entraría en construcción en 2013. Establecer la línea ferroviaria costaría 2,400 millones de soles, y tendría una extensión de 576 km, con 4 estaciones principales y 15 intermediarias aún por definir. El Consorcio Ferroviario de la Selva, conformada por la empresa española Getinsa y la peruana Oistsa, se encarga en los estudios de suelos y la geotecnia. Como objetivo, el tren estaría beneficiando el turismo, la economía y la agroindustria tanto de Iquitos como de Yurimaguas. El tren conectaría a Iquitos con otras localidades como Túpac Amaru, San Regis, Miraflores, Santa Clara, San Pedro I y II, Santa Rosa, San Roque, Roca Fuerte, San José de Saramuro, Maypuco, Parinari y Urarinas, así como estaciones en Santa Elena, Pucacuro, Naranjal, Porvenir, Libertad, Lagunas, Jeberos y Yurimaguas. El proyecto ha generado críticas polarizadas, algunos considerándolo casi utópica, no rentable y cara. A pesar de las críticas, la presidenta de Brasil, Dilma Rousseff, expresó públicamente su interés en el proyecto.

## Patrimonio histórico-artístico

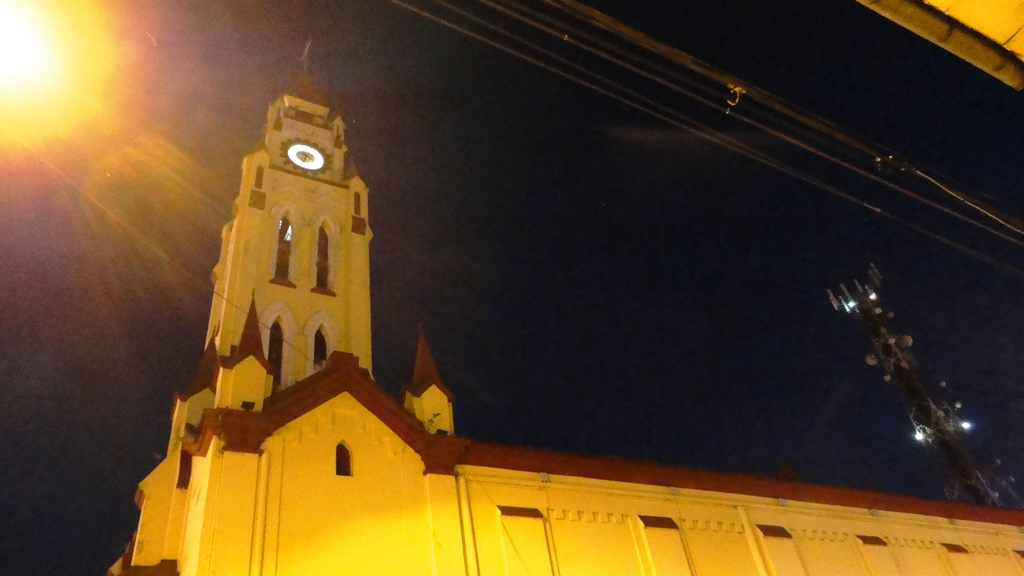
Catedral de Iquitos.

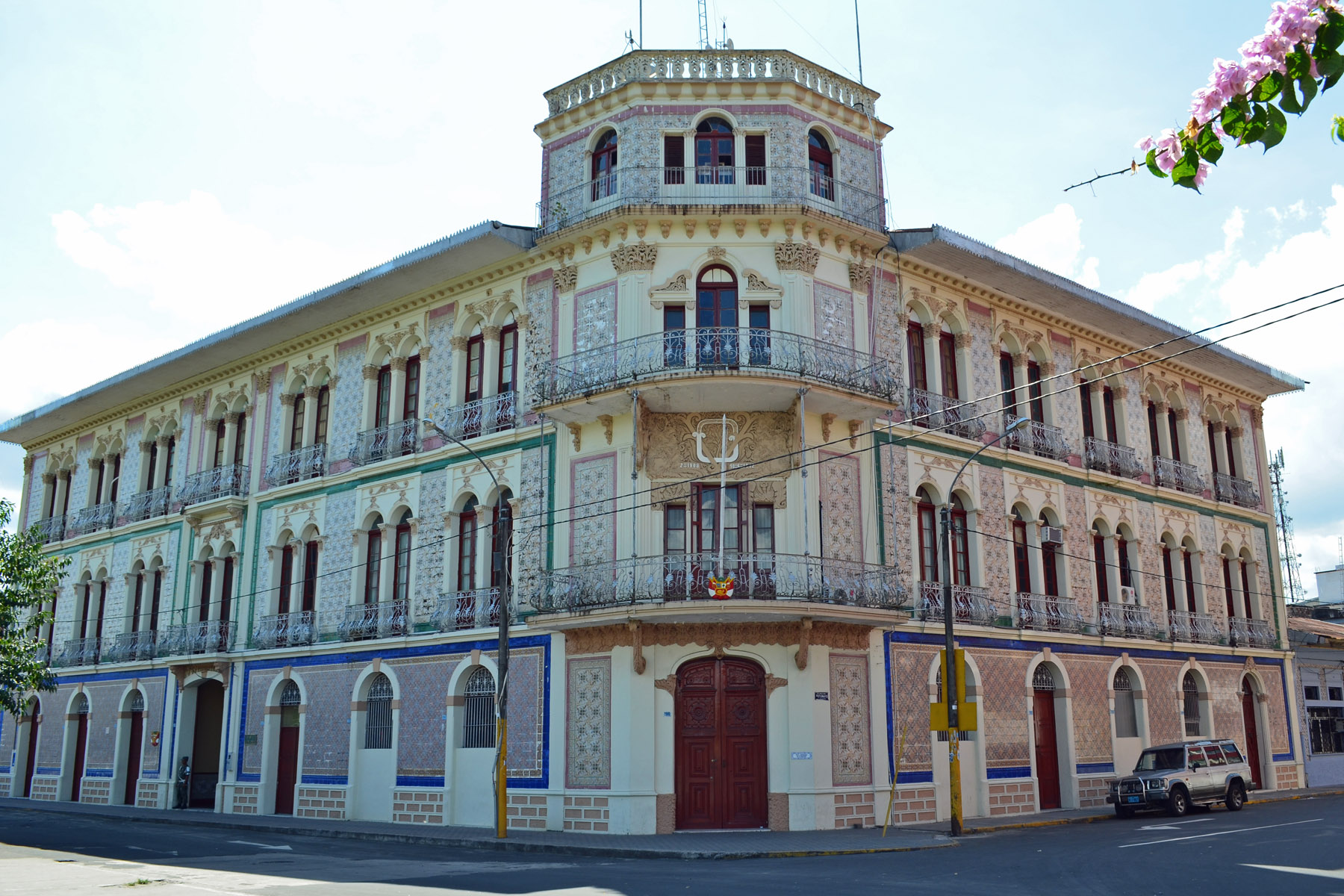
Ex Hotel Palace.

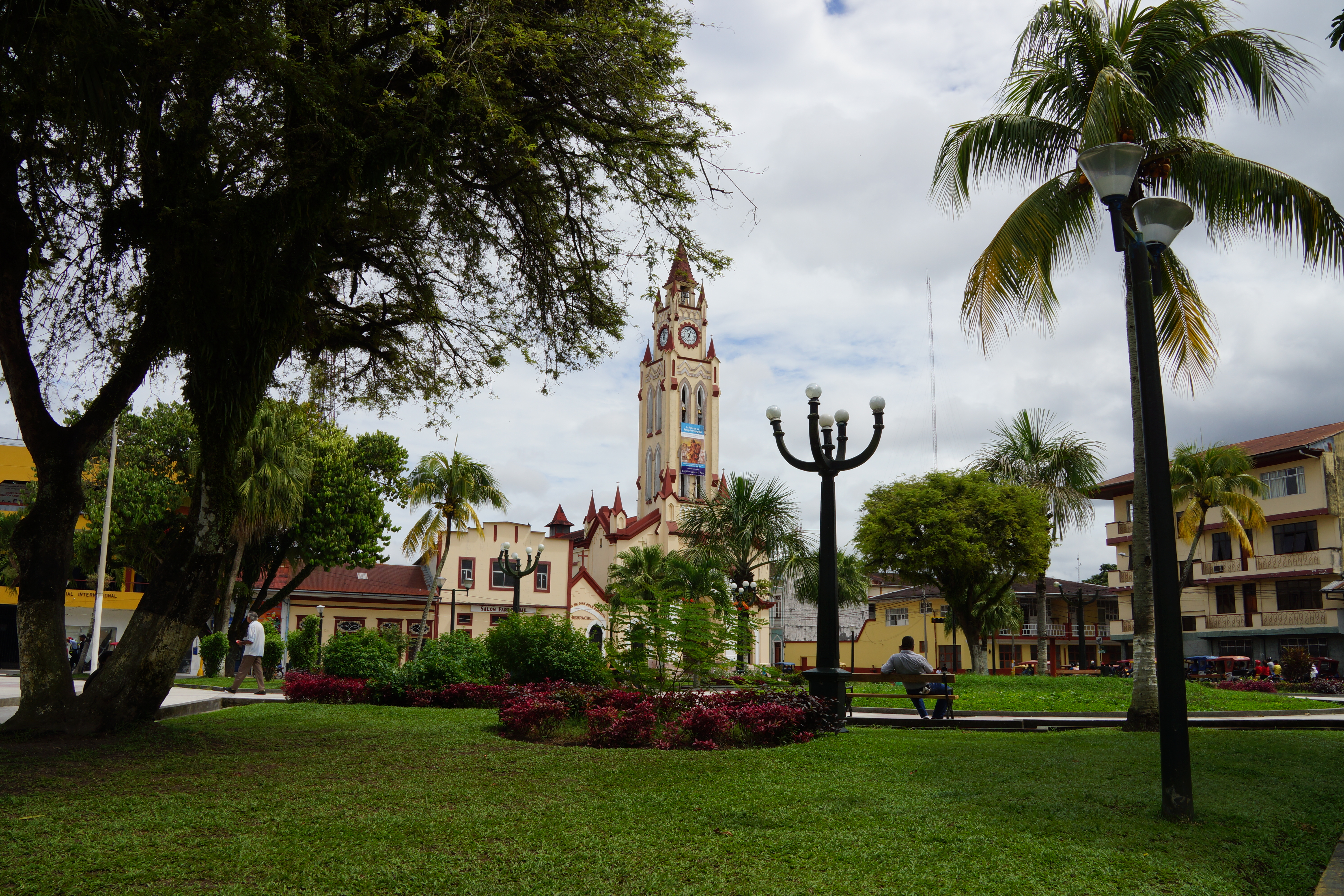
Plaza de Armas con la Catedral de Iquitos en segundo plano.

Iquitos tiene edificios arquitectónicamente significativos en una particular gama de remanentes estructurales que fueron construidas durante la fiebre del caucho de los años 1880. La Zona Monumental de Iquitos alberga las arquitecturas históricas de esa época. Conforman principalmente edificios con estilo europeo con azulejos cerámicos importados de Italia y Portugal, y su única arquitectura francesa metálica llamada la Casa de Fierro, diseñada por Gustave Eiffel, quien levantó la casa originalmente en París para una exhibición de 1878. Sin embargo, la estructura europea no es el único atractivo urbano: la ciudad también se caracteriza por la arquitectura rústica o convencional como los palafitos y chozas que están localizados principalmente en los perímetros y pueblos jóvenes de la ciudad.
En una descripción de la arquitectura iquiteña, el arquitecto Augusto Ortiz de Zevallos dijo:

El país tiene allí [en Iquitos] uno de sus mejores y más personales conjuntos de arquitecturas locales; patrimonio que ninguna especulación tiene derecho a desmontar
Augusto Ortiz de Zevallos

Históricamente, cuando Iquitos era una villa, los primeros pobladores de los asentamientos nativos construyeron sus viviendas con palos y hojas con recursos naturales, los cuales fueron personalizadas para protegerse del clima, la fauna y otros peligros. Los estilos de vivienda de esos asentamientos conforman las malocas y cocameras, usadas como casas comunales. Otras arquitecturas convencionales particulares, caracterizadas por su firmeza y condiciones isotérmicas, se categorizan en tres tipos de casa: de quincha —forjadas con horcones y cañabrava—, de tapial —resistente e isotérmica— y de adobe —firme y con la misma condición isotérmica. Las primeras construcciones de edificaciones de material noble se hizo antes de la fiebre del caucho. El 5 de enero de 1864 se construyó las primeras edificaciones como la Factoría y el Apostadero Fluvial. En 1872, el Palacio de la Prefectura fue construido con una arquitectura primitiva.
La bonanza del caucho de 1880 ocasionó un intenso cambio en la faz arquitéctónica de Iquitos. Extranjeros y barones del caucho trajeron con ellos su influencia de países como España, Portugal, Francia, Alemania, y descendientes como sefardíes, no obstante, la mayoría de los arquitectos fueron españoles, italianos y peruanos. José de Jesús Reátegui y un grupo de jóvenes construyeron las principales características urbanas de la ciudad en los años de la bonanza, incluyendo la iglesia matriz de Iquitos. En la creencia popular del Iquitos del siglo XIX, el hierro era considerado como un material poco humano y estético, pero Gustave Eiffel logró que la Casa de Fierro se convirtiera en un punto atractivo de la ciudad, a pesar de que históricamente la construcción prefabricada no era destinada para Iquitos. El estilo barroco y rococó también influenciaron en la arquitectura de Iquitos, y la defensa contra las lluvias (usando losas)fue otra característica única proporcionada para los edificios. A pesar de que algunas edificaciones desaparecieron, cerca de 90 inmuebles arquitectónicos están declarados como patrimonios arquitectónicos de Loreto.

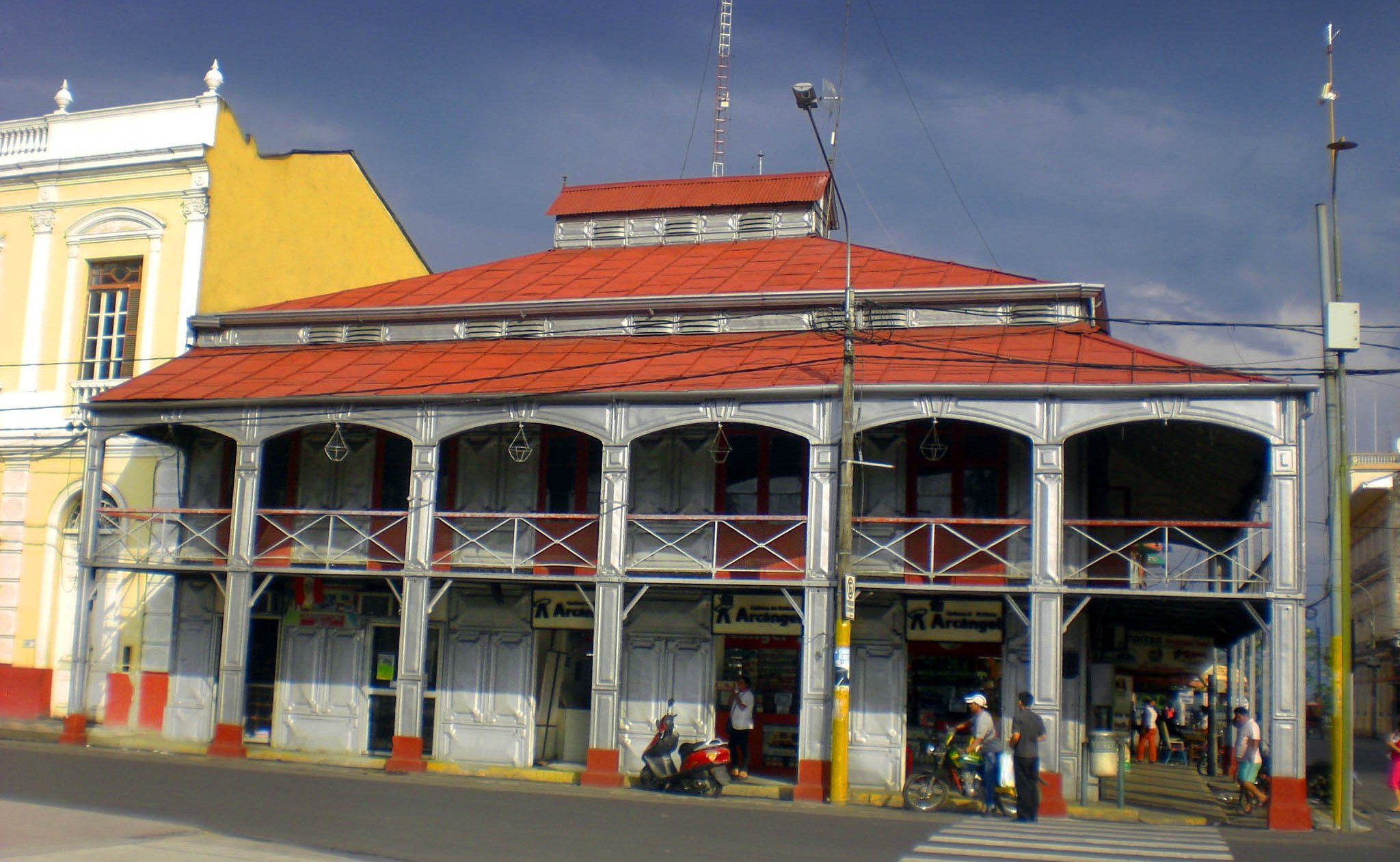
Casa de Fierro.
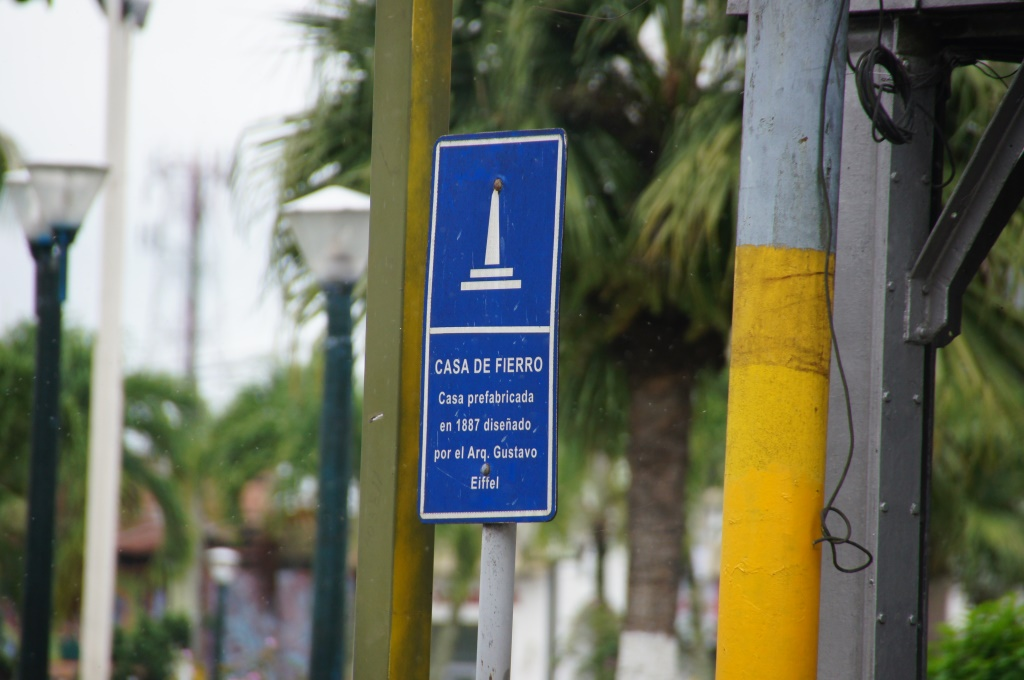
Rótulo oficial de monumento histórico de la Casa de Fierro.
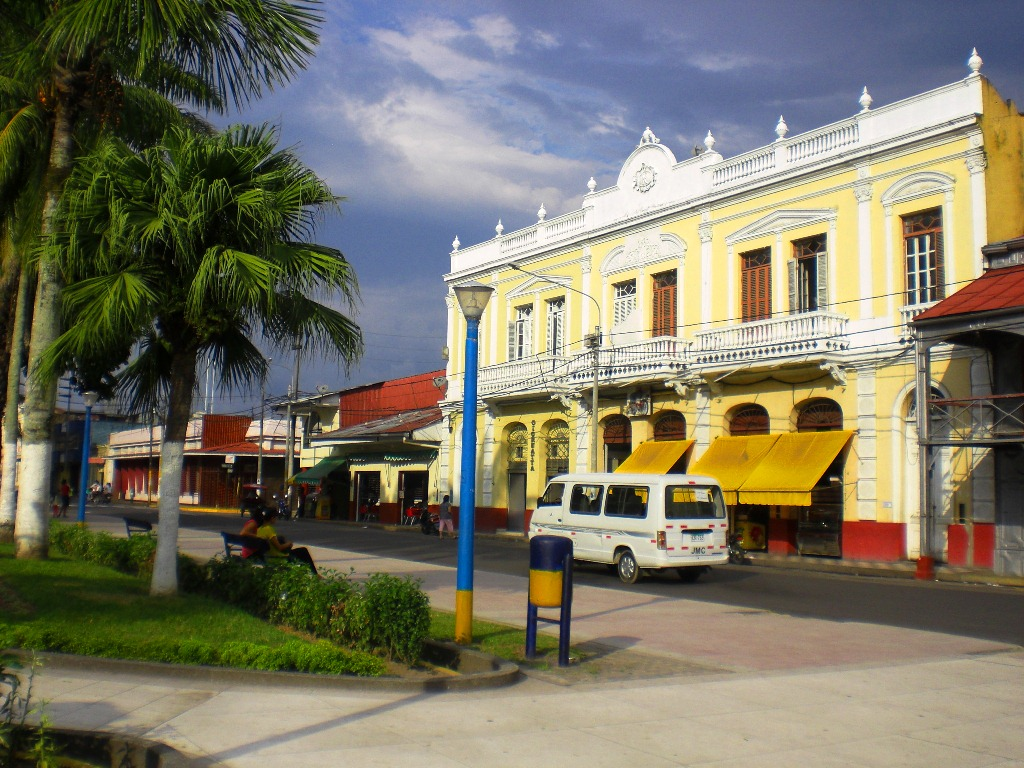
Casa Pinasco.

## Cultura y vida contemporánea

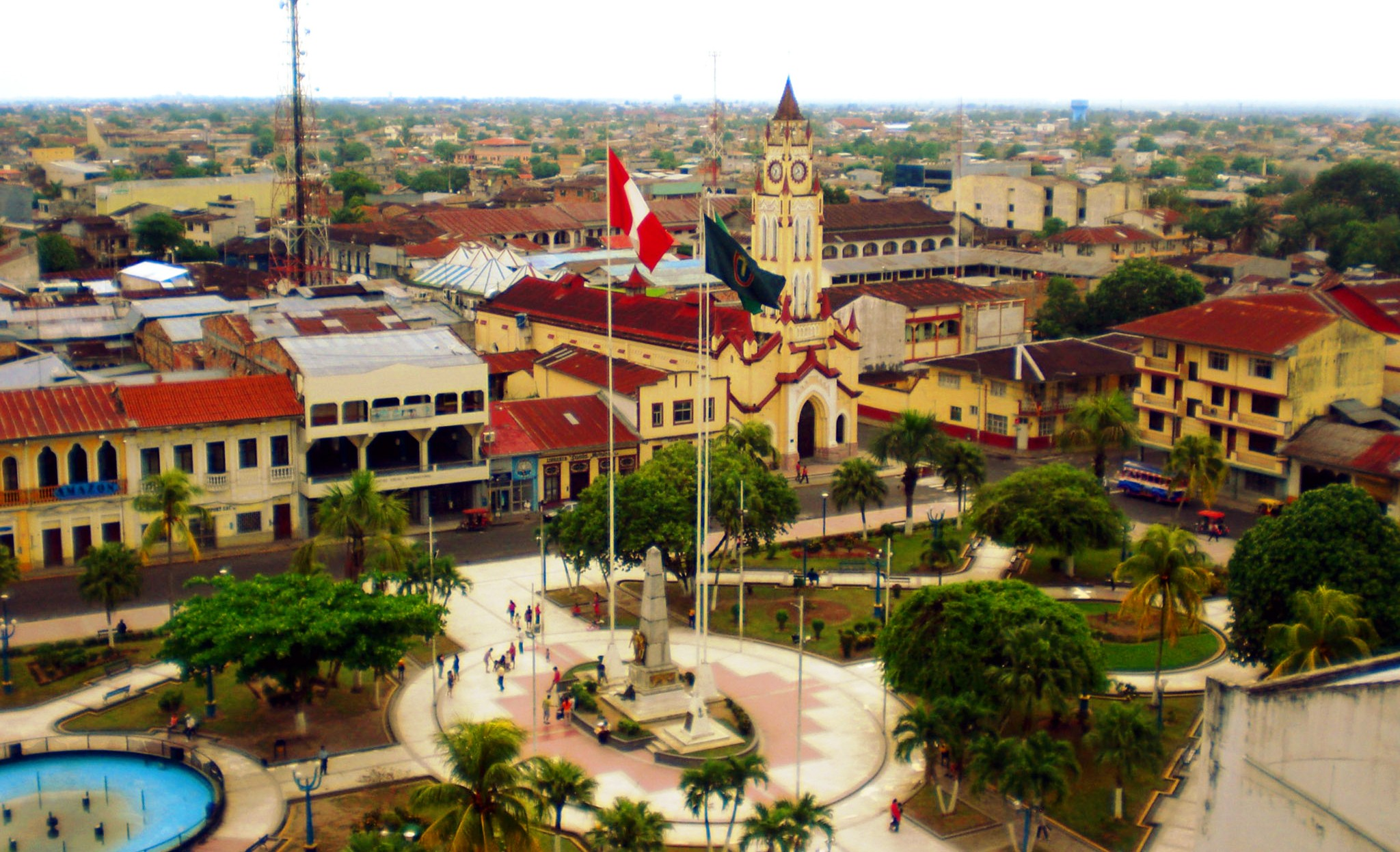
La plaza de Armas y la iglesia matriz en el Centro de Iquitos

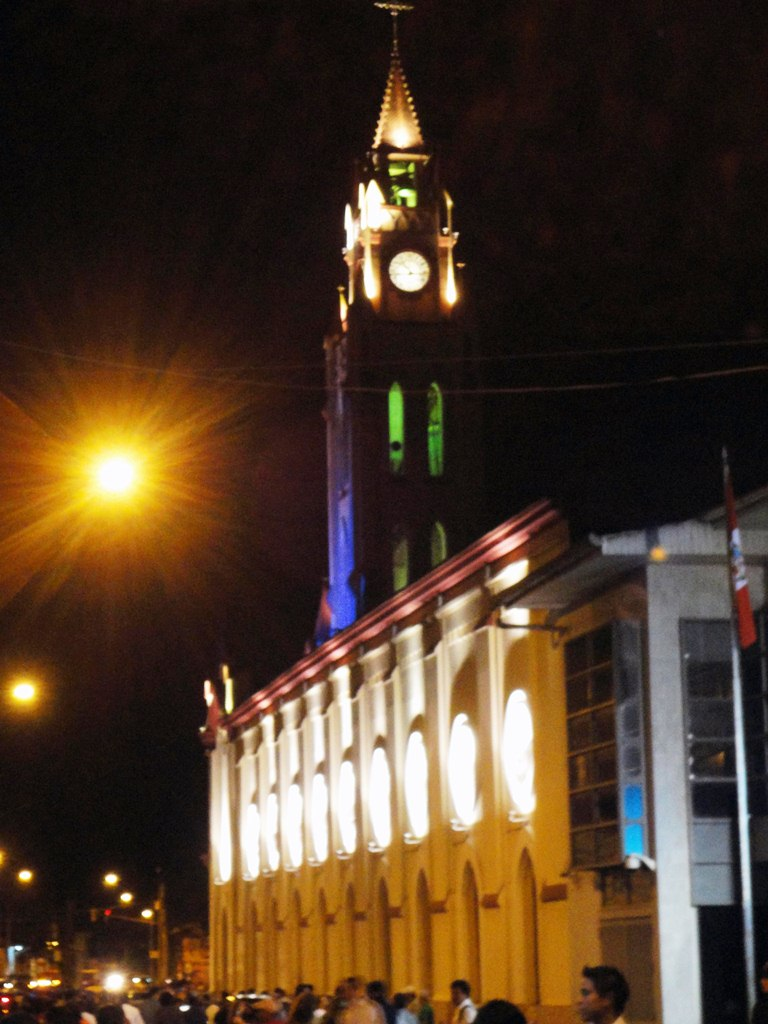
Iglesia matriz de Iquitos iluminada con luces internas que mudan de color. Está caracterizada por su estilo neogótico y su reloj suizo, y es considerada el símbolo de Iquitos.

Iquitos tiene una cultura enérgica, particular, compleja y variada, con una vida contemporánea rebosante y ajetreada. Está descrita como «una ciudad cosmopolita con raíces amazónicas» y es considerada un centro cultural que resume las artes de la Amazonía Peruana, según Lonely Planet. Varios nativos llegan a la ciudad para presentar bailes y vender artesanías. La ciudad también reúne costumbres y tradiciones que se mantuvieron a través de los años y en el calendario iquiteño, entre ellas sus festividades, culinaria y bebidas, dialecto, artesanía, pintura, arquitectura y la mitología de la Amazonia peruana. Actualmente, su cultura está pasando por una transición impetuosa hacia un nivel contemporáneo que preserve su identidad amazónica con movimientos artísticos innovadores para contrarrestar el evidente desinterés, privación y disonancia cultural que imbuye a la mayor parte de la población.
La compleja vida cultural de Iquitos está conformada principalmente por iquiteños nativos, peruanos de otras regiones del país, brasileños, colombianos, chinos, estadounidenses, etnias asentadas y expatriados (enclave de estilo de vida), junto a una reunión cosmopolita amazónica de estilos musicales, visuales, artesanales, interculturales, literario, idiomáticos, comerciales, dialectal e idiosincrásicos. La expresión «cultura charapa» generalmente refiere al movimiento social, cultural y artístico originario de Iquitos, aunque el término «charapa»
Varios periodistas han intentado describir a Iquitos, y destacaron que tiene una naturaleza surreal, onírica, novelesca, y romántica «con un poco de caos», y su escena sugiere sutilmente lo antiguo. Como artículo seleccionado para The New York Times, Nina Burleigh dio una estilizada descripción de la ciudad desde una perspectiva estadounidense: «Si te gusta tus Cayos de la Florida circa 1930, con Hemingway y los traficantes de armas, o si estás simplemente escapando de un mal divorcio, el I.R.S., o cargos de delito grave, Iquitos es el lugar. [...] Lo surreal es simplemente real en Iquitos, la orgullosa "Capital del Amazonas"».
Escribiendo para The Sydney Morning Herald, Jade Richarson escribió: «Aunque soy una veterana de varias aventuras por América del Sur, Iquitos me atrajo con extrañeza —una ciudad de la selva parece una contradicción y esta sería mi primera visita al Amazonas para incluir los lujos cosmopolitas de una cama de verdad y tiendas. Estoy fascinada por la audacia al existir una ciudad así, miles de kilómetros de cualquier lugar y sin caminos para llegar.» Edwin Chávez describió la compleja esencia de la idiosincrasia: «Nada más adecuado que pensar en una ciudad novelesca como una ciudad de expiación. Iquitos es una isla, rodeada de un río inmenso e inconmensurable, una isla porque vaya uno a donde vaya se cruzará con agua dulce y tibia, con lanchas y peque-peques, con hombres al sol y niños en la playa, con sirenas y gallinazos y mitos. Una ciudad que afrontó conflictos y guerras contra tres países, que sufrió considerables luchas internas y hasta le crearon por algunos meses una moneda propia. Isla, sí; ciudad, sí.»

### Folclore y mitología
A pesar del cosmopolitismo urbano, la Amazonia influye enormemente a la ciudad. El legado amazónico tuvo que atravesar un costoso filtro histórico, la Fiebre del Caucho, para permanecer influyente para la ciudad. La cultura iquiteña, simplificándonos a su protagonismo en la época, nació como «antiindígena», donde el hombre nativo era utilizado como esclavo. Sin embargo, a finales del siglo XIX e inicios del XX, la inmigración tupí-guaraní a la ciudad impregnó en la ideología amazónica en desarrollo. Esto dos polos extremadamente opuesto colisionaron y resultaron en una dinámica cultural compleja, aún más por la migración adicional de extranjeros, costeños, andinos y ribereños hacia Iquitos. Aún está en discusión si la configuración plurifamiliar de la maloca influenció en la distribución interna del hogar iquiteño, definido por un ambiente que divide ligeramente entre habitaciones y permite la libre comunicación entre sus integrantes. Por otro lado, la tradición iquiteña practica el consumo de la cocina y bebida regional como valorización de lo amazónico.
Las mitologías amazónicas más mencionadas en Iquitos incluyen a la Sachamama, el Tunche, el Yacuruna, el Chullachaqui, la Runamula, el Bufeo Colorado, el Ayaymama y la Tanrilla. El origen de Iquitos también está incluida dentro de la mitología. Según la leyenda, los iquitos antiguos fueron aterrorizados por un jaguar que vivía tierra adentro por el alto río Nanay. Se convirtieron en nómadas a la fuerza e iniciaron la búsqueda de tierras seguras. Llegaron al Amazonas y encontraron una llanura alta, la Gran Planicie, en donde se asentaron, lugar donde está establecida la ciudad. Las leyendas contadas oralmente son más prominentes en los barrios limítrofes, sin embargo, la referencia tradicional siempre permanece como bromas y relatos en los barrios más céntricos.

### Pintura y escultura
Iquitos tiene una importante producción artística. Como entrada visual a los turistas, el Aeropuerto Internacional Secada Vignetta incluye un enorme mural fantástico hecho por Christian Bendayán. Históricamente, el interés por el arte llegó a Iquitos en la época del caucho, y una de las primeras obras representando la urbe es Puerto de Iquitos de Otto Michael, un acuarela de 60 x 140 cm, y otros acuarelas de Emilia Barcia Bonifatti. En 1924, Manuel Bernuy Ortiz realizó unas exposición de pinturas en las instalaciones del diario local El Eco. Los primeros ejemplos de pintura se presentaron en las bóvedas y paredes de la iglesia matriz. Los murales de César Calvo de Araújo, Américo Pinasco, Juana Ubilluz de Palacios y Manuel Bernuy Ortiz destacan por ser ejemplos primigenios de arte iquiteño, con influencia en su elaboración de pasajes de la Biblia.
La Escuela de Bellas Artes de Iquitos fue fundada en 1962, y estuvo dirigida por Víctor Morey Peña hasta su muerte en un accidente fluvial en 1965, y fue sustituido por Ángel Chávez. Artistas destacados de la escuela que figuran históricamente son Nancy Dantas, Alberto Ayarza y Samuel Coriat, todos iquitos, juntos a otros de origen limeño como Fernando Sovero, Humberto Morey Alejo, Óscar Allain y Max Limo.
Importantes aspectos de la pintura del siglo XX se referencian en el libro Pintores de la Amazonía Peruana (1975) de Luis Alfonso Navarro Cauper. Humberto Morey escribió otra referencia bibliográfica llamada Pintores amazónicos publicado por la editorial Centro de Estudios Teológicos de la Amazonia (CETA), haciendo mención de Fernando Ríos y César Ching, ambos iquiteños. A través de los tiempos, Iquitos ha sido hogar de artistas como el Francisco Grippa —conocido por crear el grippismo—, Gino Ceccarelli, entre otros. En el arte de la ilustración y el dibujo, destacan Jaime Choclote, Orlando «Lando» López, entre otros.
Como una nueva expresión, el grafiti es un movimiento artístico que ha tomado impulso en la ciudad. Entre los artistas destacados son José Silva «Silva» y José Andrés Valera «Pirata». Pukuna 8990 está considerado como el movimiento grafitero más revolucionario.
Reconocidos talladores de madera iquiteños incluyen a Roger Alván, conocido por crear el mascarón de proa del Molly-Aida en la película Fitzcarraldo de Werner Herzog; Agustín Rivas usando las lianas secas para formar intuitivas texturas sugeridas por la propia de la naturaleza;
Aunque la ciudad carecía de museos y galerías, la producción artística se mantuvo presente y prolífica en diferentes formas, como paredes, cementos, carteles, «incluso placas de motocarro». El arte contemporáneo en la ciudad ha pasado a un rol importante, y está ubicado en ciertas partes de la ciudad en forma de pintura —siendo lugar de nacimiento del arte pop amazónico—, esculturas y tallados en topas y raíces.
En particular, pero de igual motivación, existe los mototaxis enchulados que son curiosas características de personalización artística. Presentan dibujos flameantes, tipografías extravagantes y frases idiosincrásicas. En casos más notables, presentan iluminaciones de neón similares a los automóviles de la película Rápidos y furiosos, y luces de colores internas para emular a un nightclub.

### Museos

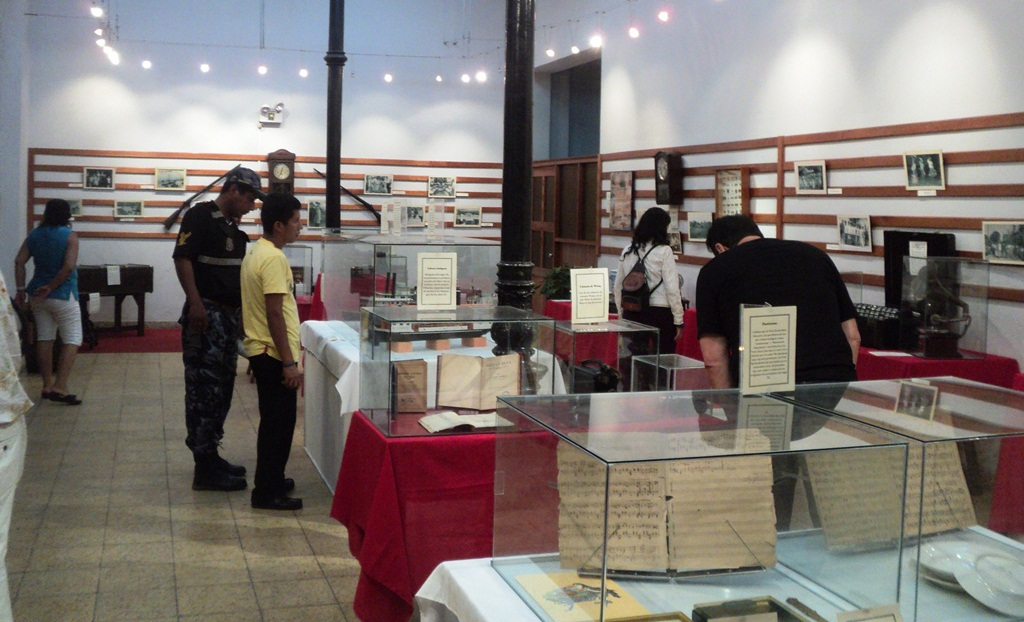
Museo temporal disponible organizado por CETA dentro del programa cultural del CXLIX aniversario de Iquitos, en 2013.

La ciudad tiene una básica y progresivo puntos de museo. El museo más prominente en Iquitos es el Museo Amazónico, fundado en 1863 y restaurado en 1999. El museo alberga una colección de cuadros, maniquíes y objetos artesanales de las etnias nativas y de la época del caucho. Una de las reliquias más importantes que tiene son las 80 esculturas de fibra de vidrio diseñadas por Felipe Lettersten, cada una representando principales grupos étnicos de la Amazonia peruana, brasilera y venezolana como shipibos, boras, yaguas, witotos, asháninkas, mayarunas y yaguarunas. Dentro del Museo Amazónico, se encuentra el Museo Militar que conservas antigüedades de las Fuerzas Armadas, la evolución histórica de Iquitos, trofeos de guerra. En ella también está la Galería de los Prefectos, una sala que alberga los cuadros de los principales prefectos de Loreto.
El nuevo Museo Iquitos se inauguró en marzo de 2014. Auspiciada por la Municipalidad Provincial de Maynas y la PUCP, el museo muestra una colección de la historia de la ciudad y la biodiversidad que lo rodea, incluyendo una biblioteca de discos long play, CDs y casetes de artistas prominentes de la ciudad. A pesar de la positiva recepción del museo, ha recibido críticas negativas por incoherencias históricas, una de las observaciones viniendo del escritor Percy Vílchez.
El Museo Municipal fue un museo que estuvo ubicado en la antigua sede la Municipalidad Provincial de Maynas. Este museo también albergaba una colección importante, sin embargo, su arquitectura fue demolida debido al deterioro y generó una sublevación en la comunidad cultural. El Herbarium Amazonense (AMAZ) es museo biológico operado por la Facultad de Ciencias Biológicas de la Universidad Nacional de la Amazonía Peruana. El museo tiene una importante colección de ejemplares botánicos de la flora amazónica para estudios taxonómicos y florístico. El Museo de Suelos (CRISAP) contiene muestras de modelos y maquetas. El Museo Mirador de Quistococha alberga una colección de animales de la fauna amazónica como peces, reptiles y mamíferos. En Iquitos también se realiza varios museos pop-up, o temporales.
Actualmente Iquitos también cuenta con modernos museos como es el caso del Museo de Culturas Indígenas Amazónicas, un museo de exposición y exhibición de arte y piezas etnográficas, promueve la cultura y la identificación de las comunidades nativas que se encuentran en la Amazonia. En esta exhibición se puede ver como la población amazónica y su cultura interactúa con los animales, plantas, ríos y lagos en los cuales viven. Las muestras etnográficas que se exhiben cuenta con artes de plumas, objetos ceremoniales, instrumentos musicales, utensilios para la caza y pesca, etc. el museo cuenta con dos plantas. En la primera se observa exhibiciones sobre la época precolombina, cerámicas, estatuas ceremoniales, exhibición fotográfica de fauna y flora amazónica, una tienda de artesanía de las diferentes comunidades indígenas, instrumentos de guerra, etc. En la segunda planta se puede observar las diferentes comunidades indígenas tanto las que se encuentran por el Brasil como por el Perú. Es el único museo en Iquitos, donde usted podrá observar 17 comunidades como: Brasil (Uruba-Kaapor, Waiwai, Alapo, Wayana-Apari, etc.) y por el Perú (Shipibos, Cocamas, Aguarunas, Boras y Yaguas). Otro museo que llama la atención por su particularidad es el Barco Museo Ayapua, es un barco restaurado hecho museo, donde en el interior de sus salones divididos en compartimentos se exhiben diversos sucesos que marcaron historia en la región Loreto, como lo fueron: el descubrimiento de la época del caucho, Iquitos antiguo, las misiones en la amazonia, etc.
Iquitos espera contar con un museo moderno llamado Museo Amazónico Nacional el cual sería construida en una selección para elegir a los «mejores arquitectos del mundo».

### Fotografía

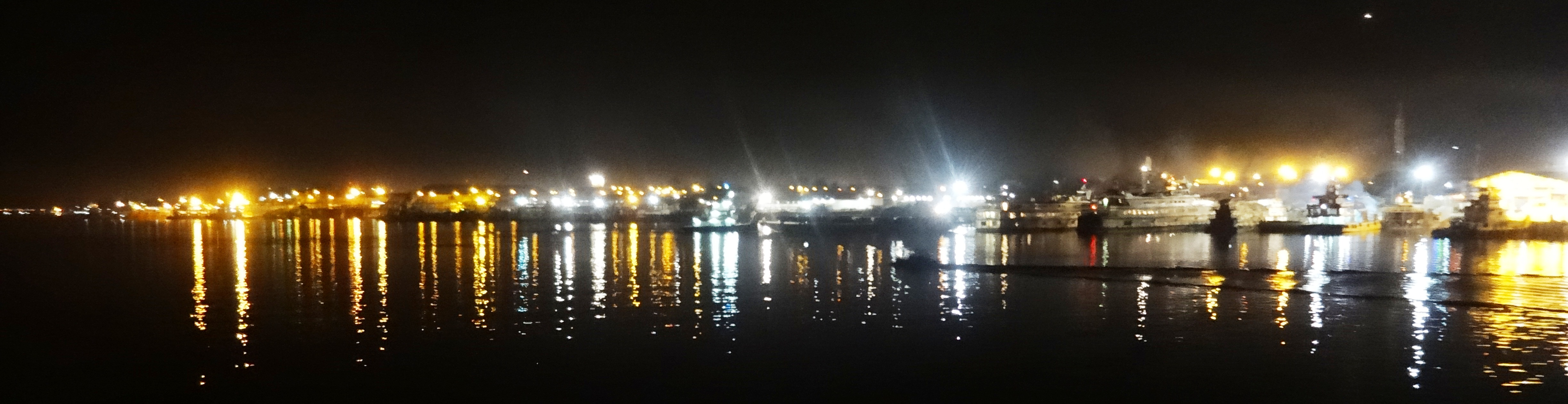
Horizonte nocturno de Iquitos.

Antonio Wong Rengifo está considerado el primer fotógrafo en la ciudad. Silvino Santos se ha destacado por su registro fotográfico en 1912 utilizado para probar la fiebre del caucho, y las obras retratistas en los años 1920 del estudio fotográfico Gil Ruiz.
En Instagram, @igersiquitos es una activa comunidad juvenil de Iquitos que publica fotografías aficionadas. La iniciativa forma parte de Instagrammers Perú, y hasta la fecha, @igersiquitos tiene 3680 fotos compartidas usando #igersiquitos.

### Literatura

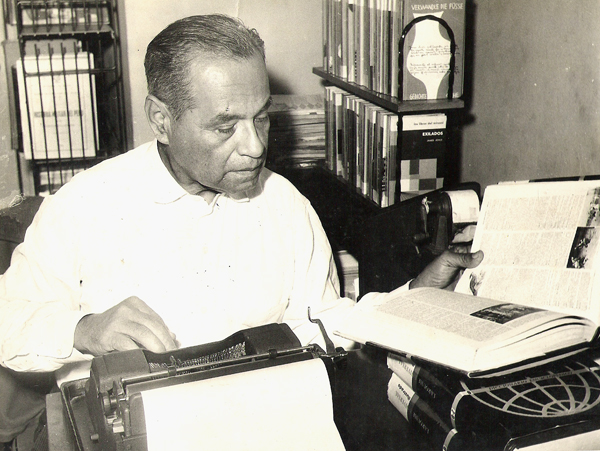
Arturo D. Hernández, autor de la novela Sangama.

Incontables libros y novelas han sido escritos y escenificados en Iquitos. La ciudad se destaca por tener una rica y compleja tradición literaria, y ser pionera para inspirar las primeras novelas peruanas como Días oscuros (1950) de Francisco Izquierdo Ríos y la primera revista infantil peruana Trocha por el mismo autor. En 1905 fue escrito uno de los primeros libros, Apuntes de viaje en el oriente peruano de Jorge von Hassel, que representó bien la fiebre del caucho, cuyo cuento «Mashco playa» narra el enfrentamiento entre un nativo mascho y Carlos Fermín Fitzcarrald, resultando en la muerte del cauchero ahogado en el río. Entre 1910 y 1919, existieron dos agrupaciones literarias La Cueva y La Liga que defendían posiciones políticas y sobre la realidad cauchera. Aparecieron novelas influenciadas por la fiebre cauchera tales como Cocolichadas de Jorge Rúnciman y Canto del Amazonas de Fabriciano Hernández.
Las novelas más notables producidas en la ciudad son Sangama (1942) de Arturo D. Hernández, Sachachorro (1942) de César Lequerica y Mal de gente (1943) de Arturo Burga Freitas, y varias obras de Arnaldo Panaifo Texeira como Julia (1983), Los hombres astados (1986) y La muerte de Medel Mendiola (1988) de Juan Saavedra Andaluz El libro de cuentos Ese maldito viento de Germán Lequerica también ha conseguido reconocimiento. Entre los poemarios iquiteños más importantes son En la lejanía más honda (1964) de Pedro Gori, No a la posada lleva este camino (1969) de Igor Calvo, Caminos de la montaña (1982) y El otro universo (1994) de Julio Nelson, Rosa fálica (1983) y Soy un animal con el misterio de un ángel (2000) de Katty Wong (alias Sui Yin), Arquitectura y piedra (1989) de Luis Urresti Pereira, El sol despedazado (1991) de Ana Varela Tafur, Caballero de bosque (1997) de Wilder Rojas, El tratante (1995) de Yulino Dávila, Walter Meza Varela publicó un novelette titulado «¡Aaaaaguaaaa!» donde se representa un Iquitos distópico sin lluvia y agua. Las obras literarias más contemporáneas son Hostal Amor de Cayo Vásquez, El día que se hizo noche (2006) de Edgardo Pezo Pérez, Plegaria de los convencidos (2006) de Juan Andrés Sicchar Vílchez.
Bubinzana fue un importante grupo literario surgido en 1963 en homenaje a la obra homónima de Arturo Hernández del 1960. Un integrante del grupo, Jaime Vásquez, fue el más prolífico y publicó obras tales como Río Putumayo (1996), Cordero de Dios (1989), Meditaciones del hambriento (1993), Kontinente Negro (1998) y La guerra del sargento Ballesteros (2006).
Los literatos iquiteños del presente son Teddy Bendayán, Erwin Rengifo, Daphne Viena, Miguel Donayre, Percy Vílchez, Karen Morote y Fernando Fonseca.
En Iquitos existe una industria literaria en desarrollo conformada por la conocida Tierra Nueva Editores y otras editores pequeñas.

### Entretenimiento

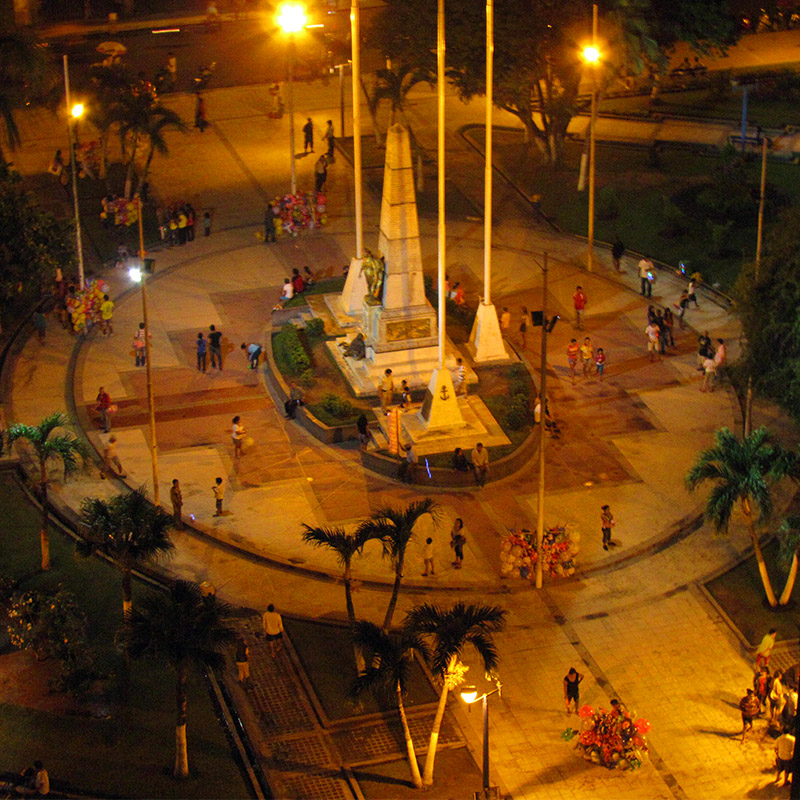
La Plaza de Armas de Iquitos es el punto de partida hacia los distintos sectores de entretenimiento de la ciudad.

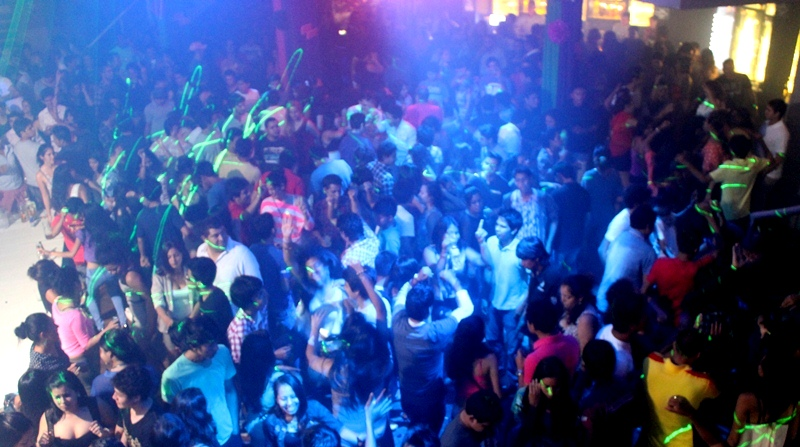
Noa Iquitos es uno de los clubes nocturnos más prominentes de la ciudad.

Iquitos es un progresivo centro de entretenimiento turístico en la Amazonia peruana. Hasta la actualidad, albergó importantes artes eventuales, asimilaciones artísticas, y experimentó un pujante resurgimiento por el turismo contemporáneo y la revaloración cultural. Visionada oficialmente como una industria cultural, entró en propuesta para obtener el nuevo título de «capital cultural de la Amazonia», junto al actual alias oficial «capital de la Amazonia Peruana». En la era moderna, la ciudad destaca culturalmente como una prominente localización por mantener un floreciente tendencia en las artes, manifestaciones contemporáneas y movimientos culturales. El arte pop amazónico y el grafiti in situ son notables ejemplos.
Iquitos experimentó intensas épocas artísticas que dejaron legados influyentes en su cultura popular. Estos procesos fueron cíclicos y concisos, pero que inmediatamente retornaron con nuevas tendencias por la influencia turística. Esta característica ligeramente cambió a una acción cultural más proactiva en los 2010s, impulsado por el estatus de la Amazonía como maravilla natural del mundo.
El tiempo libre iquiteño está conformado por una vida nocturna, ubicua presencia de restaurantes, sus apreciadas temporadas de playa de arena blanca entre mayo y septiembre, y sus festivales tradicionales y culturales realizados a lo largo del calendario anual. Algunos festivales culturales son Estamos en la Calle, Outfest Iquitos, Festival de Belén, la Feria del Libro, el Festival de San Juan Bautista, Carnaval Iquiteño, etc. La Dirección Desconcentrada de Cultura de Loreto, con sede en Iquitos, está encargada en financiar eventos culturales, artísticas, así como grupos independientes o underground.
La industria del entretenimiento de Iquitos quizás se sostiene con más fuerza por los clubes nocturnos. Noa Iquitos (anteriormente llamado Noa Noa) es el club nocturno más antiguo y simbólico de la ciudad, además de las discotecas gais Asia y Adonis (posteriormente dirigido a un público más amplio). En los siguientes años, nuevos establecimientos de baile aparecieron como C.C. Pardo —con residency shows por su grupo anfitrión Explosión de Iquitos—, Vocé Bar, Habana Club (con su grupo anfitrión La Vale Band), Rumba, Río Disco, Antiqua, Saquara (2013-), entre otros.
Desde marzo de 2020 las actividades de entretenimiento fueron suspendidas por odenanzas municipales y nacionales debido a la pandemia del COVID-19. Varias de estas actividades evolucionaron a plataformas digitales.

### Música

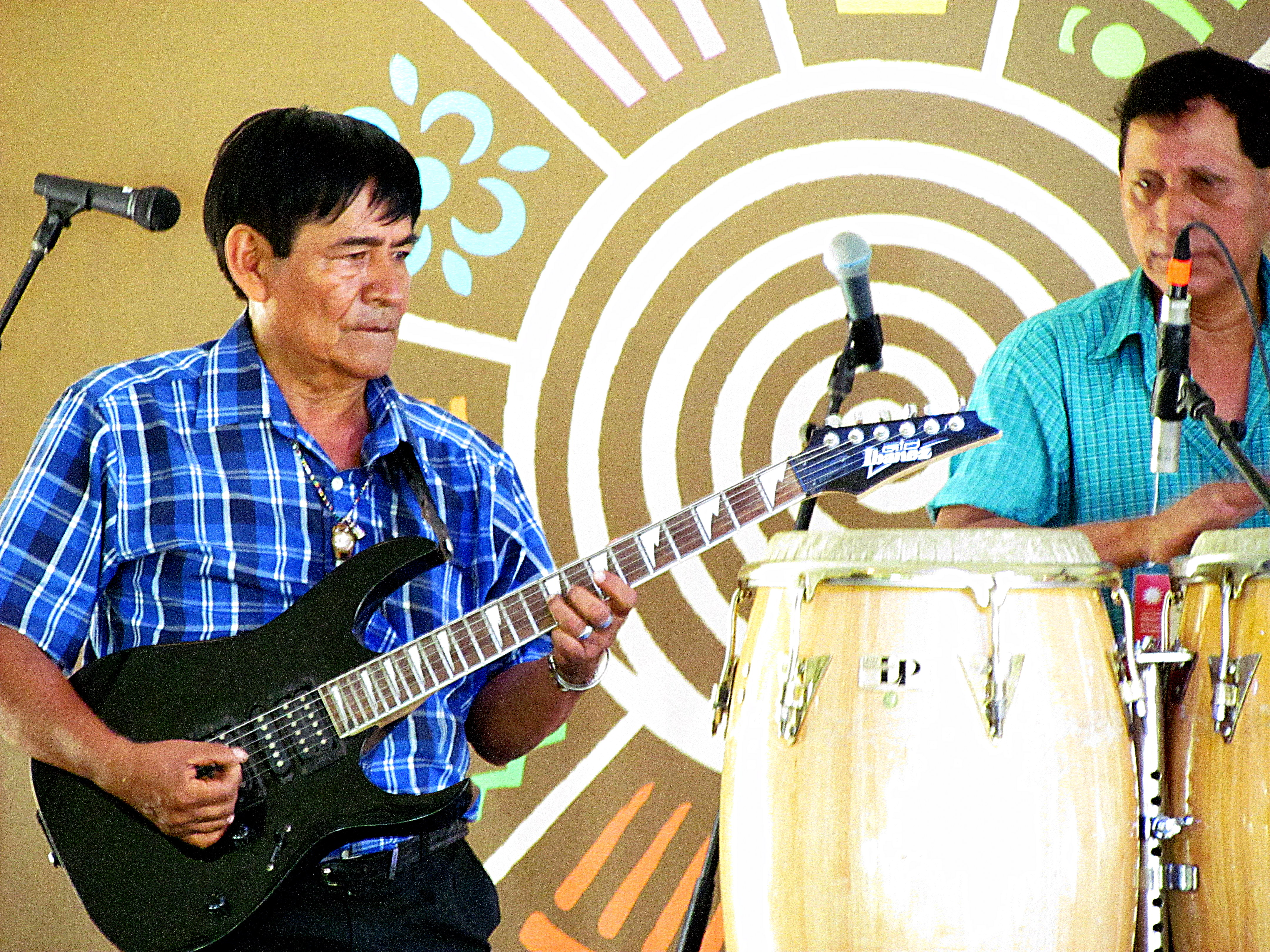
Los Wembler's de Iquitos.

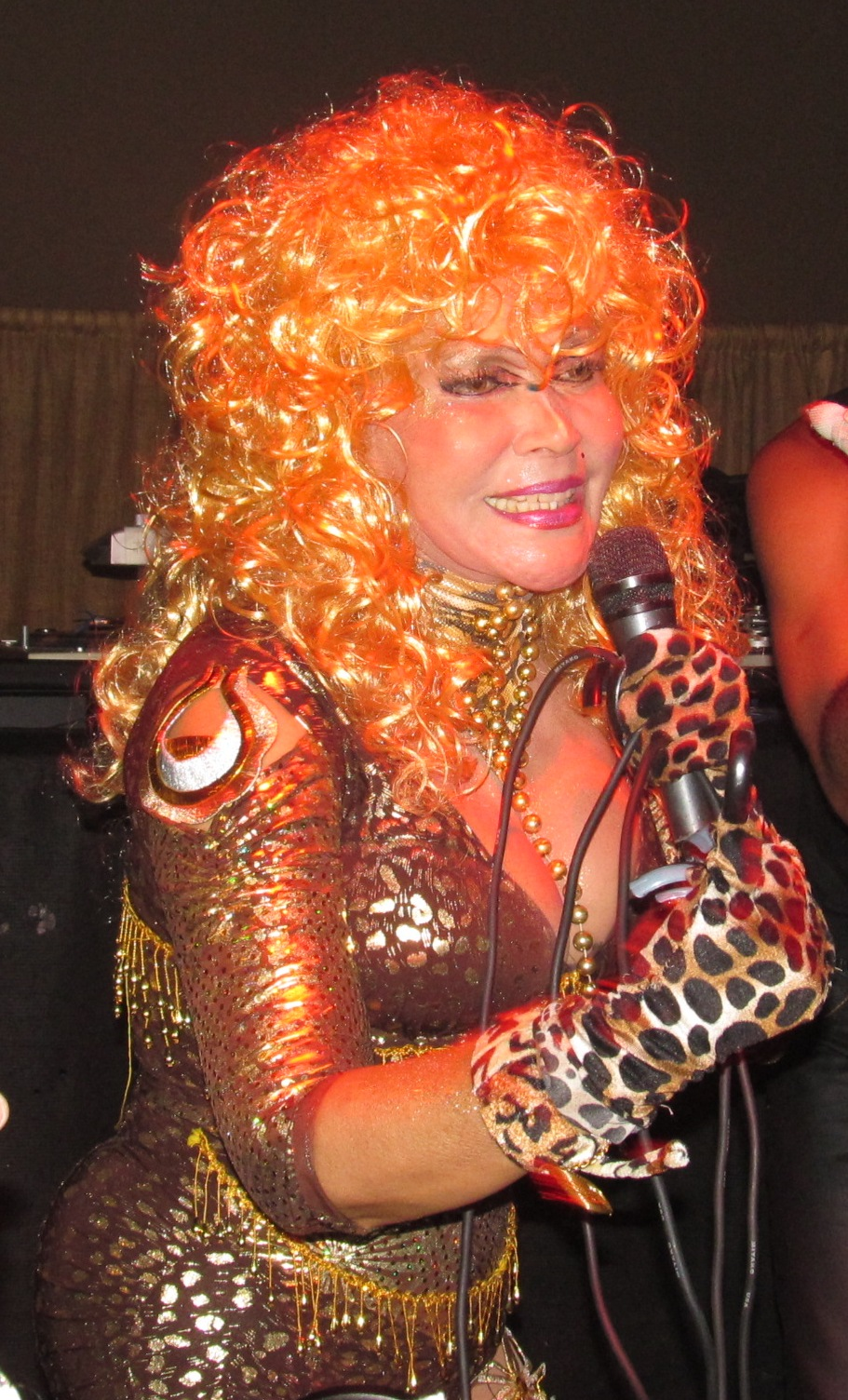
La Tigresa del Oriente vivió su niñez y adolescencia en Iquitos.

A pesar de que la música vernacular siempre estuvo presente, la música de Iquitos emergió con fuerza en la fiebre del caucho y se caracteriza por una energía cosmopolita. La inmigración trajo desde Europa a músicos de piano, violín, flauta y prevaleció géneros musicales como la balada, soul, vals, sinfonía, etc. Aparte de la invasión musical extranjera, aparecieron géneros musicales peruanos como el vals criollo, la marinera, el yaraví, el huayno, las tonadas de los caucheros riojanos. Hasta la actualidad, la ciudad es hogar de una enorme lista de artistas y grupos musicales que proyecta géneros contemporáneos, la mayoría infundidas con emoción amazónica, tales como el hip hop, rap, rock, heavy metal, jazz, punk, house y psytrance.
Algunos artistas notables de la época del caucho son Veridiana Coronel de Espinar, Rosa Vigil del Risco, María Raygada Vásquez, Georgina Medina de Israel, Delia y Victoria Polos Márquez, Rosa Lluján, Juana Terrones, Elisa Gálvez, las hermanas Trinidad, Zoila y Rosa Ramos y la violinista Antonieta Guerra del Águila. Anita Victoria Edery de Korswagen fue pianista y compositora, y tiene un catálogo musical que fue reconocido, incluyendo «Leticia» que fue declarada como oficial. Clotilde Arias Chávarri fue una compositora y poetisa que mantuvo una actividad musical importante tanto en Iquitos como en Nueva York, Estados Unidos. Antonio Wong Rengifo, quien también fue cineasta pionero de Iquitos, también fue pianista, guitarrista y acordeonista. Noé Silva fue otro importante musical iquiteño, y es considerado el artista musical más antiguo del Perú.
En los años 70, destacaron artistas como Orlando Cetraro de Souza, Benigno Soto Silva, Renato Mesía, entre otros. La música brasileña también tuvo influencia en Iquitos debido al contacto cercano que hay con Brasil, y hasta ahora existe ese intercambio. Los géneros brasileros presentes eran la samba, el maxixe, puladinho, así como las cuadrillas francesas.
La Orquesta Sinfónica Infantil y Juvenil en Iquitos es el principal grupo de música sinfónica en la ciudad. La cumbia amazónica (incluyendo a los Wembler's, Grupo Kaliente, Ilusion, Miel de Abeja, entre otros), y la pandillada musical son otros protagonistas culturales en la ciudad. El barrio de Belén de Iquitos también es lugar de nacimiento de la cumbia psicodélica urbano-amazónica, con Ranil (integrante de la banda belenina Los Silvers) siendo su mayor exponente. En 2012, los Wembler's fusionaron la cumbia amazónica con la tarantela de Loreto, Italia, el cual se denominó «cumbiatella». Los sonidos del Perú tiene una pista ambiental de calidad surround del Mercado de Belén, el cual reproduce la abrumadora atmósfera comercial del lugar.
También han surgido nuevos artistas como La Tigresa del Oriente, cantante nacida en Constancia, pero criada en la ciudad de Iquitos.
En el 2021 se hizo popular en todo el Perú un cover de la canción "No se" de Melody realizado por la agrupación de música tropical Explosión de Iquitos, este cover se viralizó gracias a influencers de Facebook y TikTok que subieron videos bailando la música.

### Cine

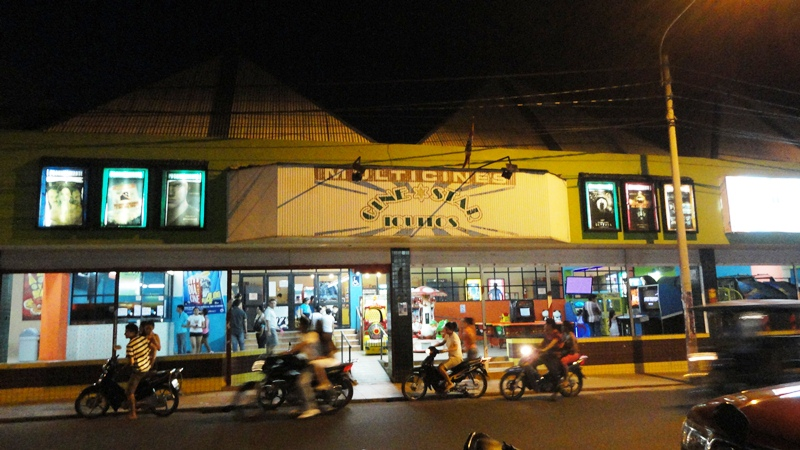
Multicines Cinestar Iquitos es el único complejo cinematográfico de la ciudad. En años anteriores la cantidad de cines era copiosa.

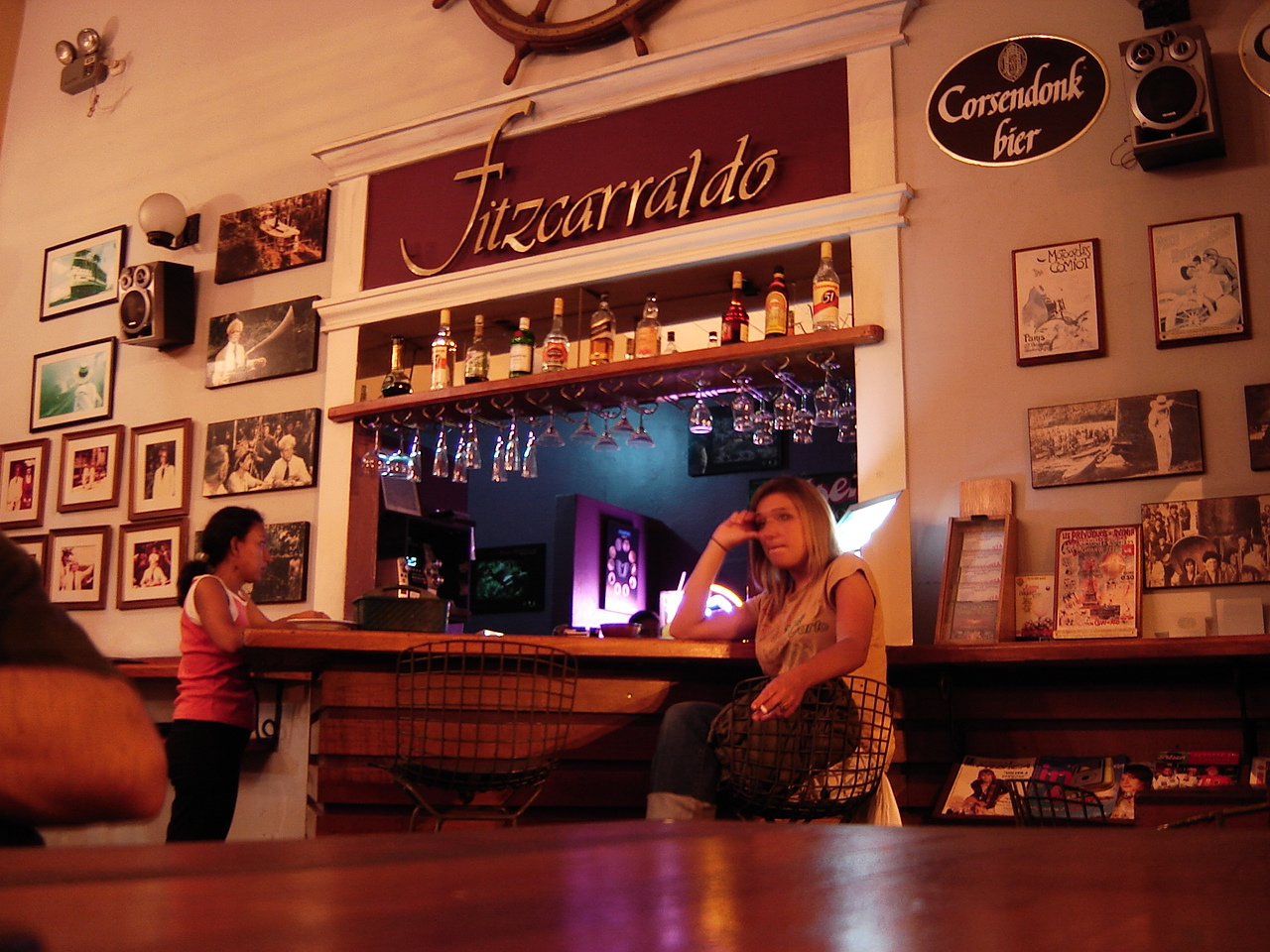
Restaurante en el Malecón Tarapacá con recuerdos originales de la película Fitzcarraldo, filmada en Iquitos.

El desarrollo cinematográfico de Iquitos ha sido estrechamente paralelo a la cronología de la historia del cine mundial. Esto implica desde la primera proyección de una máquina marca Edison en la Casa de Fierro en 1900, la implementación del sonido en la Fiebre del Caucho y el uso del cine digital a partir de los años 2010s. La Amazonía y el movimiento urbano-idiosincrásico de la urbe son fuentes esenciales de creatividad cinematográfica para los mismos iquiteños y los extranjeros.
El multiplex Cinestar Iquitos es el único complejo cinematografíco de la ciudad y tiene instalada la tecnología Sony Digital Cinema 4K desde mediados de 2014, el cual sigue la nueva tendencia cinematográfica de resolución 4K. Está acompañado por la tecnología de audio envolvente de Digital Theater System, actualmente este cine se encuentra cerrado por las disposiciones de emergencia del Estado Peruano frente a la pandemia del COVID-19.
Iquitos tiene una historia cinematográfica importante, que se originó de la llegada de familias extranjeras durante la fiebre del caucho a inicios del siglo XX. Un grupo de personas llevaron tecnología, incluyendo proyectores de los hermanos Lumiére. El pionero más importante del cine de Iquitos y el departamento de Loreto es Antonio Wong Rengifo; junto a este, otros cineastas como Werner Herzog, Armando Robles Godoy, Nora Izcue, Francisco Lombardi, Federico García y Dorian Fernández-Moris prolongaron la presencia cinematográfica en la ciudad. Iquitos fue y es usada como una escena cultural, referencia y regufio para varios cineastas.
Importantes películas fueron filmadas en Iquitos como Frente del Putumayo (1932) y Bajo el sol de Loreto (1936) de Antonio Wong Rengifo; En la selva no hay estrellas (1966) and La muralla verde (1969) de Armando Robles Godoy; Aguirre, la ira de Dios (1972) and Fitzcarraldo (1982) de Werner Herzog; Informe sobre los shipibos (1974), Los hombres del Ucayali and Pantaleón y las visitadoras (1999) de Francisco Lombardi, Cementerio general (2012) y Desaparecer (2015) de Dorián Fernández-Moris; Lusers (2015) de Ticoy Rodríguez, y Planta Madre (2015) de Gianfranco Quattrini.
A pesar de tener una larga filmografía, la joven industria cinematográfica no es promocionada en la ciudad en su único cine comercial. Sin embargo, existe grupos culturales y underground preocupados en proyectar películas en festivales o filmotecas privadas como una forma de desarrollo cultural. También hay pequeños grupos de cineastas autodidactas que graban sus propias historias. Los géneros cinematográficos con más presencia en la ciudad son el documental, natura, drama y arte y, recientemente, terror y metraje encontrado en Cementerio general. Al principio, con Wong Rengifo, se filmó películas documental sobre partes de la vida.

### Fiestas mayores
Conforman tres fiestas reconocidas a nivel nacional.
- El Aniversario de Iquitos (oficialmente llamado así «Aniversario de Fundación del Puerto Fluvial de Iquitos Sobre el Río Amazonas») es celebrado cada 5 de enero y conmemora la identidad de la ciudad como un importante ciudad-puerto fluvial. Se programa una semana de vísperas con actividades culturales, con el día principal llevándose a cabo una clásica salva con 21 disparos para saludar a la ciudad.[327]

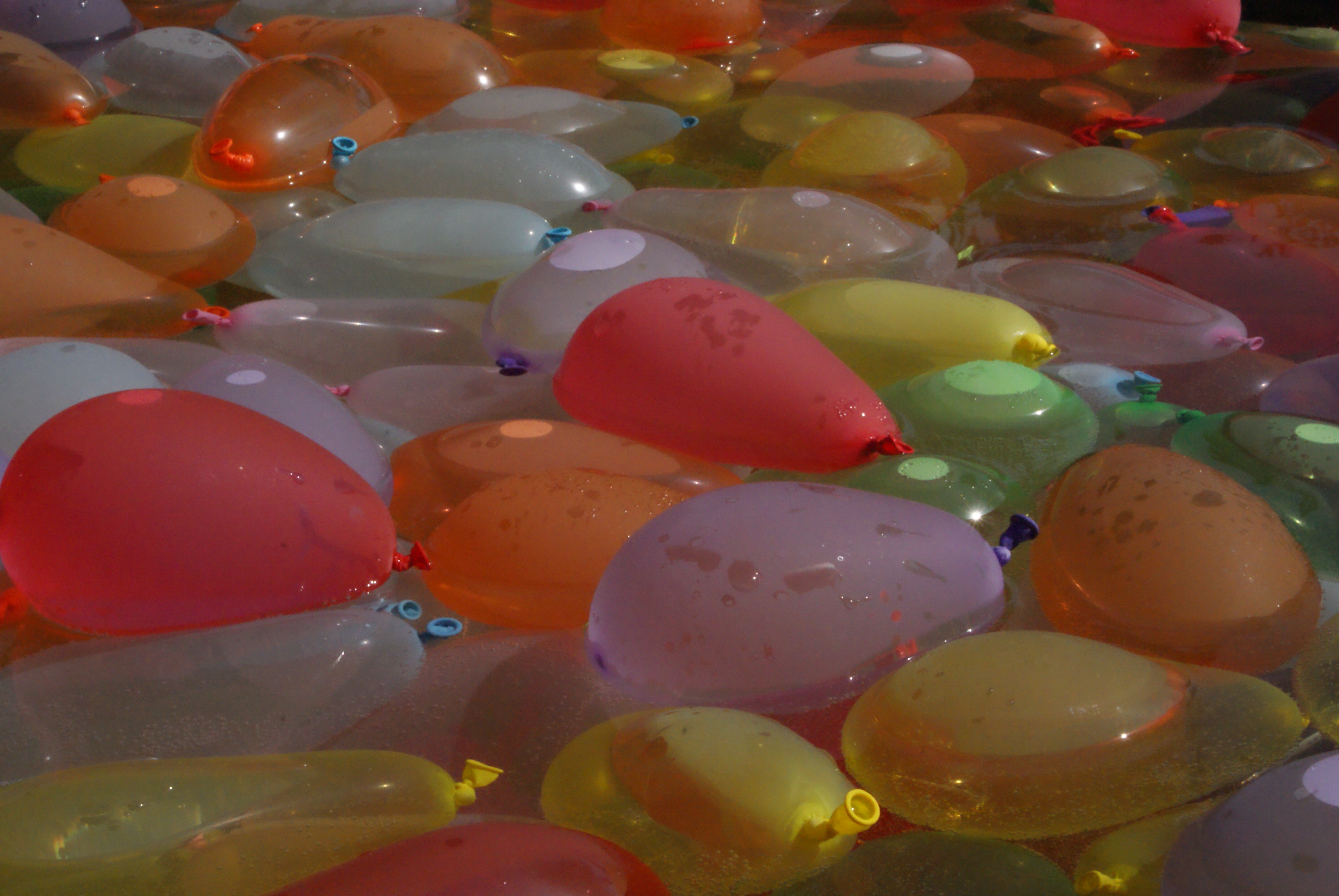
Globos de agua usados para mojar a las personas en los carnavales de Iquitos.

- El Carnaval Amazónico de Iquitos. Las fechas de celebración variaron entre febrero y marzo en los últimos años. La actividad cultural se centra principalmente en artesanía, danzas típicas, la erección de la humisha (una alta palmera adornada con regalos), un frenético uso del agua para empapar a las personas con globos de agua y bandejas y el uso variado de otros elementos para empapar o manchar como pintura, colorantes y otros materiales como barro, extractos de frutos, etc. A diferencia de otros carnavales peruanos, el Carnaval de Iquitos no tiene profundos reflejos religiosos y es más una celebración social y tropicalmente caracterizada «que inspiran sentimientos de hermandad y de unión entre selváticos».[328][329][330]
- La Fiesta de San Juan, celebrada cada 24 de junio, es una festividad que ha mantenido sus símbolos identitarios más importantes como el consumo del juane, el salto del shunto —según la tradición, actividad que consiste en saltar sobre las ascuas de una fogata para limpiar el espíritu— y las reuniones culturales con música y bailes típicos. Hasta 2014, la festividad iquiteña se ha vuelto en un notorio movimiento comercial que incluso fue patrocinada por Movistar, Claro y Red Bull a nivel nacional. Se ha implementado nuevas características como ferias artesanales, conciertos musicales, paseos gastronómicos y la preparación de un juane gigante.[331]

Existen otras festividades como:
- La Procesión de Palmas es una festividad menor, pero notoria por su intenso simbolismo. Miles de feligreses asisten a iglesias portando los ramos, elaborado con un estilo que se asemeja a las de Venezuela o México.
- La Navidad es celebrada elaborando un pesebre que puede tener influencias amazónicas (por ejemplo, el techado rústico similar a las casas amazónicas rurales). Incluso se adorna extensamente con árboles de Navidad y hay curiosas referencias a Papá Noel a pesar de ser una ciudad de clima ecuatorial.

### Moda

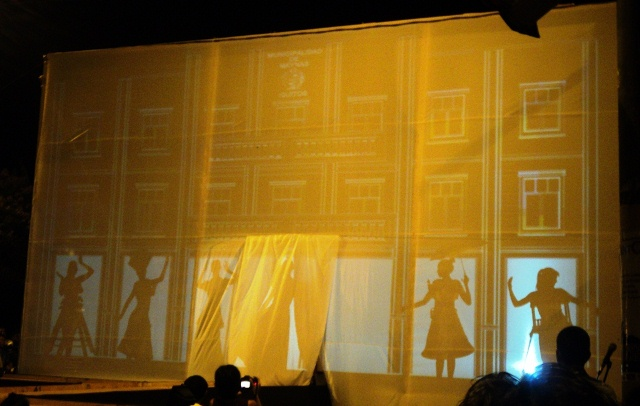
Desfile de modas de Vistámonos de Iquitos (5 de enero de 2013).

Vistámonos de Iquitos fue un evento realizado el 5 de enero de 2013 que destacó por su innovación. Consistió en una pasarela de ocho vestimentas complejamente elaboradas diseñadas por La Restinga, cada una de ellas representando un monumento arquitectónico tales como la iglesia matriz o la Casa de Fierro. A priori, el diseño de las vestimentas fue considerada como una «alarma» sobre el estado cultural de Iquitos.

### Comunidad LGBT

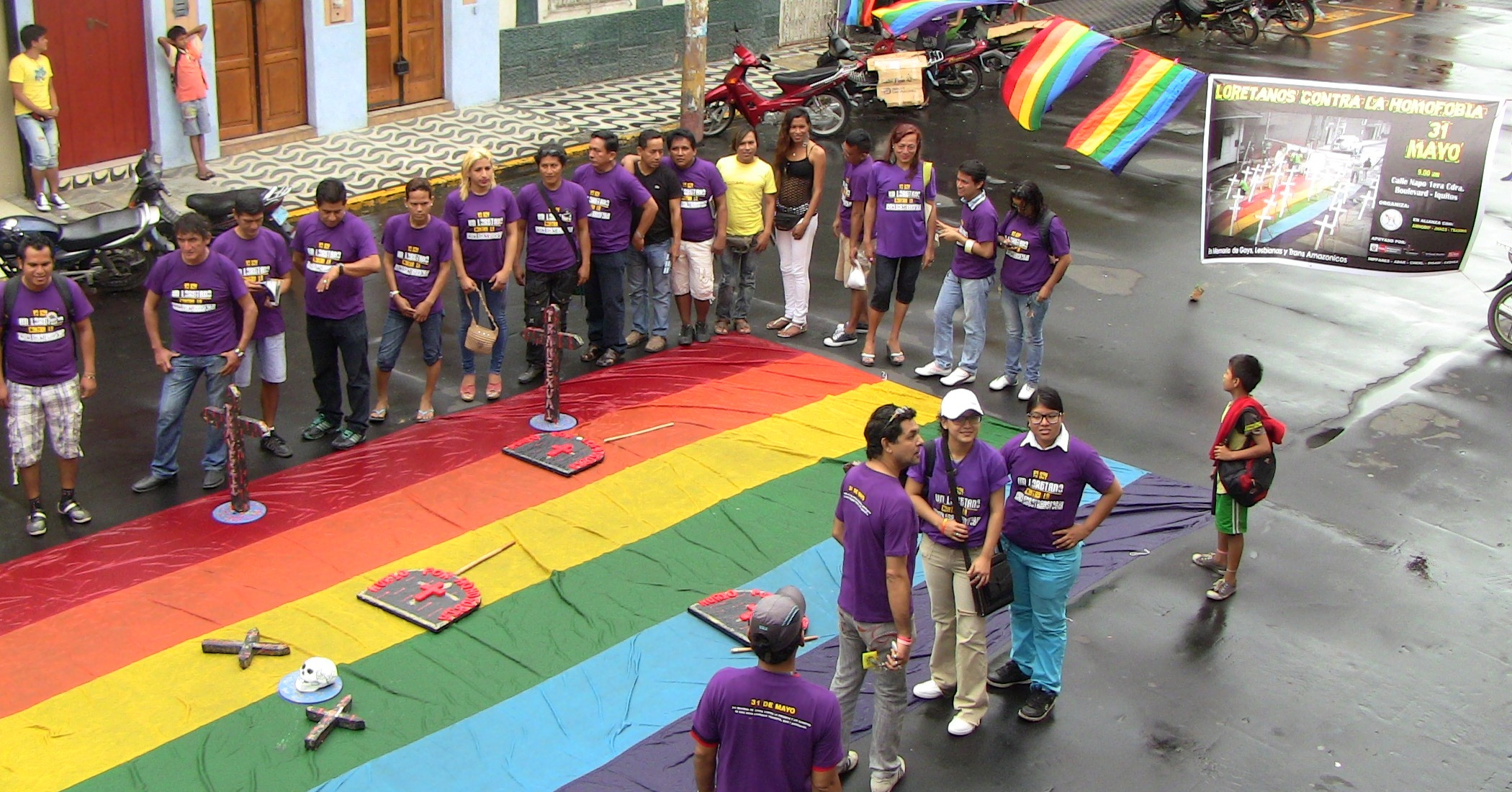
Loretanos contra la homofobia realizado el 31 de mayo de 2013 para conmemorar la masacre de la discoteca Las Gardenias.

Iquitos está considerada como una de las ciudades más gay-friendly del Perú, y tiene una activa comunidad. Se ha caracterizado por tener una energía distinta a las de otras ciudades peruanas. Incluso la vida gay es representada en la cultura de la pintura de la ciudad, principalmente en cuadros de Christian Bendayán.
La cultura LGBT en la ciudad ha tenido una progresiva aceptación en la población. El estilo de vida gay es vibrante y está relativamente matizado por diversos factores sociales, como decisiones interpersonales y apoyos familiares. El hombre gay iquiteño es popularmente referido como pluma, pese a que existe un grupo LGBT que critica ese estereotipo, aclarando que el gay no necesariamente tiene que ser afeminado. Sin embargo, aun ocurrieron casos aislados de crimen de odio, suicidios, y expresiones machistas.
El activismo LGBT busca proteger los derechos humanos de la comunidad. Principales organizaciones como Coremusa, Cherl, ACSA, Amhodip, JHACS, Tsanwa, entre otros, promueven un movimiento activista a favor de los derechos por los gais, lesbianas, bisexuales y transexuales. La Municipalidad Provincial de Maynas, representado en ese entonces, por el alcalde Charles Zevallos, se unió a la lucha contra la homofobia en Iquitos en 2011. Las marchas por el Día Internacional del Orgullo LGBT desde 2005 son constantes, y ha tenido numerosos heteroaliados en el último año. Como muestra de apoyo, Adela Jiménez, entonces alcaldesa de Maynas, se unió a la Marcha del Orgullo 2015 a finales de junio, y asistió a la presentación del Informe anual sobre derechos humanos de personas trans, lesbianas, gais y bisexuales en el Perú, 2014-2015 realizado en la Municipalidad Provincial de Maynas.
El turismo gay también se encuentra desarrollo. Progresivamente, Iquitos pasó a tener una comunidad más abierta, pero que aún se reúne en establecimientos de entretenimiento específicos para una mejor interacción social. El Centro de Iquitos es quizás la principal zona de la ciudad donde la vida gay se desarrolla poco a poco en los años recientes. El Outfest Iquitos es un pequeño festival de cine donde se muestra películas de temática gay; el evento está inspirado por el Outfest realizado en Los Ángeles, California. El Miss Amazonas se realiza en Iquitos y es el primer certamen de belleza para personas transexuales en el Perú.
La comunidad LGBT está protegida por una ordenanza regional que promueve la igualdad de derechos humanos, protege los derechos LGBT (incluso para los HSH y los trabajadores sexuales), y prohíbe la discriminación en todos los aspectos hacia la comunidad LGBT. A nivel local, los Distritos de Belén y San Juan Bautista se han convertido en los primeros distritos de la ciudad en aprobar una ordenanza municipal para proteger a su comunidad LGBT.

### Dialecto
El dialecto de Iquitos es conocido como el español amazónico, también llamado como dejó charapa o castellano de Loreto. Es generalmente considerado como uno de los dialectos más recordados en Perú, y posiblemente en Latinoamérica. Tiene detalles propios como pronunciación, entonación, construcción sintáctica, palabras propias y algunas diferencias de significado, con orígenes más cercanos al español andino y el portuñol. Además, el dialecto iquiteño tiene un llamativo y extenso vocabulario —por ejemplo, buchisapa significa persona gorda—, el cual es registrado en un diccionario de bolsillo titulado Charapeando de Augusto Rodríguez Linares; el libro es anualmente publicado en el Festival del Libro Verde realizado en la ciudad. El dialecto tradicional de Iquitos es rítmico, y tiene más protagonismo en el habla. El origen del dialecto se remonta a la creación de Iquitos y «debió tornarse» durante el siglo XVI en las poblaciones de la selva alta y extendiéndose a otros lugares ribereños, con influencia del quechua, el portugués brasileño, los términos arahuacocaribe y tupí-guaraní.
El dialecto tiene su propio y original subsistema fonético basada en la permutación entre /f/ y /x/. También existe otros idiomas hablados como el iquito, yagua, ese eja u otras lenguas nativas en Loreto, e idiomas extranjeros como el inglés y francés debido a la creciente globalización.
Expresiones o interjecciones comúnmente mencionadas en el dialecto son: «Ya, vuelta», «Aishtá», «Ah, bruto», «¿Qué ya pues?», entre otros.
El dialecto iquiteño también experimenta una ligera presencia del spanglish (e.g. wachimán, resetear, lonche, etc.) La creciente característica cosmopolita de la ciudad ha generado momentáneos prestaciones lingüísticas originadas del pidgin. El acento colorido del dialecto también ha favorecido que algunos idiomas dentro de comunidades extranjeras tengan una forma rítmica de pronunciación.

## Gastronomía

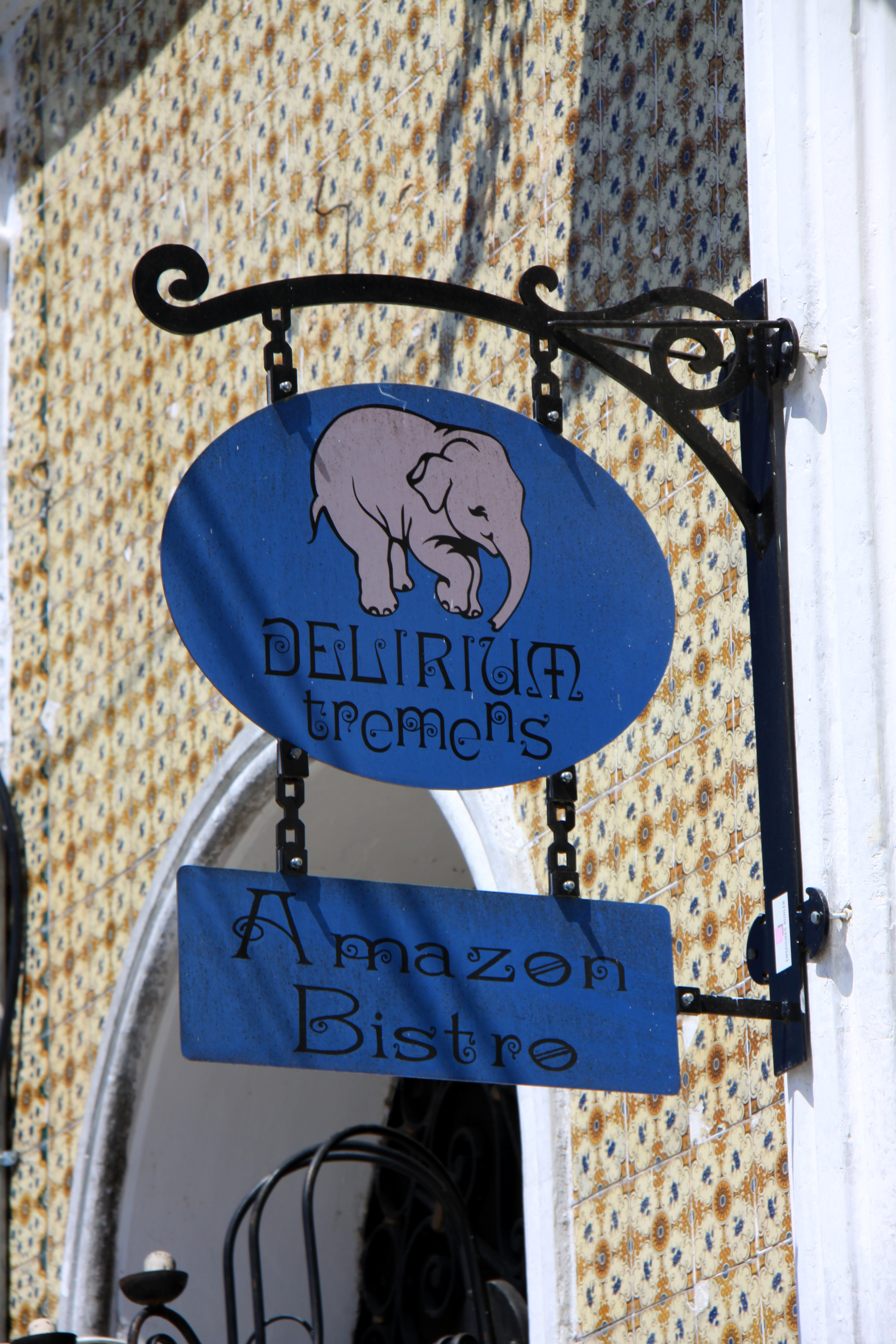
Amazon Bistró, ejemplo de restaurante iquiteño contemporáneo de influencia francesa.

La cultura gastronómica de Iquitos conforma una colorida variedad de comidas influenciada por sus propias raíces amazónicas así como la inmigración extranjera. El enraizado y vasto sabor amazónico, imbuido con un aderezo característico llamado misto, incluye juane, tacacho con cecina, ensalada de chonta, sarapatera, timbuche, patarashca, puchucuy, picadillo de paiche, pescados ahumados, carne de animales de monte, mientras alberga también una creativa y afrodisíaca lista de tragos exóticos tales como Rompe-calzones, Siete raíces, y su original Siete veces sin sacar. El bar Musmuki es el más conocido por entregar nombres propios a sus tragos. tiene una ubicua presencia de comida callejera que incluye casquitos, las peculiares palomitas de maíz endulzadas, fariña frita, ñuto, etc, así como la presencia de emolientes exóticos. La comida más tradicional se puede encontrar en el Mercado de Belén y Bellavista-Nanay.
La cultura culinaria de Iquitos no presenta diferencia significativa con respecto a la que se cocinaba en los tiempos de los misioneros, sin embargo, el constante intercambio cultural ha generado nuevas aportaciones. La comida loretana (o iquiteña) guarda similitudes con la de Ucayali porque antes perteneció a Loreto hasta 1980.
Existe una industria gastronómica en desarrollo, educación culinaria en universidades y una creciente interés en la comida rápida. En lo gastronómico, aunque particularmente innovador y amazónico, aún carece de restaurantes especializados en pura comida regional. No obstante, la ciudad tiene una gama culinaria bien estructurada en contraste a las de otros departamentos como Amazonas, Madre de Dios, Cajamarca, Pasco, Junín y Huánuco.
Su cocina está bien abastecida por el factor natural in situ, por ejemplo, la pesca es alta en la selva baja por la cantidad de nutrientes en los ríos y lagunas. Los productos más usados son las carnes de monte (lagarto, majás, venado, y ambos tipos de pacaríes), caracoles, tortugas y sus huevos. Las frutas tiene un uso especiales para el refresco, chupetes, helados, y de consumo cocinado. El plátano es una fruta simbólica en la comida.
La influencia cosmopolita también existe en la gastronomía de Iquitos como el restaurante chifa Long Fung, variaciones al estilo estadounidense en el Ari's Burger como el sándwich de paiche, y el haute cuisine en el Amazon Bistró. Al Frío y Al Fuego es un restaurante que presenta innovaciones gastronómicas con raíces amazónicas como el original tiradito de cocona.
La cocina iquiteña es promocionada en el Festival Gastronómico Iquitos para el Perú en otras ciudades peruanas.

## Deporte
Fútbol
Al igual que en la mayor parte del país, el fútbol es el deporte con mayor convocatoria, entre las instituciones que practican este deporte sobresale el club Colegio Nacional de Iquitos fundado en 1926.,
| Clubes de fútbol            |                         |              |           |
| Club                        | Fundación               | Estadio      | Liga      |
| Alfonso Ugarte              | 3 de abril de 1934      | Max Augustín | Copa Perú |
| Chacarita Versalles         | 15 de febrero de 1946   | Max Augustín | Copa Perú |
| Colegio Nacional de Iquitos | 20 de mayo de 1926      | Max Augustín | Copa Perú |
| Defensor Napo               | 5 de enero de 2011      | Max Augustín | Copa Perú |
| Deportivo Politécnico       | 15 de febrero de 1967   | Max Augustín | Copa Perú |
| Estudiantil CNI             | 30 de julio de 1996     | Max Augustín | Liga 3    |
| Hungaritos Agustinos        | 5 de junio de 1954      | Max Augustín | Copa Perú |
| José Pardo                  | 1 de septiembre de 1906 | Max Augustín | Copa Perú |
| Juventud Miraflores         | 16 de octubre de 1959   | Max Augustín | Copa Perú |
| Sport Loreto                | 30 de agosto de 1908    | Max Augustín | Copa Perú |
| Deportivo UNAP              | 1961                    | Max Augustín | Copa Perú |

Otros deportes

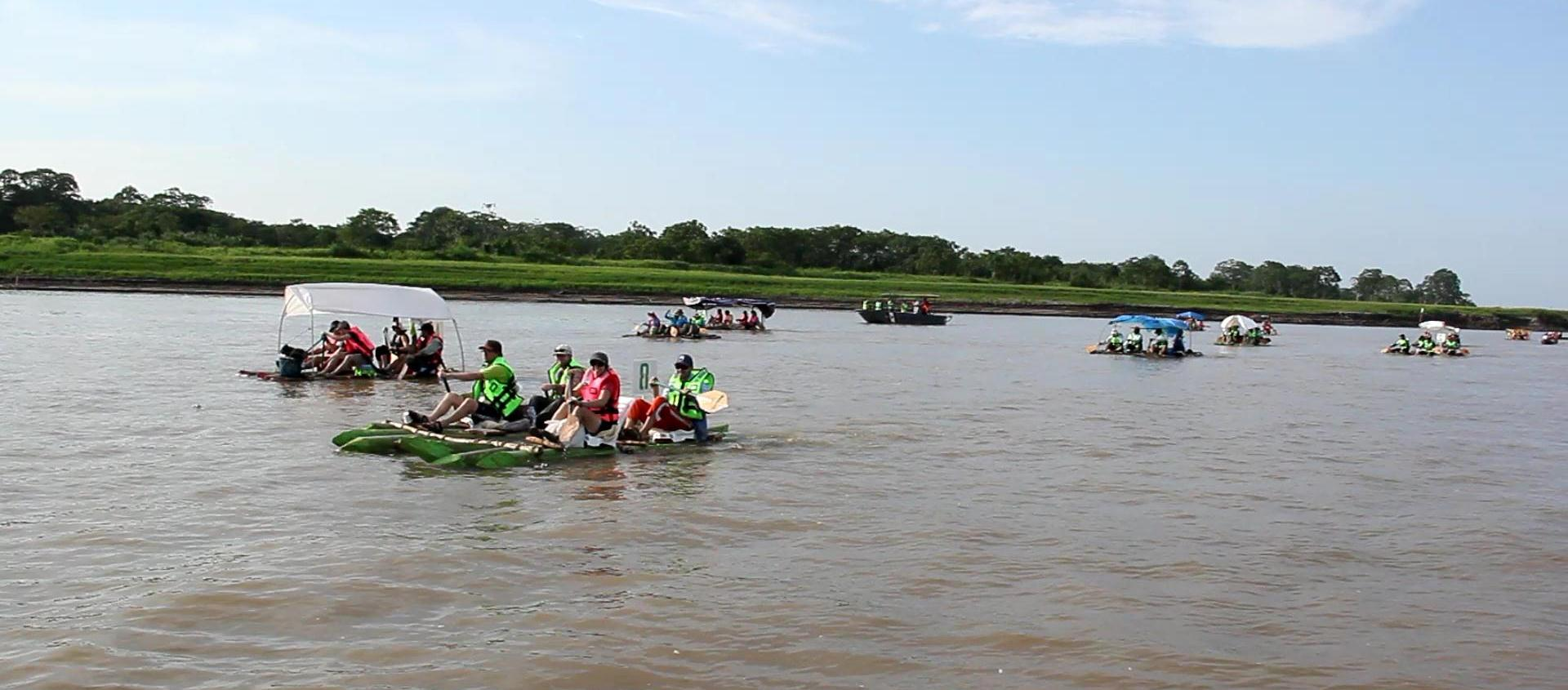
Carrera Internacional de Balsas (21 de septiembre de 2012).

El Coliseo Cerrado «Juan Pinasco Villanueva», ubicado al costado del Estadio Max Augustin, fue construido en 1962. El coliseo está acondicionado para la práctica de fútbol sala, voleibol, baloncesto y boxeo, asimismo se pueden realizar competiciones de artes marciales (particularmente karate y judo) y lucha. También se llevan a cabo conciertos, circos y todo tipo de espectáculos dentro de sus instalaciones. El Coliseo cuenta con un gimnasio recientemente renovado.
El golf es practicado por un grupo reducido de personas; sin embargo, se ha generado esfuerzos para motivar a la población a participar en el deporte, exclusivamente en el Amazon Golf Course. El rugby es un deporte cosmopolita también jugado en Iquitos, que tuvo sus épocas de pequeño apogeo a finales de los años 2000, y reinició sus entrenamientos desde 2012 con el objetivo de formar un Rugby League.
La Carrera Internacional de Balsas (promocionada en inglés como Great River Amazon Raft Race) viene siendo realizada por Iquitos desde 1994, y ha sido certificada dentro de Guinness World Records como la carrera de balsas más larga del mundo con una cobertura de 180 kilómetros. Lonely Planet colocó a la Carrera Internacional de Balsas en el puesto 6 de su lista de «las carreras más grandes para ver en vivo». La XIV edición, en 2012, se realizó por primera vez en el río Amazonas. Recibe participantes extranjeros como Estados Unidos, Canadá, Inglaterra, Francia, Bélgica, así como competidores loretanos y nacionales, conformando casi 50 equipos.
Instalaciones deportivas

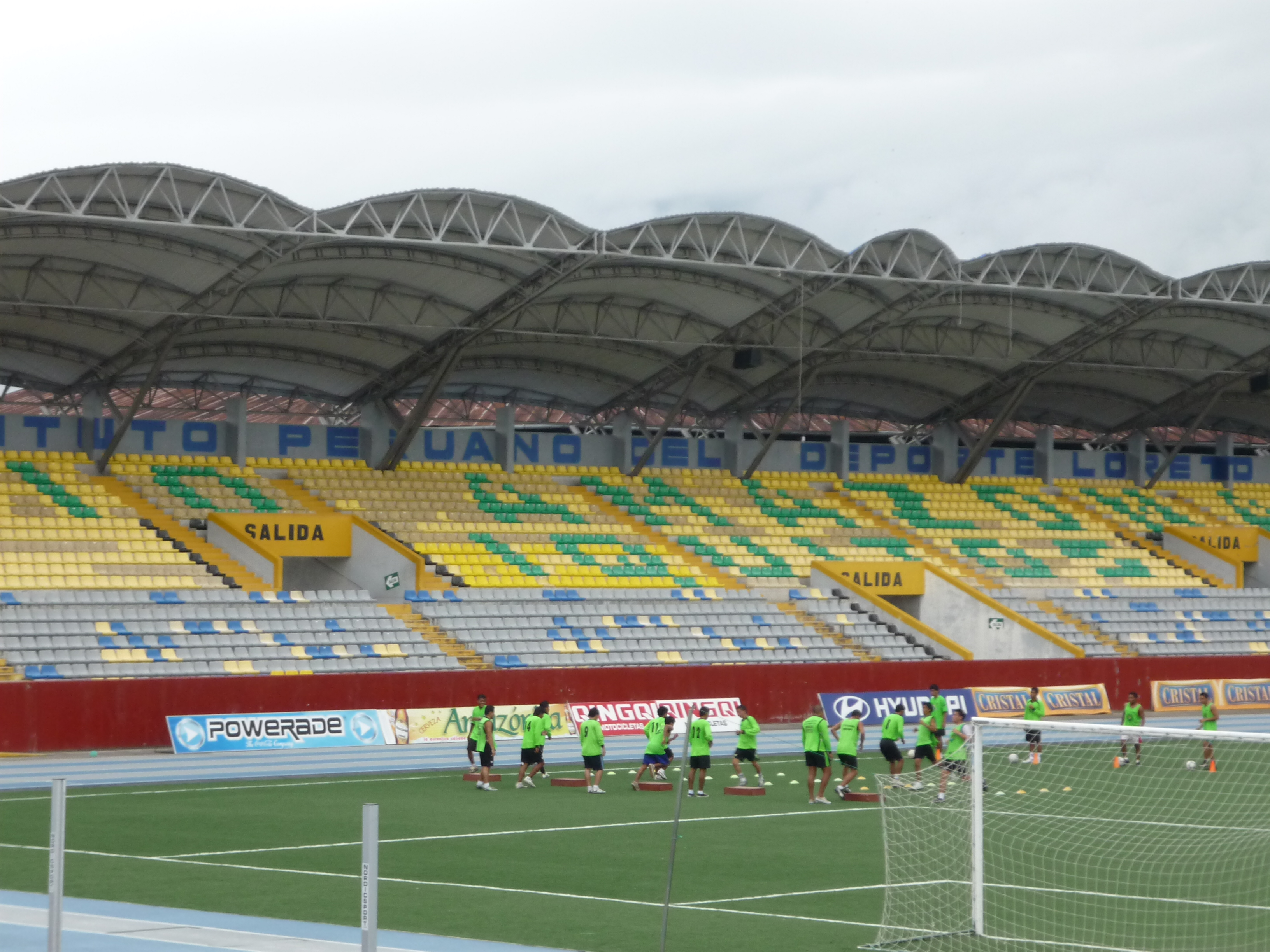
Estadio Max Augustín.

El Estadio Max Augustin, inaugurado en 1942 y totalmente renovado en 2005, tiene capacidad para 24,576 espectadores, cuenta con césped artificial, pista atlética, Centro de Entrenamiento de Alto Rendimiento, sistema de sonido, entre otras facilidades, siendo el más moderno del Perú. Allí se jugaron partidos de la Copa Mundial de Fútbol Sub-17 de 2005, debido a que la ciudad amazónica fue una de las cinco sedes del evento internacional. El estadio aloja partidos de fútbol del equipo iquiteño más emblemático, Colegio Nacional Iquitos (CNI), que actualmente juega en la Copa Perú. Asimismo, es sede también de los equipos de fútbol de Loreto que participan en la Copa Perú y otros equipos menores locales.
Cabe resaltar que la FIFA otorgó a la comunidad futbolística de Iquitos el Premio Fair Play de la FIFA, cuando en noviembre de ese año, el presidente de la FIFA, Joseph S. Blatter, no dudó en dirigir una carta personal al Presidente del Perú, Alejandro Toledo Manrique, agradeciendo a la comunidad futbolística de Iquitos «por su decidido apoyo a la organización de la Copa Mundial Sub-17 Perú 2005, su comportamiento ejemplar hacia todos los equipos participantes y su increíble contribución al fútbol».

## Religión

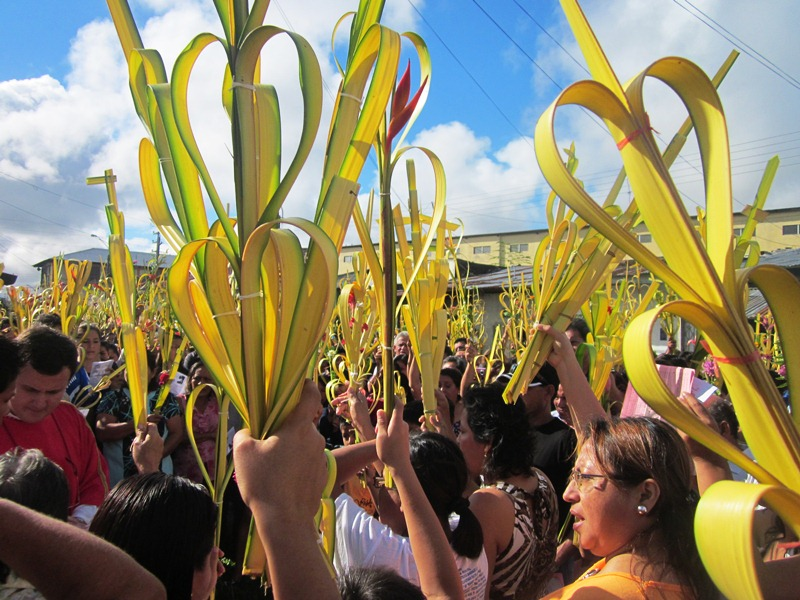
Domingo de Ramos en Iquitos (2012).

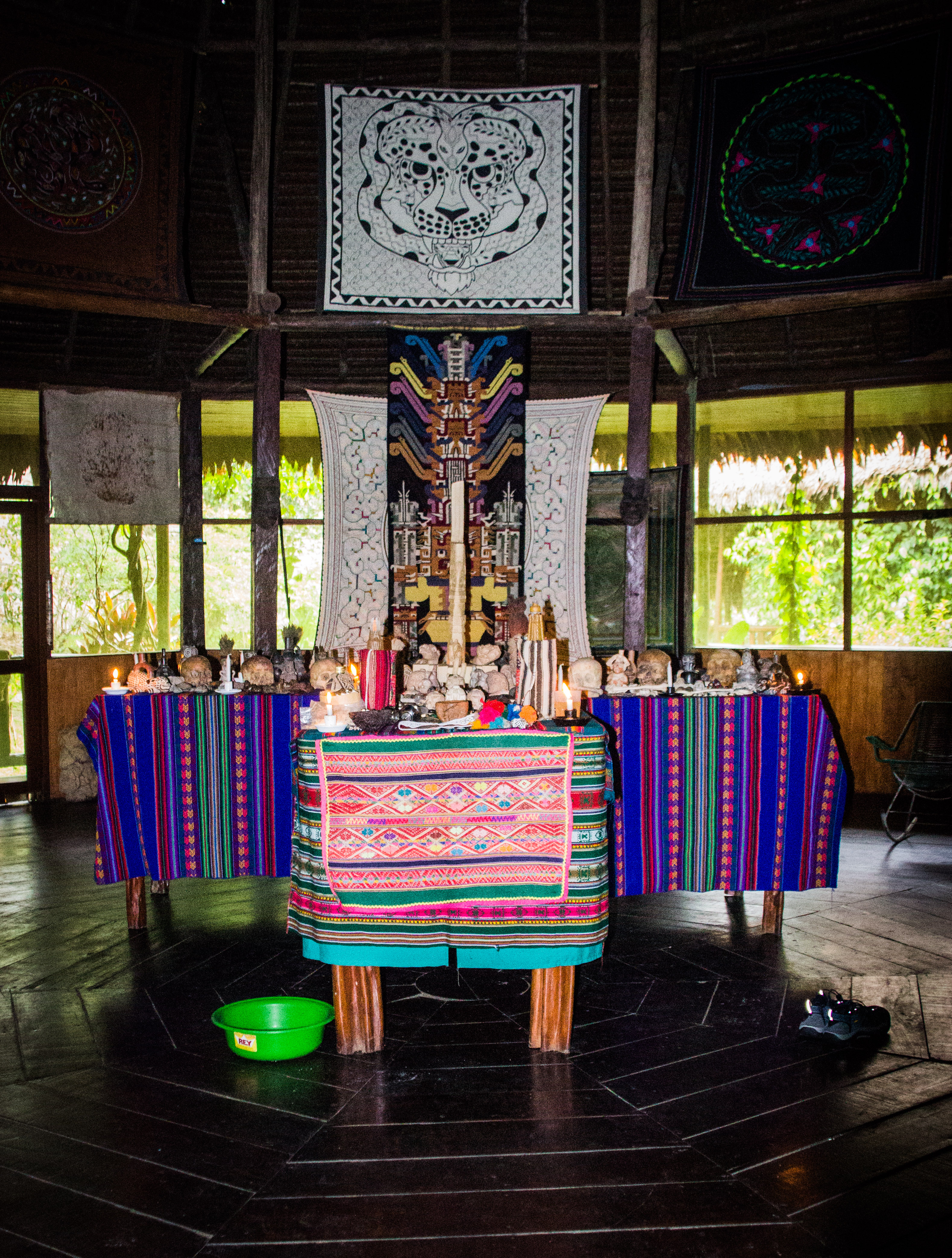
Centro ceremonial del ayahuasca en el SpiritQuest Shamanic Sanctuary.

El catolicismo es la religión más predominante, y la primera religión que llegó a la ciudad antes de la fiebre del caucho, aunque existe un debate sobre el estatus pagano y la influencia entre su religión católica e idiosincrasia. Existen 11 parroquias (8 en la ciudad y 3 en pueblos ribereños de la área metropolitana) que están organizados por el Orden de San Agustín. El catolicismo llegado a Iquitos tuvo que «hacerse amazónica», es decir, ajustarse a la cultura de las etnias antes de la fiebre del caucho. Hasta el presente, en la ciudad existen entidades de relación católica como el Centro de Estudios Teológicos de la Amazonía (CETA), Instituto de Promoción Social de la Amazonía (IPSA) y Centro de Capacitación Campesina de la Amazonía (CENCCA). El catolicismo ha influenciado fuertemente la tradición de Iquitos, igual que en el resto de Perú, algo que se evidencia en festividades como San Juan (en referencia a San Juan Bautista y su simbólica comida tradicional llamada juane), la fiesta de la Inmaculada, Semana Santa y otros eventos tradicionales.
Iquitos también es hogar de una comunidad peruano-judía que practica el judaísmo, y que asiste a sinagogas. A través de la historia, los judíos nativos que vivían en la ciudad tuvieron obstáculos, y poco a poco se mudaron a Israel, sin embargo, un único judío permaneció en la ciudad. Según The New York Times, la comunidad judía de Iquitos era ignorada por otra en Lima debido a sus «espinosos» temas sobre sus orígenes. La comunidad también tiene un cementerio judío el cual es localmente conocido como Cementerio General.
Respecto a los movimiento cristiano-protestantes, la Iglesia Adventista del Séptimo Día está presente en Iquitos, con varios templos dedicados a su práctica. También existen unos cincuenta centros de predicación evangelistas. La presencia del budismo en Iquitos es impreciso y prácticamente indirecto.
En la ciudad también existe una presencia reducida del islamismo. El Centro Islámico de Iquitos (CIDI) alberga una pequeña familia musulmana.
El chamanismo es el opuesto a la mayoría de las religiones anteriores, y está más vinculado con las tradiciones y la mitología amazónica, y tiene como símbolo intermediario a la ayahuasca. Soga del Alma es una organización que está dedicada al chamanismo. El SpiritQuest Shamanic Sanctuary es uno de los centros ceremoniales más conocidos que los turistas e interesados visitan para conocer la cultura curativa del ayahuasca.
Según el XI Censo Nacional de Población y VI de Vivienda, 226,534 personas se consideran católicas, mientras 54,555 son evangélicas; 12,080 pertenecen a otras religiones y 7,650 confirma no estar en ninguna religión.

## Medios de comunicación

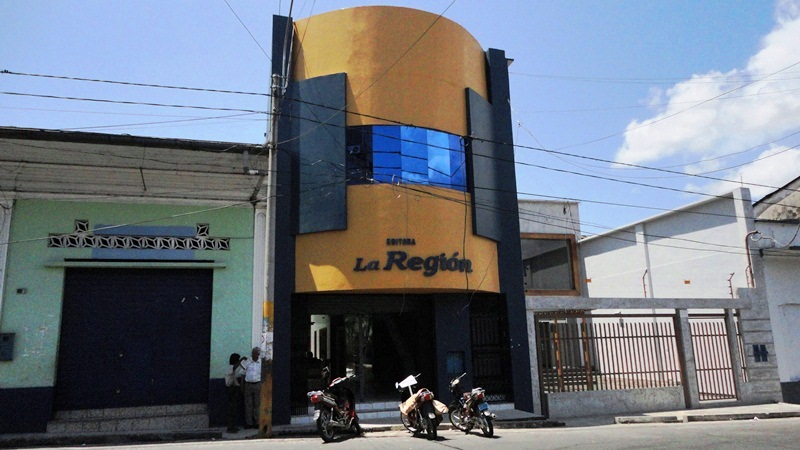
Oficinas de la editorial La Región.

Iquitos posee una red de comunicación en continuo desarrollo y modernización. En la ciudad se dispone de varios medios de comunicación como prensa escrita, radio, televisión, telefonía, Internet y mensajería postal. En algunas comunidades rurales existen telefonía e Internet satelitales. Además, existe una agencia de Serpost, el oficina postal pública, y varias agencias de mensajería courier, que prestan servicios de envío a destinos locales, nacionales e internacionales.
Movistar, Claro, Bitel y Virgin Mobile son las empresas de telefonía móvil que sirven actualmente en la ciudad. Por otro lado, Google Street View está habilitado extensamente en el área metropolitana de la ciudad (incluso la Ruta Interprovincial LO-103 y parcialmente Nauta) desde el 28 de abril de 2014.
Medios televisivos y radiofusión

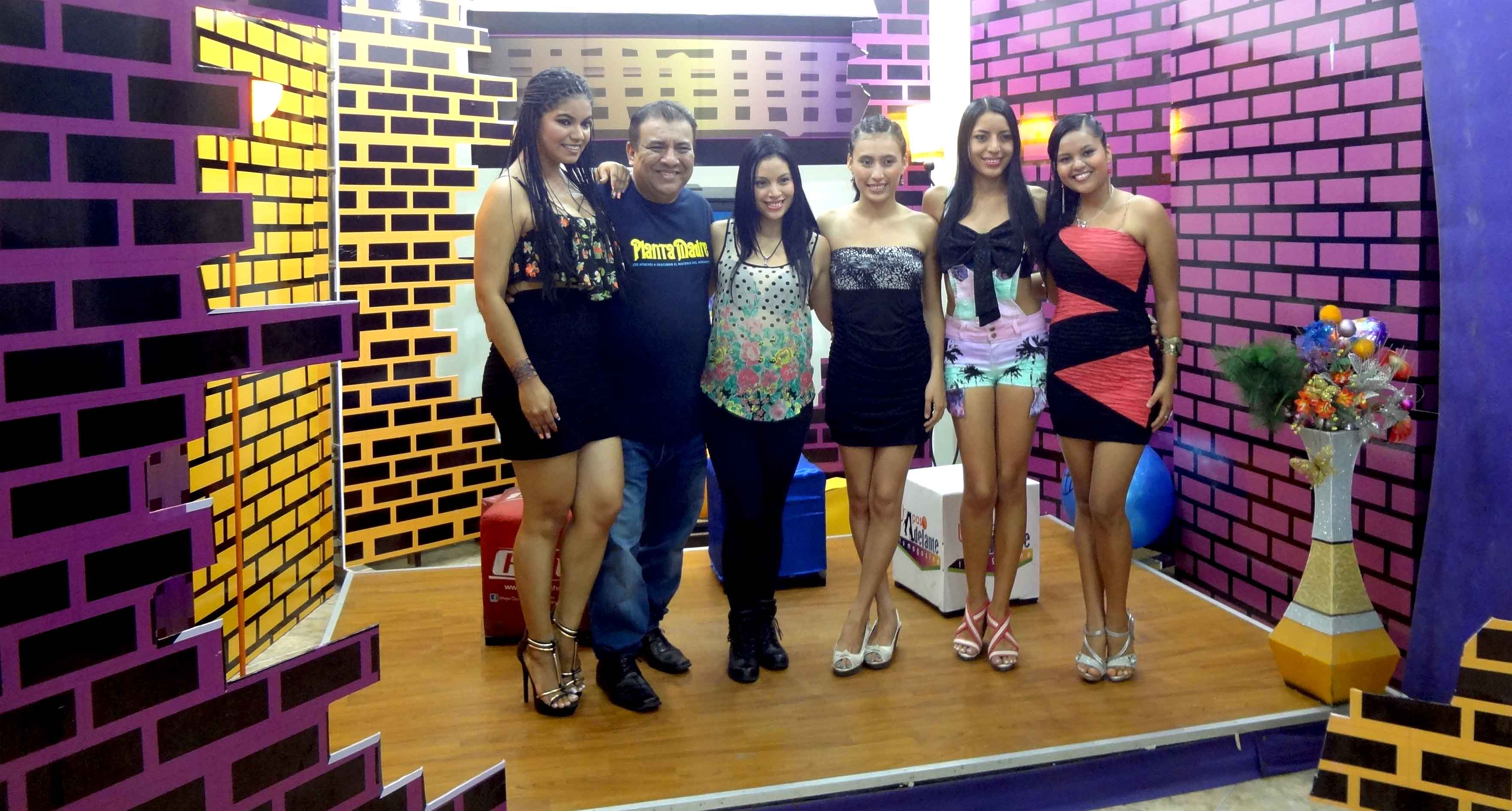
Set de televisión de Un paso adelante en Amazonia TV.

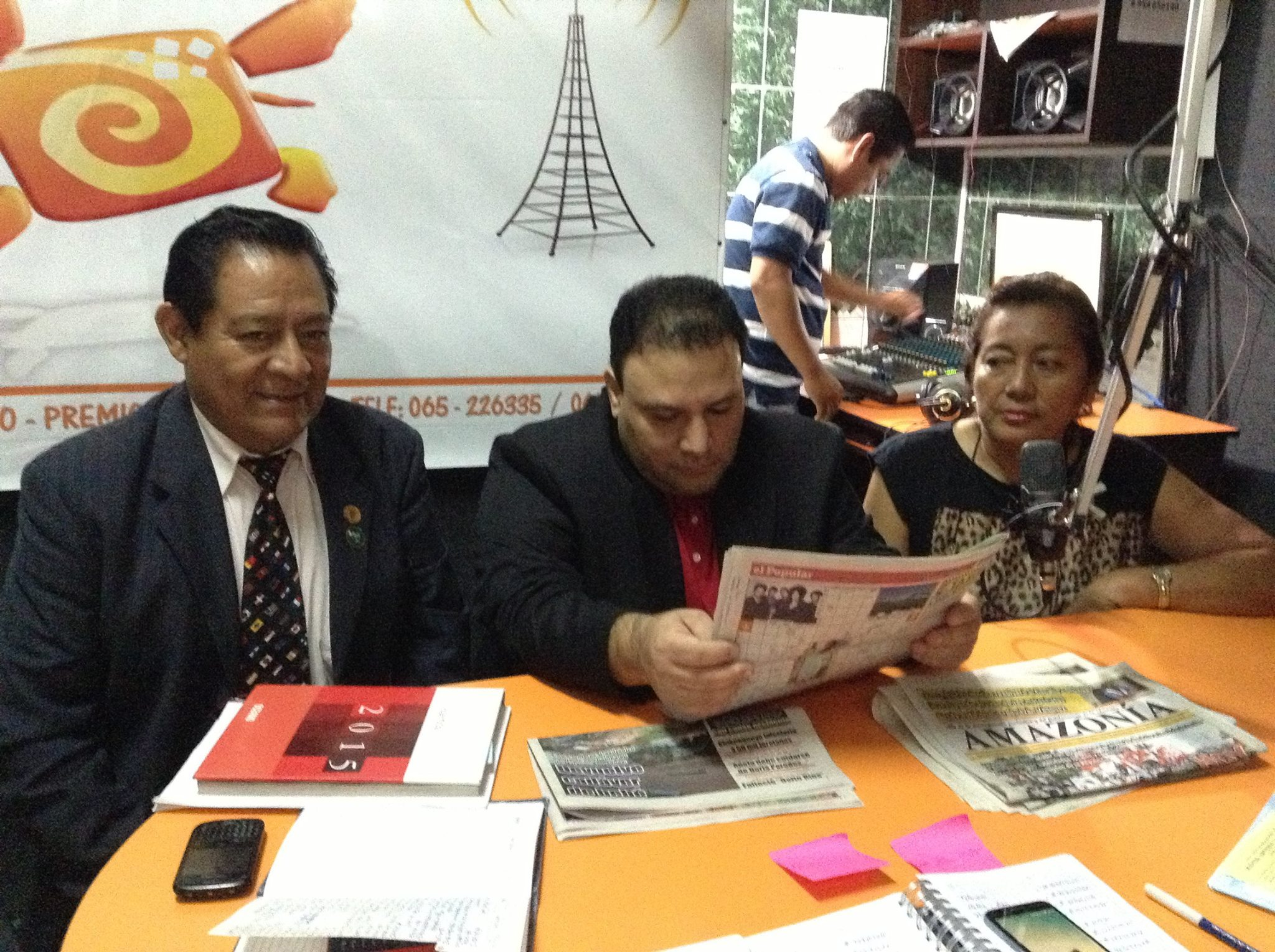
Estudio de grabación de Radio Amazonia, división de Amazonia TV.

Iquitos es cuna de la televisión por cable en Perú y es uno de los pioneros en América del Sur. El empresario polaco Stanisław Tymiński estableció la compañía llamada TVS (Televisión Selva) en 1982. Tymiński llevó un transmisor de televisión a la ciudad desde Canadá, y así fundó la compañía. Hasta la actualidad, la industria televisiva se mantiene en desarrollo y, por año, se vuelve más sofisticada. Con respecto a los proyectos de Tymiński, también llamó a la colaboración de importantes artistas iquiteños a finales de los 90s para convertirlas en películas animadas por computadora. La industria de la televisión está en desarrollo y evidente crecimiento. Los canales de televisión de origen iquiteño son Amazónica de Televisión, Canal 19, Canal 21, Loreto TV, Amazon Channel, Amazonia TV y Selva TV. En radiocomunicación, hay emisoras locales como Radio Loreto, Arpegio Mix, La Ribereña, Astoria, Fantasía, La insuperable, Radio 10, LVS La voz de la selva, Tigre y filiales de cadenas nacionales con programación local como Radio Karibeña, Ritmo Romántica, Moda, La zona, RPP, La Kalle, Sabor Mix, entre otros. 
Medio impreso
También circulan periódicos de tirada local: La Región —con un evidente avance en su anexa presentación digital—, El Matutino, Pro & Contra y El Oriente son diarios nativos con un importante presencia en la ciudad. La ciudad también distribuye diarios nacionales, las cuales cuentan con una sede corresponsal: La República, El Popular, El Comercio y Expreso. En el ámbito digital, Dawn on the Amazon Captains Blog, escrita por Bill Grimes y Adrian Walker. The Iquitos Times es un diario impreso en inglés dirigido generalmente a un enclave de expatriados.
Medios electrónicos e Internet

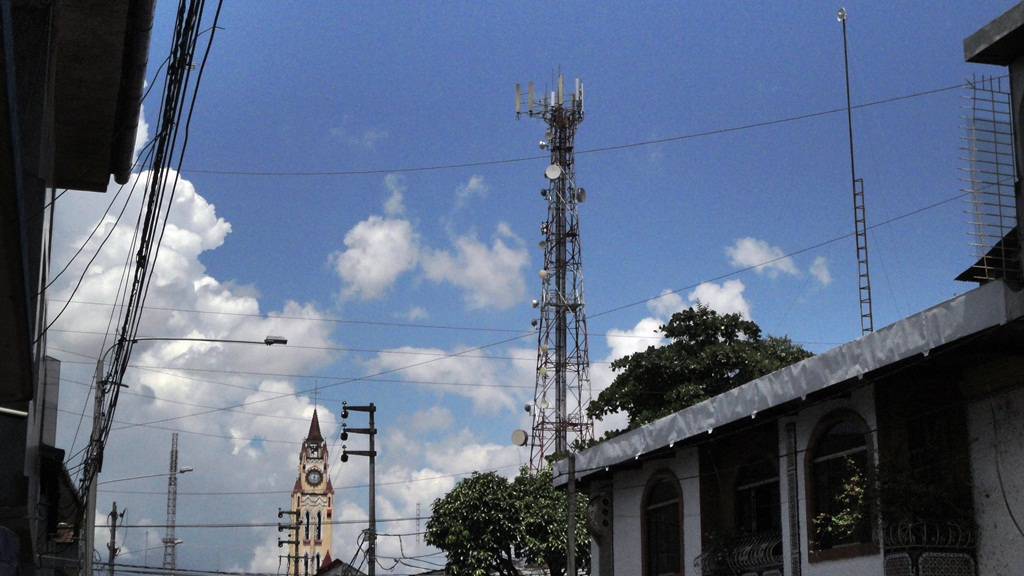
Estación de base de las oficinas de Movistar con reflectores parabólicos y antenas de array en la cúspide.

El 4G LTE ingresó a Iquitos a través de Movistar y Claro entre mayo y julio de 2015. Anteriormente, la banda ancha y el 3G (o 3.5G) inició su disponibilidad en marzo de 2014, y se convirtió en un hecho histórico, principalmente porque la ciudad es la más distante de otras en el Perú: la red de comunicaciones necesitó una infraestructura especial para llegar. Con un costo de 180 millones de soles, el proyecto consiste en una red híbrida: (a) una selección de 12 torres recorren desde Yurimaguas a Nueva Fortuna usando microondas, y (b) luego continúa vía fibra óptica de 100 kilómetros hacia Iquitos, con una capacidad mínima de 1.5 Gbps. Telefónica declaró que la velocidad «se multiplicaría por 10». Otros proyectos futuros como la línea de transmisión eléctrica Moyobamba—Iquitos desplegaría fibra óptica a la ciudad.
La banda ancha inició un rendimiento más profundo en la Era de la Información para Iquitos y fue anunciado masivamente con el hashtag #IquitosConectado. Antes de la banda ancha, el acceso a Internet en Iquitos era controversial, siendo el hashtag #SiIquitosTuvieraInternetVeloz el foro en Twitter que descutió ampliamente el tema a nivel nacional. La ciudad recibía una conexión de ancho de banda a través de la tecnología móvil EDGE que conectan los teléfonos inteligentes sin excepción, y la tecnología de conexión por módem en usuarios caseros. La ciudad tenía una conexión satélital de banda ancha, no obstante, el plan de datos para una rápida conexión era excesivamente caro, cuyo rendimiento es obtenido por empresas grandes.
La conexión por módem tuvo una capacidad de plan de datos de 54 kbps. El 10%, equivalente a 10 kbps, era únicamente aprovechado. En la conexión móvil, Claro proporcionó un servicio móvil de Internet, sin embargo, la conexión se saturó y resultó un fracaso. Telmex es otro servicio satélital de velocidad rápida ofrecida en la ciudad en 2009, no obstante, fue para un público limitado, especialmente los del sector privado. Hasta ahora, Claro, Movistar, Telmex y Terra continúan ofreciendo el actual servicio de Internet en Iquitos.
La Municipalidad Provincial de Maynas habilitó hotspots que ofrecen acceso a Internet de forma gratuita en espacios públicos específicos como la plaza de Armas, el bulevar y la plaza Sargento Lores. El sistema se conecta satelitalmente con una capacidad de 2 mbps y actualmente usa un proveedor de Italia.
Medios sociales
Según las estadísticas de anuncios, 97 000 iquiteños usan Facebook entre los 13 y 65+ años.

## Derechos humanos y problemas sociales
Los derechos humanos de Iquitos están basados en la Constitución del Perú que proporciona un tratamiento justo con respecto a la raza, nacionalidad, creencias religiosas o estatus social. El documento indica que no debe existir discriminación por «motivo de origen, raza, sexo, idioma, religión, opinión, condición económica o de cualquiera otra índole», y debe estar presente la total práctica de los derechos económicos, sociales y culturales. La Defensoría Municipal del Niño y del Adolescente (Demuna), dirigida por Sinthya Felicita Flores Carmona, es un ministerio especial que garantiza la protección a los derechos del niño. Los derechos de los indígenas también es otro enfoque importante en las comunidades nativas viviendo en la región metropolitana de la ciudad.
Los derechos humanos de la ciudad se han encontrado con complejos conflictos sociales que violan la Declaración Universal de los Derechos Humanos. También, se realizan movimientos de cualquier índole que buscan el reconocimiento y protección de sus derechos. En Iquitos se han detectado problemáticas relativas a los derechos humanos como la discriminación por sexo y la violencia contra la mujer; la prostitución, incluyendo la infantil; la discriminación por orientación sexual, entre otros.

### Explotación sexual infantil

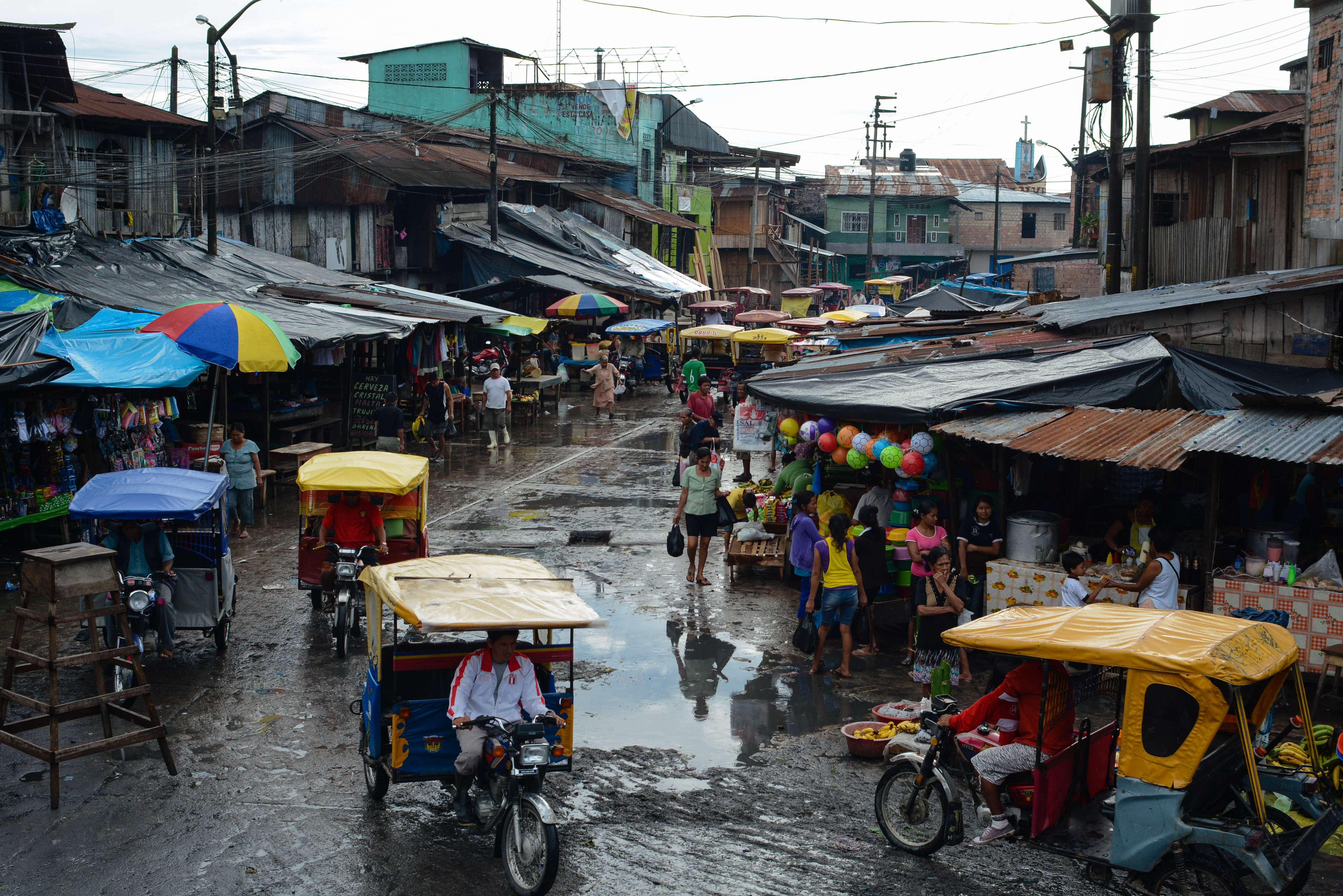
El distrito de Belén registra altos índices de prostitución infantil y otras violaciones de los derechos humanos.

La explotación sexual comercial de niños, niñas y adolescentes (abreviada técnicamente como ESCNNA por el Gobierno Regional de Loreto) apareció en Iquitos y ha estado bajo constante investigación y planes de erradicarla. Según los reportes, los tipos de ESCNNA más evidentes en esta problemática de la ciudad son la pornografía infantil, prostitución infantil, explotación infantil y el turismo sexual infantil. Es uno de los problemas más serios que se ha impregnado en su historia moderna. El Distrito de Belén experimenta protagónicamente este problema social.
Según Caretas, el mercado sexual, especialmente de menores, se presenta con más fuerza ante los extranjeros y viajeros de cualquier índole. Diversos factores sociales han favorecido el negocio sexual; dentro del estrato social de pobres alcances educativos, existe complicidad y un respaldo en ciertos hospedajes que adaptan sus habitaciones para el sexo. Parece tener resistencia a desaparecer porque el sexo con menores no está condenado socialmente: «Es frecuente que un hombre adulto, aun estando casado, toque la puerta de la casa de una menor de edad y le pida autorización a la madre para salir con su hija. También es común que las madres promuevan este tipo de uniones». Esto se suma a la problemática que conforma la promiscuidad, y que ha generado numerosos casos de transmisiones sexuales, especialmente del VIH y sida. Se da un intercambio de enfermedades: los turistas estadounidenses portan el herpes, y contraen gonorrea durante el sexo.
En el reporte Del abandono social a la explotación infantil, Andera Querol Lipcovich descompone la actividad usando términos comerciales. La demanda de esta actividad están moldeada por otros factores importantes como la corrupción política y la clandestinidad permisiva, así como la ubicación geoestratégica aprovechada por traficantes de personas donde no pasan por un control efectivo en las Tres Fronteras. Las industrias petrolera y maderera también han favorecido en las primeras apariciones de la explotación sexual infantil en campamentos donde mujeres, especialmente niñas, eran esclavizadas a cocinar y a prestar servicios sexuales. En los años pasados, según el reporte publicado en 2009, los principales clientes iquiteños estaban conformados por comerciantes locales, soldados, pobladores, y en menor medida, turistas. El motivo más frecuente que los clientes usan para justificar esta actividad es que «las adolescentes o niñas dan más placer porque son más estrechas». Por otro lado, la oferta está conformada por un rango alarmante de edad de las víctimas que incluye desde los 7 años, y muchas de ellas viven en condiciones de extrema pobreza. El abandono por parte del Gobierno central ha ocasionado un incumplimiento casi total por el respeto de los derechos humanos, y la carencia de instituciones que protejan efectivamente al menor.
El caso del Toro Bravo ha sido considerado como el más mediático hasta la fecha y ha tenido repercursión porque ha involucrado al congresista exfujimorista Víctor Grandez. Este mismo estaba incluido en el caso Proxenetas de Iquitos, en el cual se detallaba una «mafia local de proxenetas que ofrece menores de edad».
El Plan Regional de Acción contra la Trata de Personas y la Explotación Sexual Comercial de Niños, Niñas y Adolescentes – Región Loreto 2013-2017 es el mayor plan de acción para erradicar la explotación infantil oficializado por la Mesa Regional del Gobierno Regional de Loreto mediante la Ordenanza Regional N.º 002-2012-GRL-CR. Aparte, varias campañas se han activado para contrarrestar la explotación infantil. Entre ellas están Loreto contra la explotación sexual de niños, niñas y adolescentes (noviembre de 2011), Cárcel (2015), entre otras.

## Reconocimiento

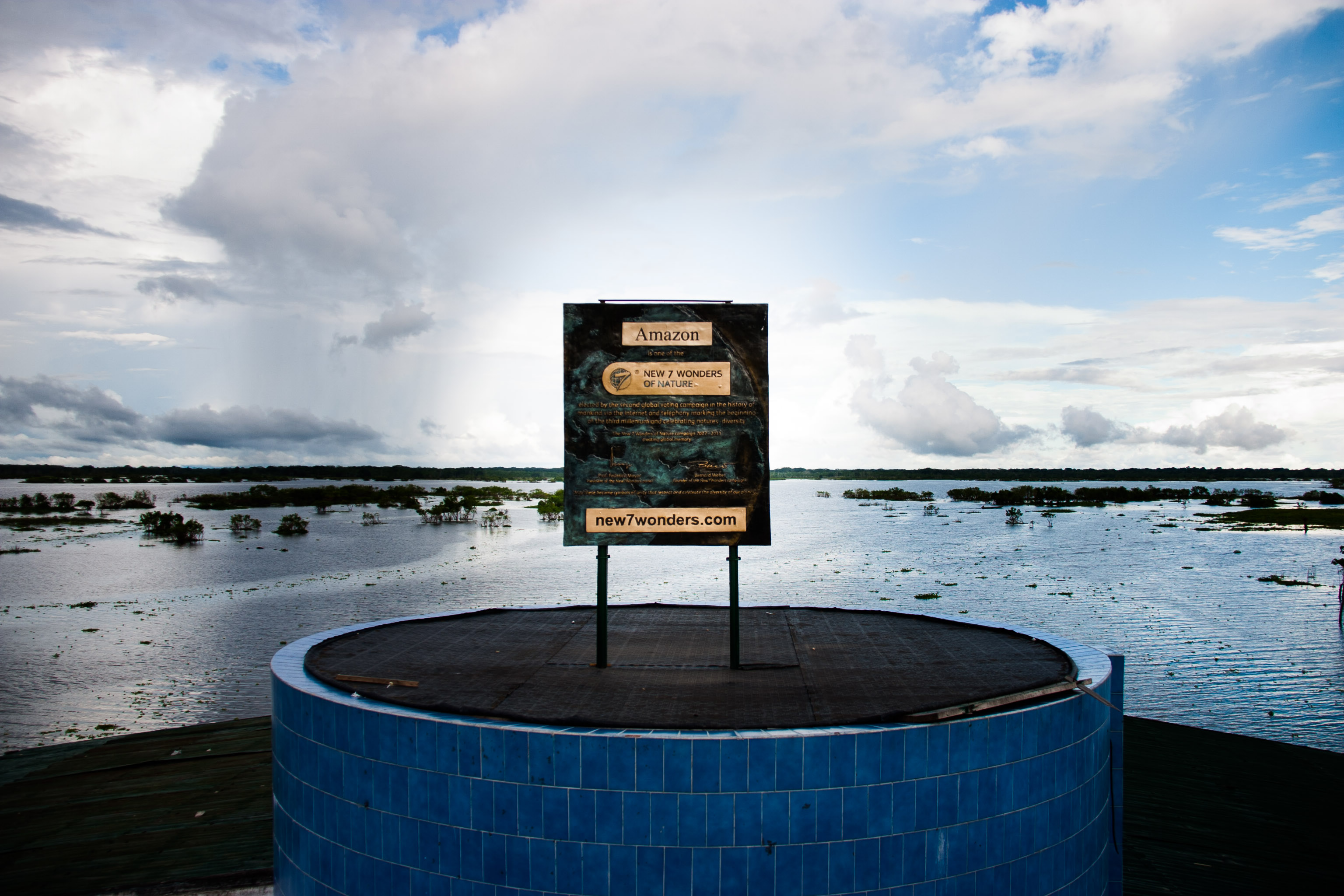
Placa de bronce oficial de la Amazonia como una de las 7 nuevas maravillas naturales del mundo. Está ubicado en el bulevar de Iquitos.

Iquitos es hogar oficial de la placa conmemorativa de la Amazonia como una de las siete maravillas naturales del mundo, otorgada el 13 de agosto de 2012 por Fernand Weber, fundador de New7Wonders. La placa está hecha de bronce y pesa 120 kilogramos. La distinción está compartida con Bolivia, Brasil, Ecuador, Surinam, Colombia, Venezuela y Guyana Francesa; no obstante, el reconocimiento se entregó a Perú que originalmente postuló a la Amazonia a través del Gobierno Regional de Loreto con sede en Iquitos. La premiación fue realizada en Iquitos. Inició con un desfile masivo a lo largo de la avenida José Abelardo Quiñones, y finalmenete culminó en el día principal, el 13 de agosto, repartida en dos sesiones a lo largo del día: la primera en la confluencia de los ríos Itaya y Nanay en la tarde, y la segunda en la plaza 28 de Julio de la ciudad, en la noche. El evento recibió una intensa atención internacional. Similar con Machu Picchu como maravilla del mundo, Iquitos, como principal entrada a la Amazonía, espera recibir ingreso turístico. El Presidente de Perú Ollanta Humala, junto a la primera dama Nadine Heredia y el presidente Regional de Loreto Iván Vásquez recibieron la premiación.
| «Es claro que habrá un impacto económico y turístico. Los ejemplos que tenemos de otros lugares son crecimientos de 10, 20 y 30 por ciento anual» —Jean Paul de la Fuente explicando sobre el pronóstico turístico de Iquitos después de recibir la conmemoración. |

La premiación recibió algunas reacciones polarizadas que indicaban que el Gobierno Regional de Loreto estaría obligado a planificar un mejor desarrollo urbano en Iquitos para recibir el intenso turismo pronosticado. El escrutinio negativo apuntó en la desorganizada y masiva construcción del alcantarillado que fue dañando las calles de la ciudad, generando molestias y accidentes en el tráfico vehicular y ensuciando la imagen estética de Iquitos. Varios ciudadanos iquiteños criticaron sobre el tema a través de Twitter.

## En la cultura popular

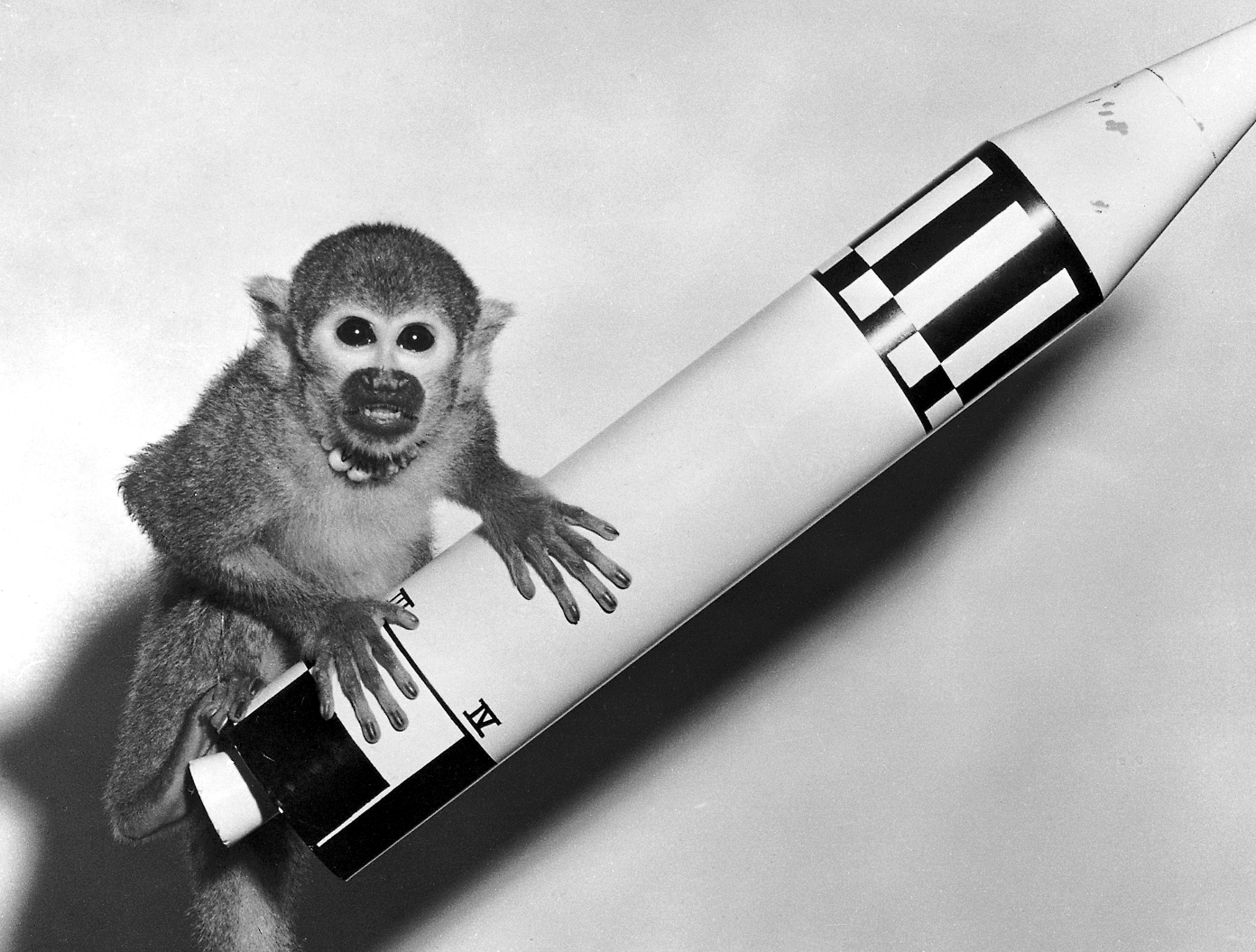
Miss Baker nació en Iquitos y se convirtió en el primer animal en ser lanzado al espacio.

La ciudad ha sido mencionada popularmente en otras partes del mundo directa e indirectamente, tanto que un perfume para hombres es llamado Iquitos el cual fue lanzado por el actor francés Alain Delon en 1987. La imagen internacional de Iquitos, de cierta forma, trasciende ciertos imaginarios mundiales generado por el turismo permanente y las coberturas de investigación vinculados a ella.
El primer acontecimiento popular que la menciona está relacionado con Miss Baker, mona ardilla que nació en Iquitos, fue llevada a Pensacola, Florida, y se convirtió en el primer animal en ser lanzado al espacio en 1959. En ese entonces, la misión espacial de Miss Baker significó el primer retorno de un ser vivo a la Tierra sin ningún peligro, y se convirtió en una celebridad internacional y fue incluida en la revista Life.
La ciudad ha sido visitadas por varias figuras históricas y celebridades como Avicii, Isabela Moner, Zac Efron para el documental Con los pies sobre la tierra, Ernesto Guevara, Alberto Granado, Juan Pablo II, Werner Herzog y Mick Jagger para la película Fitzcarraldo, Harrison Ford, Jennifer Lopez para la película Anaconda junto con Owen Wilson y Ice Cube, Arnold Schwarzenegger, Hunter «Patch» Adams, Princesa Ana del Reino Unido, Catalina de Cambridge, Cindy Crawford, entre otros.

## Alcance global

### Diplomacia y consulados

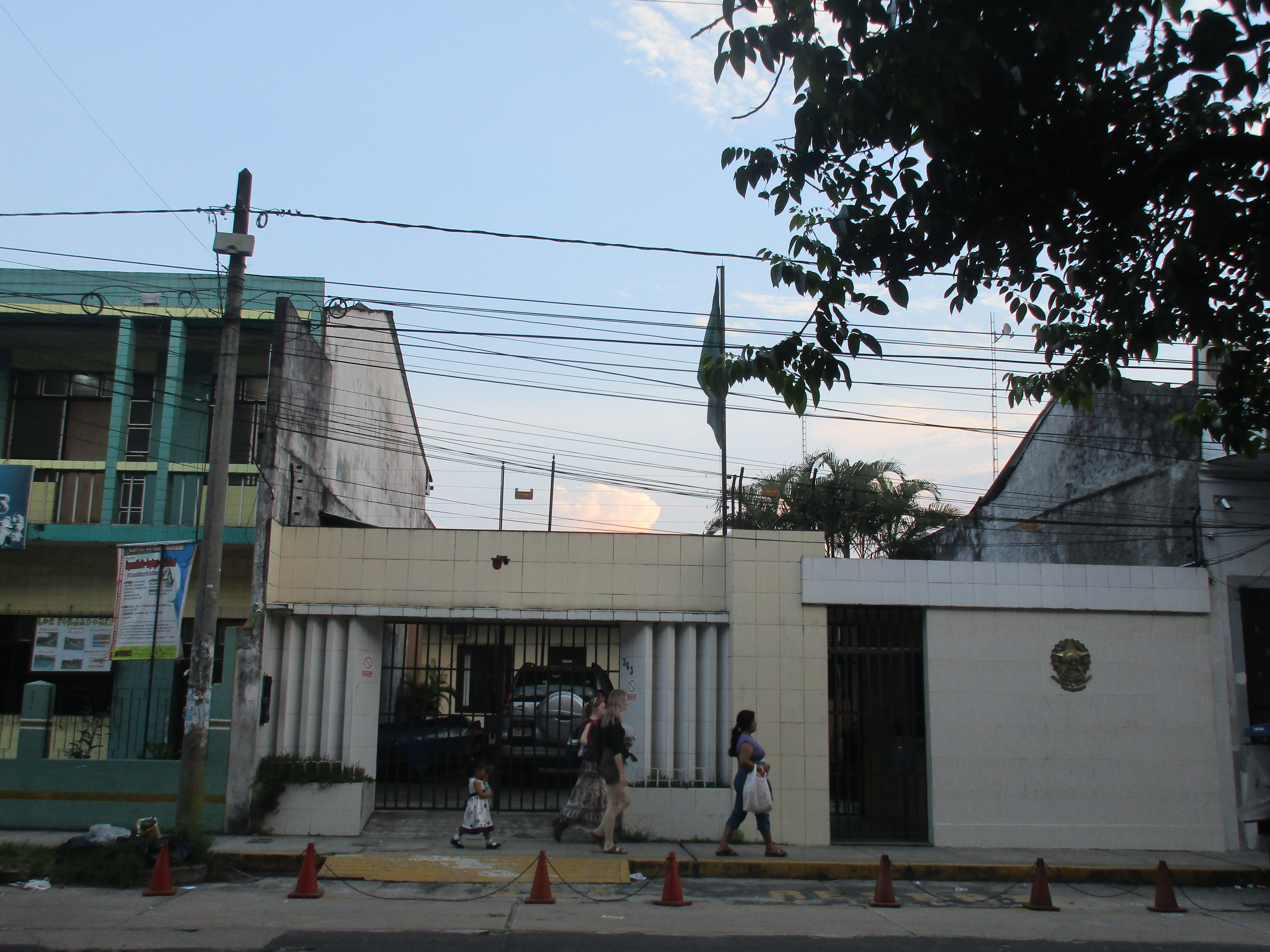
Viceconsulado de Brasil en Iquitos.

Iquitos tiene relaciones internacionales con otros países:
| País           | Cónsul                         | Ref             |
| -------------- | ------------------------------ | --------------- |
| Alemania       | Max Druschke                   | [ 447 ]         |
| Austria        | --                             | [ 448 ]         |
| Brasil         | María Raquel de Barros Ribeiro | [ 449 ] [ 450 ] |
| Colombia       | César Augusto Linares Linares  | [ 451 ]         |
| España         | --                             | [ 452 ]         |
| Francia        | Bernard Corbière               | [ 453 ]         |
| Italia         | Federico Ventre                | [ 454 ]         |
| Reino Unido    | --                             | [ 455 ]         |
| Estados Unidos | --                             | [ 456 ]         |
| Santa Sede     | Agustín Tinito                 | [ 457 ]         |

### Ciudades hermanadas
| Iquitos está hermanado con:[cita requerida]            | Iquitos está hermanado con:[cita requerida]          | Iquitos está hermanado con:[cita requerida]                                    |
| ------------------------------------------------------ | ---------------------------------------------------- | ------------------------------------------------------------------------------ |
| - Caballococha-Perú - Leticia-Colombia - Manaos-Brasil | - Milán-Italia - Moyobamba-Perú - Nueva Loja-Ecuador | - Nuevo Rocafuerte-Ecuador - El Coca-Ecuador - Tarapoto-Perú - Elbasan-Albania |
| Pendientes                                             |                                                      |                                                                                |
| - Panamá-Panamá - Iquique-Chile                        | - Arica-Chile                                        | - Loreto-Italia - Arequipa-Perú - Tabatinga-Brasil                             |

### Promoción de marca
Iquitos es promocionada oficialmente en otros países como iniciativa de la Municipalidad Provincial de Maynas y del Gobierno Regional de Loreto:
| - Corea del Sur. - Filipinas - China - Taiwán - Japón - Israel | - Alemania - Francia - Italia - España | - Estados Unidos - Canadá - Colombia - Ecuador - Argentina - Brasil - Panamá - Chile | - Australia - Nueva Zelanda | - Marruecos |